# Liste der Biografien/Mill
Liste der Biografien |
Portal Biografien |
Personensuche
# |
A |
B |
C |
D |
E |
F |
G |
H |
I |
J |
K |
L |
M |
N |
O |
P |
Q |
R |
S |
T |
U |
V |
W |
X |
Y |
Z |
?
 
Ma |
Mb |
Mc |
Md |
Me |
Mf |
Mg |
Mh |
Mi |
Mj |
Mk |
Ml |
Mm |
Mn |
Mo |
Mp |
Mq |
Mr |
Ms |
Mt |
Mu |
Mv |
Mw |
Mx |
My |
Mz
 
Mia |
Mib |
Mic |
Mid |
Mie |
Mif |
Mig |
Mih–Mik |
Mil |
Mim |
Min |
Mio |
Mip |
Miq |
Mir |
Mis |
Mit |
Miu |
Miv |
Miw |
Mix |
Miy |
Miz
 
Mila |
Milb |
Milc |
Mild |
Mile |
Milf |
Milg |
Milh |
Mili |
Milj |
Milk |
Mill |
Milm |
Miln |
Milo |
Milq |
Milr |
Mils |
Milt |
Milu |
Milv |
Milw |
Mily |
Milz
Die Liste der Biografien führt alle Personen auf, die in der deutschsprachigen Wikipedia einen Artikel haben. Dieses ist eine Teilliste mit 1140 Einträgen von Personen, deren Namen mit den Buchstaben „Mill“ beginnt.

## Mill
- Mill, Andy (* 1953), US-amerikanischer Skirennläufer
- Mill, Arnold van (1921–1996), niederländischer Opernsänger (Bass)
- Mill, David (1692–1756), deutscher orientalischer Philologe und reformierter Theologe
- Mill, Edith (1925–2007), österreichische Theater- und Filmschauspielerin
- Mill, Elisabeth (1897–1945), deutsche Schneiderin und Opfer der NS-Kriegsjustiz
- Mill, Erwin (1927–2022), deutscher Fußballspieler
- Mill, Frank (1958–2025), deutscher FußballspielerFrank Mill (1958–2025)

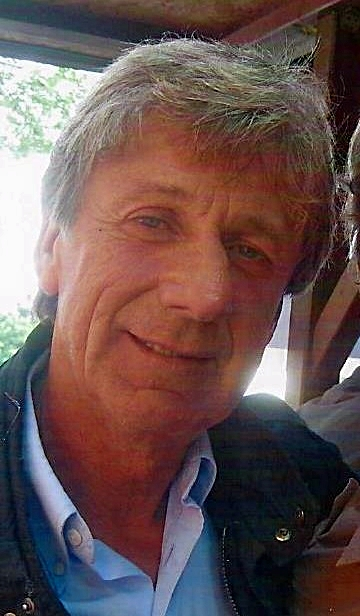
Frank Mill (1958–2025)

- Mill, Harriet Taylor (1807–1858), englische Frauenrechtlerin und Autorin
- Mill, Henry († 1771), englischer Erfinder
- Mill, James (1773–1836), schottischer Historiker und Ökonom
- Mill, John († 1707), englischer Theologe
- Mill, John Stuart (1806–1873), britischer Philosoph und Ökonom
- Mill, Marie-France, belgische Judoka

### Milla
- Milla Guevara, José Francisco (* 1789), Supremo Director der Provinz Honduras
- Milla Pineda, José Justo (1794–1838), honduranischer General und Politiker
- Milla y Vidaurre, José (1822–1882), guatemaltekischer Schriftsteller
- Milla, Jimmy Lemi (1948–2011), sudanesischer Politiker
- Millà, Jordina (* 1984), spanische Improvisationsmusikerin (Piano, Präpariertes Klavier)
- Milla, Kevin-Prince (* 2003), kamerunischer Fußballspieler
- Milla, Luis (* 1966), spanischer Fußballspieler und -trainer
- Milla, Roger (* 1952), kamerunischer FußballspielerRoger Milla (* 1952)

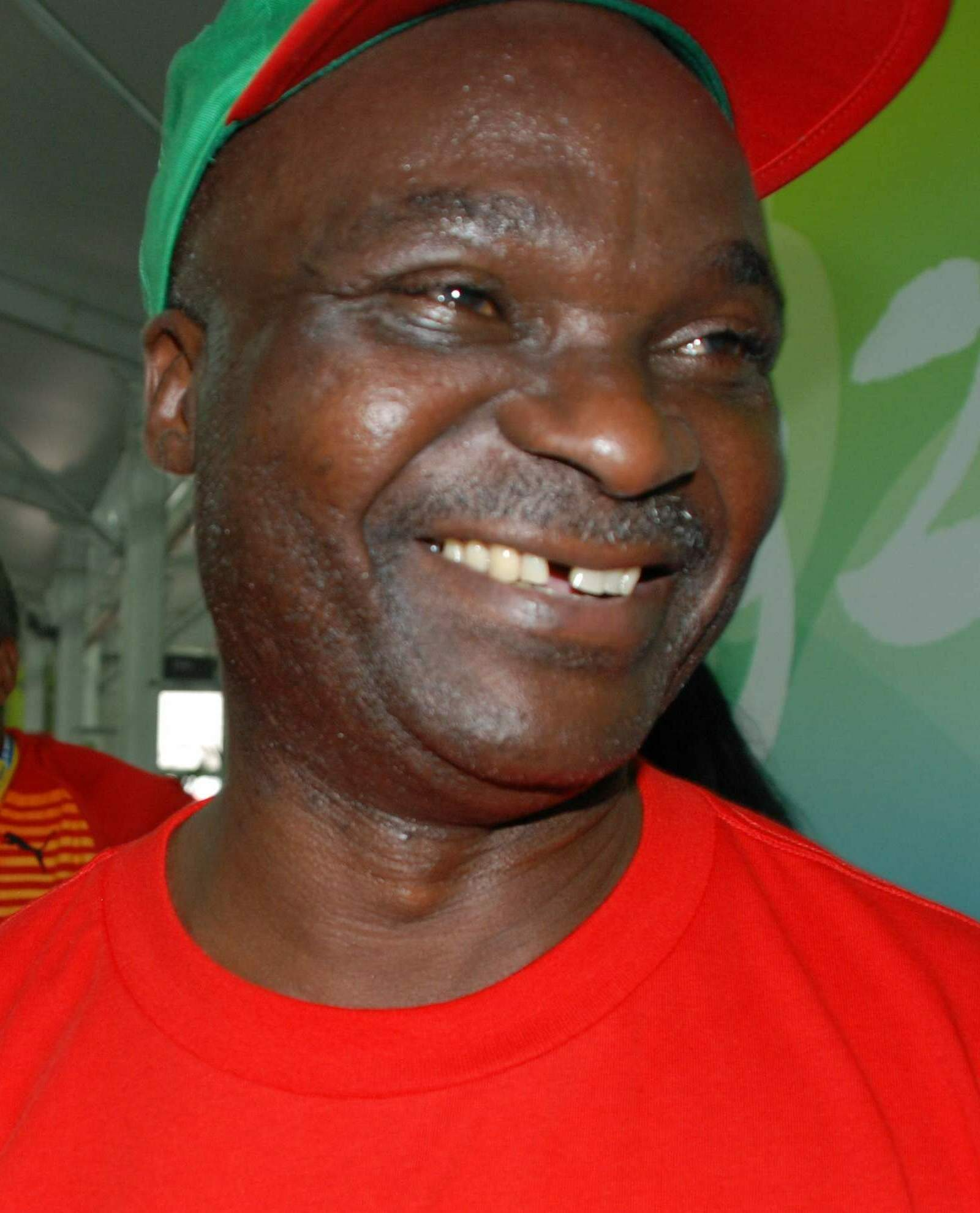
Roger Milla (* 1952)

- Millacet, Federico (* 1991), uruguayischer Fußballspieler
- Millack, Frank (* 1952), deutscher Politiker (CDU), MdL
- Millahn, Günter (1930–2018), deutscher Forstmann, Jäger und Autor
- Millaire, Albert (1935–2018), kanadischer Schauspieler und Theaterregisseur
- Millais, John Everett (1829–1896), britischer Maler
- Millakowsky, Hermann (1890–1987), deutscher Filmproduzent
- Millán Astray, José (1879–1954), spanischer Militär und Begründer der Fremdenlegion
- Millán Mon, Francisco (* 1955), spanischer Politiker (PP), MdEP
- Millán, Álex (* 2004), spanischer Motorradrennfahrer
- Millan, Bruce (1927–2013), schottischer Politiker (Labour), Mitglied des House of Commons
- Millan, Cesar (* 1969), mexikanisch-US-amerikanischer HundetrainerCesar Millan (* 1969)

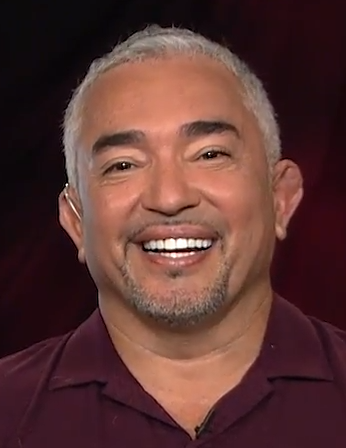
Cesar Millan (* 1969)

- Millán, Madeline (* 1959), boricuanische Journalistin und Lyrikerin sowie Professorin für spanische und lateinamerikanische Literatur
- Millán, Natalia (* 1969), spanische Schauspielerin, Tänzerin und Sängerin
- Millan, Scott (* 1954), US-amerikanischer Tontechniker
- Milland, Gloria (1940–1989), italienische Schauspielerin
- Milland, Max von (* 1985), italienischer Sänger (Südtirol)
- Milland, Ray (1907–1986), britischer Film- und Fernsehschauspieler
- Millang, Magnus (* 1981), dänischer Drehbuchautor, Schauspieler, Komiker und Filmregisseur
- Millano, Cano (* 1991), Schweizer Musikproduzent
- Millar, Addison Thomas (1860–1913), US-amerikanischer Maler und Radierer
- Millar, Aidan (* 1995), kanadischer Biathlet
- Millar, Alexander (* 1985), britischer Pokerspieler
- Millar, Anthony (1934–1993), irischer Politiker (Fianna Fáil)
- Millar, Charles Vance (1853–1926), kanadischer Rechtsanwalt und Unternehmer
- Millar, David (* 1977), schottischer RadrennfahrerDavid Millar (* 1977)

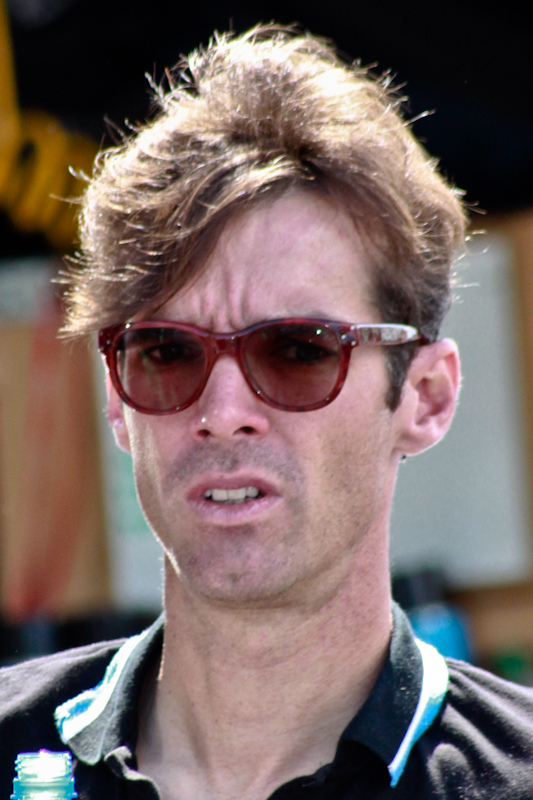
David Millar (* 1977)

- Millar, Fergus (1935–2019), britischer Althistoriker
- Millar, Frederick, 1. Baron Inchyra (1900–1989), britischer Diplomat
- Millar, Hal (1913–1991), US-amerikanischer Szenenbildner und Filmtechniker
- Millar, Ian (* 1947), kanadischer Springreiter
- Millar, Jimmy (1934–2022), schottischer Fußballspieler und -trainer
- Millar, John (1735–1801), schottischer Philosoph und Historiker
- Millar, Jonathon (* 1974), kanadischer Springreiter
- Millar, Judy (* 1957), neuseeländische Malerin
- Millar, Liam (* 1999), kanadischer Fußballspieler
- Millar, Luke, neuseeländischer Spezialeffektkünstler
- Millar, Margaret (1915–1994), kanadische Krimi-Schriftstellerin
- Millar, Mark (* 1969), britischer Comicautor
- Millar, Martin (* 1956), schottischer Fantasy-Autor
- Millar, Mary (1936–1998), britische Schauspielerin und Sängerin
- Millar, Mike (* 1965), kanadischer Eishockeyspieler
- Millar, Miles (* 1967), britischer Drehbuchautor und Filmproduzent
- Millar, Robert (1890–1967), US-amerikanischer Fußballspieler und -trainer
- Millar, Robert, 2. Baron Inchyra (1935–2011), britischer Banker, Politiker und Peer
- Millar, Robin (* 1951), englischer Plattenproduzent, Musiker und Geschäftsmann
- Millar, Robin (* 1968), britischer Politiker (Conservative Party)
- Millar, Rodrigo (* 1981), chilenischer Fußballspieler
- Millar, Ruth (* 1975), britische Schauspielerin
- Millar, Sam (* 1955), nordirischer Autor
- Millar, Syd (1934–2023), irischer Rugbyspieler
- Millard, Adriana (* 1926), chilenische Sprinterin, Weitspringerin und Hürdenläuferin
- Millard, Alan Ralph (1937–2024), britischer Altorientalist
- Millard, Alexandra (* 2001), britische Leichtathletin
- Millard, Charles D. (1873–1944), US-amerikanischer Jurist und Politiker
- Millard, Edward (1822–1906), englischer baptistischer Geistlicher, Direktor der österreichischen Bibelgesellschaft
- Millard, Frederick (1857–1937), englischer Maler des Spätimpressionismus
- Millard, Guy (1917–2013), britischer Diplomat
- Millard, Jakob (1860–1938), deutscher evangelikaler Theologe, Buchautor und Liedermacher
- Millard, Joseph Hopkins (1836–1922), US-amerikanischer Politiker (Republikanische Partei), Senator für den Staat Nebraska
- Millard, Keith (* 1962), US-amerikanischer American-Football-Spieler und -Trainer
- Millard, Muriel (1922–2014), kanadische Schauspielerin, Sängerin, Tänzerin und Malerin
- Millard, Oscar (1908–1990), US-amerikanischer Drehbuchautor und Schriftsteller
- Millard, Spencer G. (1856–1895), US-amerikanischer Politiker
- Millard, Stephen C. (1841–1914), US-amerikanischer Jurist und Politiker
- Millardet, Georges (1876–1953), französischer Romanist, Okzitanist und Dialektologe
- Millardet, Patricia (1957–2020), französische SchauspielerinPatricia Millardet (1957–2020)

Patricia Millardet (1957–2020)

- Millardet, Pierre-Marie Alexis (1838–1902), französischer Mediziner und Botaniker
- Millares, Manolo (1926–1972), spanischer Maler und Künstler
- Millares, Selena (* 1963), spanische Schriftstellerin und Hochschullehrerin
- Millares, Totoyo (1935–2022), spanischer Musiker
- Millarg, Hartmut, deutscher Architekt, Autor zur Denkmalpflege und Stadtbaugeschichte
- Millàs i Figuerola, Antoni (1862–1939), spanischer Architekt des katalanischen Modernismus
- Millàs Vallicrosa, Josep Maria (1897–1970), spanischer Wissenschaftshistoriker, Arabist und Judaist
- Millás, Juan José (* 1946), spanischer Schriftsteller und Journalist
- Millas, Louis de (1808–1890), deutscher Architekt und Stadtbaumeister in Heilbronn
- Millau, Christian (1928–2017), französischer Gastronomiekritiker und Autor
- Millaud, Albert (1844–1892), französischer Journalist, Schriftsteller und Dramatiker
- Millaud, Édouard (1834–1912), französischer Politiker
- Millaud, Moïse Polydore (1813–1871), französischer Bankier, Zeitungsverleger, Journalist und Schriftsteller
- Millauer, Abraham (1683–1758), deutscher Kirchenbaumeister des Rokoko
- Millauer, Clemens (* 1994), österreichischer Snowboarder
- Millauer, Helmut (1941–2014), deutscher evangelischer Theologe
- Millauer, Johann Nepomuk (* 1764), deutscher Verwaltungsbeamter
- Millauer, Philipp (1710–1753), deutscher Baumeister des Rokoko
- Millault, Edouard (1808–1887), französischer Komponist, Musikpädagoge und Violinist
- Millay, Diana (1935–2021), US-amerikanische Schauspielerin
- Millay, Edna St. Vincent (1892–1950), amerikanische Lyrikerin und Dramatikerin
- Millay, George (1929–2006), US-amerikanischer Unternehmer und Gründer von SeaWorld und Wet ’n Wild

### Millb
- Millberger, Herbert (* 1911), deutscher Mediziner

### Mille
- Mille, Agnes de (1905–1993), US-amerikanische Tänzerin und Choreografin
- Mille, Daniel (* 1958), französischer Jazzmusiker (Akkordeon, Komposition)
- Mille, Giorgio (1937–1999), italienischer Filmregisseur
- Mille, Noël de (1909–1995), kanadischer Ruderer
- Mille, Pierre (1864–1941), französischer Schriftsteller und Journalist

#### Millec
- Millecam, Sylvia (1956–2001), niederländische Schauspielerin, Sängerin und Fernsehmoderatorin
- Millecamps, Luc (* 1951), belgischer Fußballspieler
- Millecamps, Marc (* 1950), belgischer Fußballspieler und -trainer
- Millecker, Alexander (* 1973), österreichischer Journalist

#### Milled
- Milledge, John (1757–1818), US-amerikanischer Politiker

#### Milleg
- Millegan, Eric (* 1974), US-amerikanischer SchauspielerEric Millegan (* 1974)

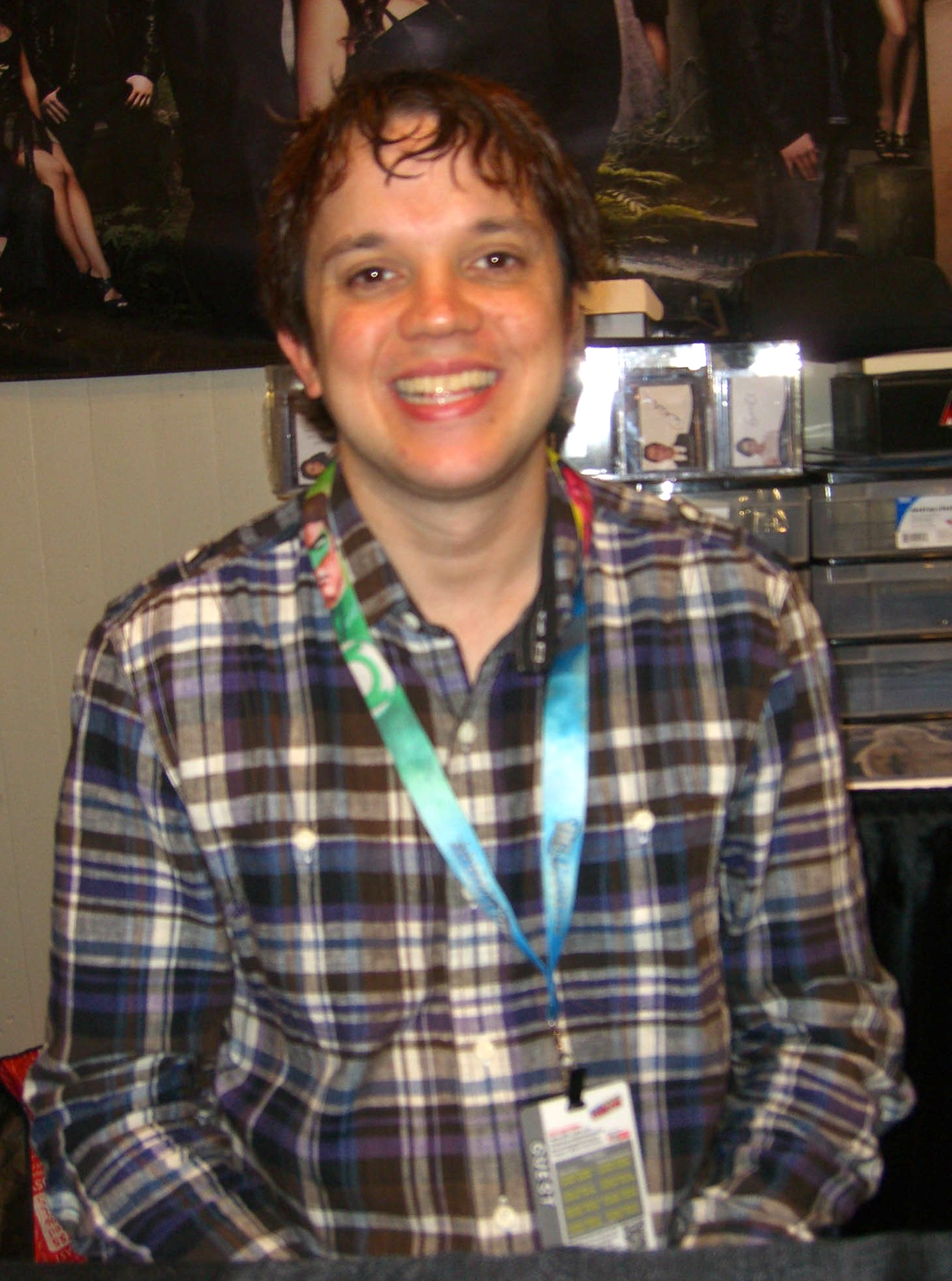
Eric Millegan (* 1974)

#### Millei
- Millei, John (* 1958), US-amerikanischer Maler

#### Millek
- Milleker, Erich (1942–2007), deutscher Verwaltungsjurist und Ministerialbeamter
- Milleker, Felix (1858–1942), deutsch-ungarischer Lehrer, Musealkustos, Historiker und Heimatforscher

#### Millel
- Millelire, Domenico (1761–1827), piemontesisch-sardischer Marinesoldat

#### Millen
- Millen, Ari (* 1982), kanadischer Schauspieler
- Millen, Corey (* 1964), US-amerikanischer Eishockeyspieler
- Millen, Greg (1957–2025), kanadischer Eishockeytorwart
- Millen, John (1804–1843), US-amerikanischer Politiker
- Millen, John (* 1960), kanadischer Segler
- Millen, Steve (* 1953), neuseeländischer Autorennfahrer
- Millender-McDonald, Juanita (1938–2007), US-amerikanische Politikerin
- Millendorfer, Johann (1921–2001), österreichischer Entwicklungsforscher und Systemanalytiker
- Millendorfer, Wolfgang (* 1977), österreichischer Journalist und Autor
- MilleniumKid (* 2000), deutscher Singer-Songwriter und Musikproduzent
- Millenkovich, Benno von (1869–1946), österreichischer Marineoffizier
- Millenkovich, Max von (1866–1945), österreichischer Schriftsteller und Direktor des k.k. Hofburgtheaters
- Millenkovich, Stephan von (1785–1863), kaiserlich-königlicher Oberst
- Millenkovich, Stephan von (1836–1915), österreichischer Lyriker, Erzähler und Kartograph
- Millenotti, Maurizio (* 1946), italienischer Kostümbildner

#### Millep
- Millepied, Benjamin (* 1977), US-amerikanischer Balletttänzer, ChoreografBenjamin Millepied (* 1977)

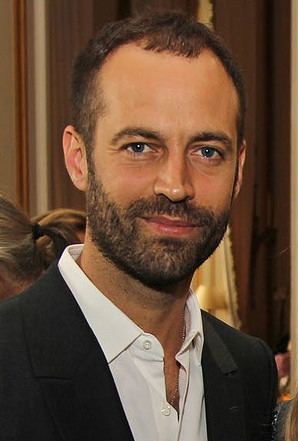
Benjamin Millepied (* 1977)

#### Miller

##### Miller F
- Miller Freivogel, Cynthia (* 1976), US-amerikanische Geigerin

##### Miller S
- Miller Smith, Joan (* 1967), US-amerikanische Biathletin

##### Miller V
- Miller von Hauenfels, Albert (1818–1897), österreichischer Montanist

##### Miller Z
- Miller zu Aichholz, August von (1829–1899), österreichischer Industrieller, Mäzen und Privatgelehrter
- Miller zu Aichholz, Eugen von (1835–1919), österreichischer Industrieller, Sammler und Mäzen
- Miller zu Aichholz, Josef von (1797–1871), österreichischer Großindustrieller
- Miller zu Aichholz, Viktor von (1845–1910), österreichischer Industrieller, Sammler und Mäzen
- Miller zu Aichholz, Vinzenz von (1827–1913), österreichischer Industrieller und Mäzen

##### Miller, A – Miller, Z

###### Miller, A
- Miller, A. C. (1898–1979), US-amerikanischer Politiker
- Miller, A. D. (* 1974), britischer Journalist und Schriftsteller
- Miller, Aaron (* 1971), US-amerikanischer Eishockeyspieler
- Miller, Aaron Chancellor (* 1993), US-amerikanischer Filmschauspieler und Tänzer
- Miller, Abby Lee (* 1965), US-amerikanische Tanzlehrerin und ChoreographinAbby Lee Miller (* 1965)

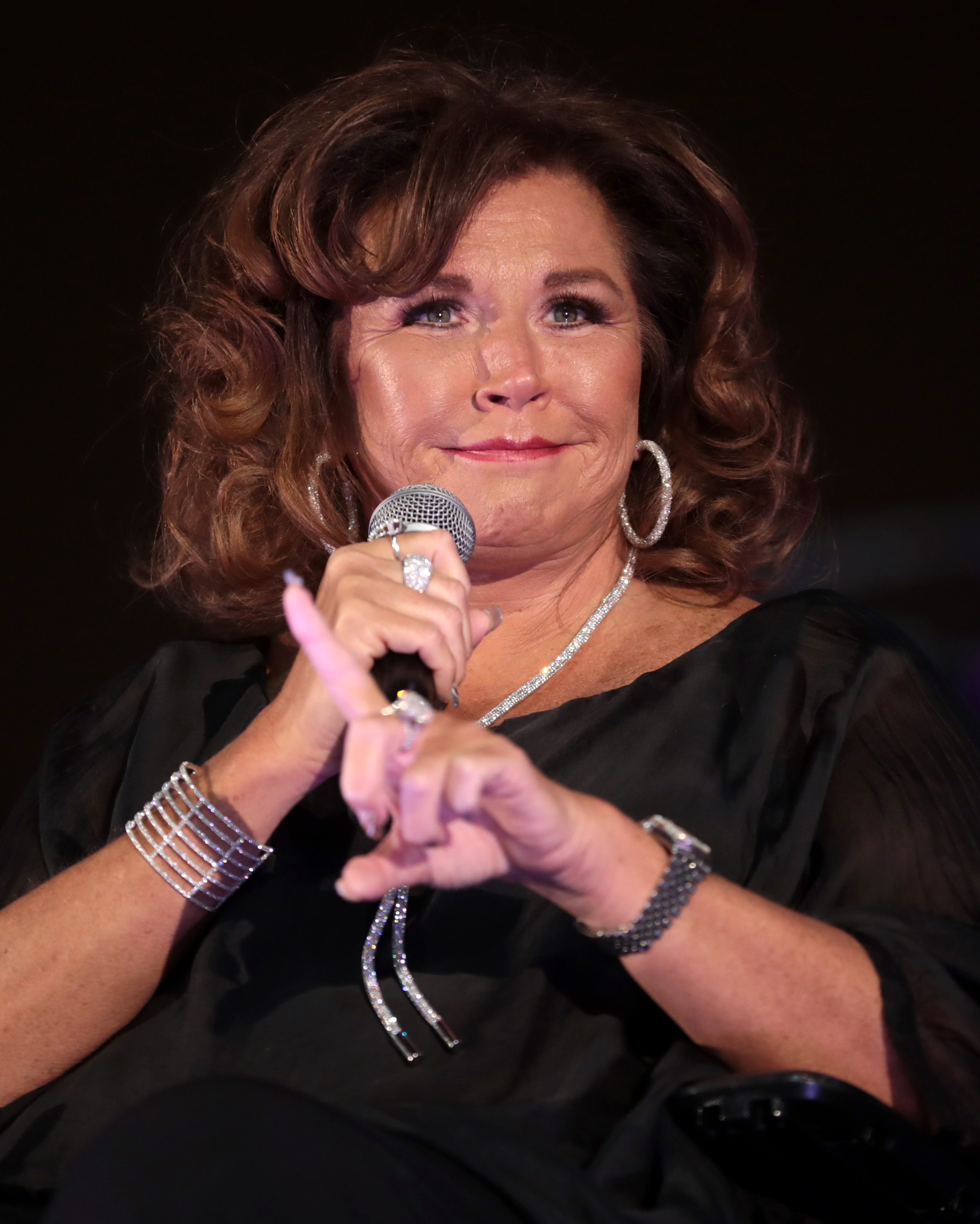
Abby Lee Miller (* 1965)

- Miller, Adolf von (1838–1913), deutscher Jurist
- Miller, Adrienne (* 1972), US-amerikanische Autorin und Journalistin
- Miller, Al, US-amerikanischer Bluesmusiker (Gesang, Mandoline, Gitarre)
- Miller, Al (1907–1967), US-amerikanischer Autorennfahrer
- Miller, Alana (* 1980), kanadische Squashspielerin
- Miller, Alano (* 1979), US-amerikanischer Schauspieler
- Miller, Albert (1900–1966), deutscher Politiker (NSDAP), MdR
- Miller, Albert (* 1957), fidschianischer Zehnkämpfer und Hürdenläufer
- Miller, Alden Holmes (1906–1965), US-amerikanischer Ornithologe und Paläontologe
- Miller, Alex, schottischer Fußballspieler
- Miller, Alex (* 1949), schottischer Fußballspieler und -trainer
- Miller, Alex (* 1977), israelischer Politiker
- Miller, Alex (* 2000), namibischer Radsportler
- Miller, Alexei Borissowitsch (* 1962), russischer ÖlmanagerAlexei Borissowitsch Miller (* 1962)

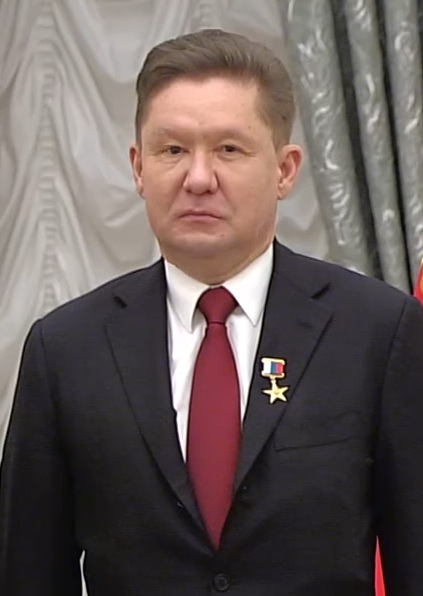
Alexei Borissowitsch Miller (* 1962)

- Miller, Alfred Jacob (1810–1874), US-amerikanischer Maler
- Miller, Alice (1923–2010), polnisch-schweizerische Autorin und Psychologin
- Miller, Alice (* 1939), US-amerikanische Politikerin und Pädagogin
- Miller, Allan (* 1934), US-amerikanischer Dirigent, Musikfilmregisseur und -produzent
- Miller, Allison, US-amerikanische Jazzmusikerin
- Miller, Allison (* 1985), US-amerikanische Schauspielerin und Sängerin
- Miller, Amara (* 2000), US-amerikanische Schauspielerin
- Miller, Amiah (* 2004), US-amerikanische Schauspielerin und Model
- Miller, Andre (* 1976), US-amerikanischer Basketballspieler
- Miller, Andrea (* 1982), neuseeländische Hürdenläuferin
- Miller, Andreas (1923–1999), Schweizer Soziologe
- Miller, Andrew (1949–2019), lbritischer Gewerkschafter und Politiker
- Miller, Andrew (* 1960), britischer Schriftsteller
- Miller, Andrew (* 2003), US-amerikanischer Schauspieler
- Miller, Andrew Elvis, US-amerikanischer Schauspieler
- Miller, Anita (* 1951), US-amerikanische Hockeyspielerin
- Miller, Anja (* 1971), deutsche Journalistin, Leiterin des ARD-Studios Rom
- Miller, Ann (1923–2004), US-amerikanische Schauspielerin und Tänzerin
- Miller, Anthony (* 1994), US-amerikanischer American-Football-Spieler
- Miller, Anton (1899–1988), deutscher Unternehmer und Politiker (CDU der SBZ, CSU), MdV, MdB
- Miller, Archie H. (1886–1958), US-amerikanischer Politiker
- Miller, Arthur (1915–2005), amerikanischer SchriftstellerArthur Miller (1915–2005)

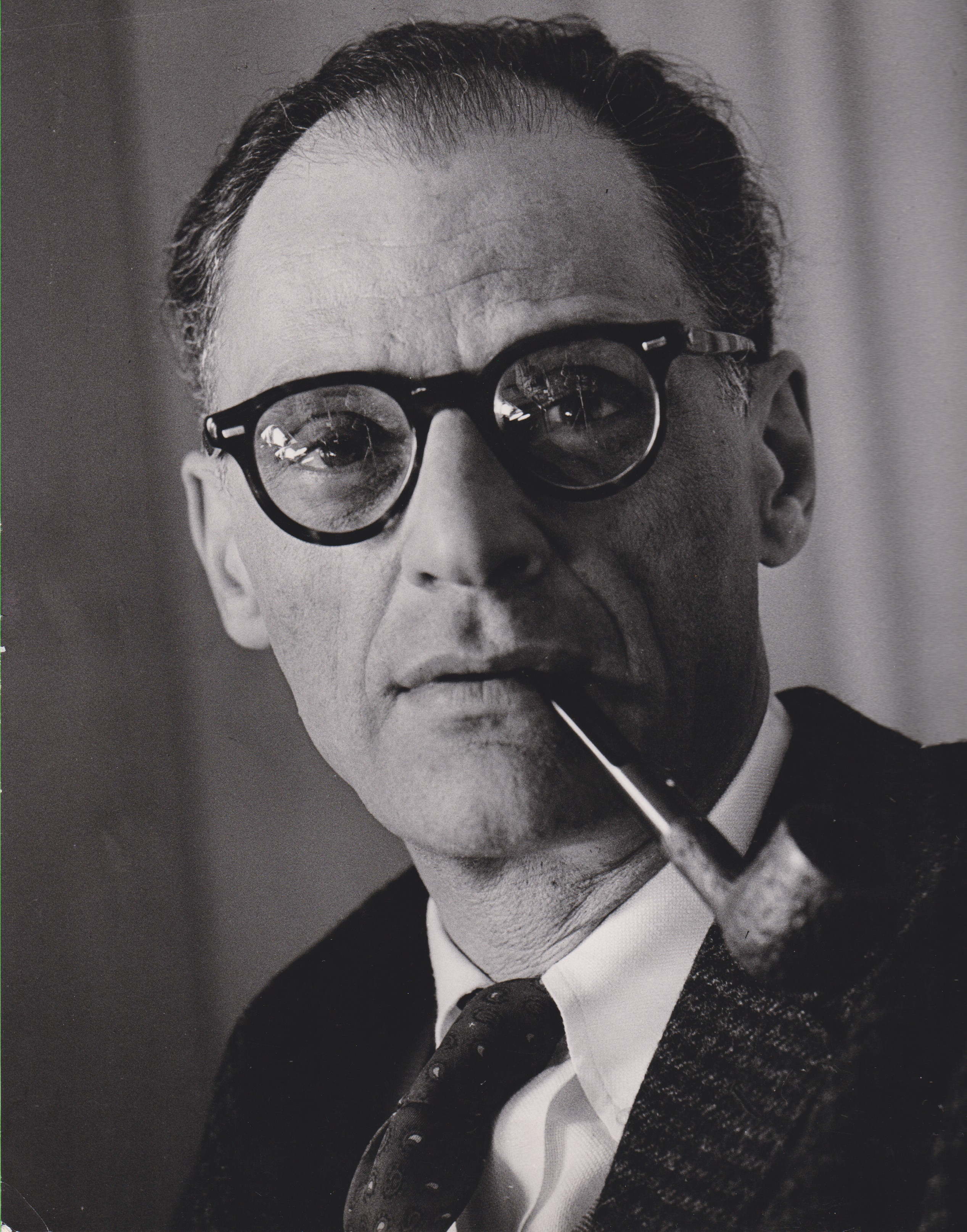
Arthur Miller (1915–2005)

- Miller, Arthur C. (1895–1970), US-amerikanischer Kameramann
- Miller, Arthur K. (1902–1963), US-amerikanischer Paläontologe
- Miller, Arthur L. (1892–1967), US-amerikanischer Politiker
- Miller, Arthur Maximilian (1901–1992), deutscher Schriftsteller
- Miller, Asa (* 2000), philippinischer Skirennläufer
- Miller, Ashinia (* 1993), jamaikanischer Kugelstoßer
- Miller, Ashley (* 1998), simbabwisch-US-amerikanische Leichtathletin
- Miller, Asya (* 1979), US-amerikanische Goalballspielerin
- Miller, Athanasius (1881–1963), deutscher Benediktiner und Alttestamentler
- Miller, Aubree (* 1979), US-amerikanische Schauspielerin
- Miller, Aubrey K. (* 2001), US-amerikanische Schauspielerin
- Miller, Austin S. (* 1961), US-amerikanischer General

###### Miller, B
- Miller, Barbara (* 1970), Schweizer Regisseurin
- Miller, Barry (1864–1933), US-amerikanischer Politiker
- Miller, Barry (* 1958), US-amerikanischer Schauspieler
- Miller, Bea (* 1999), US-amerikanische Sängerin und Schauspielerin
- Miller, Ben (* 1966), britischer Schauspieler und KomikerBen Miller (* 1966)

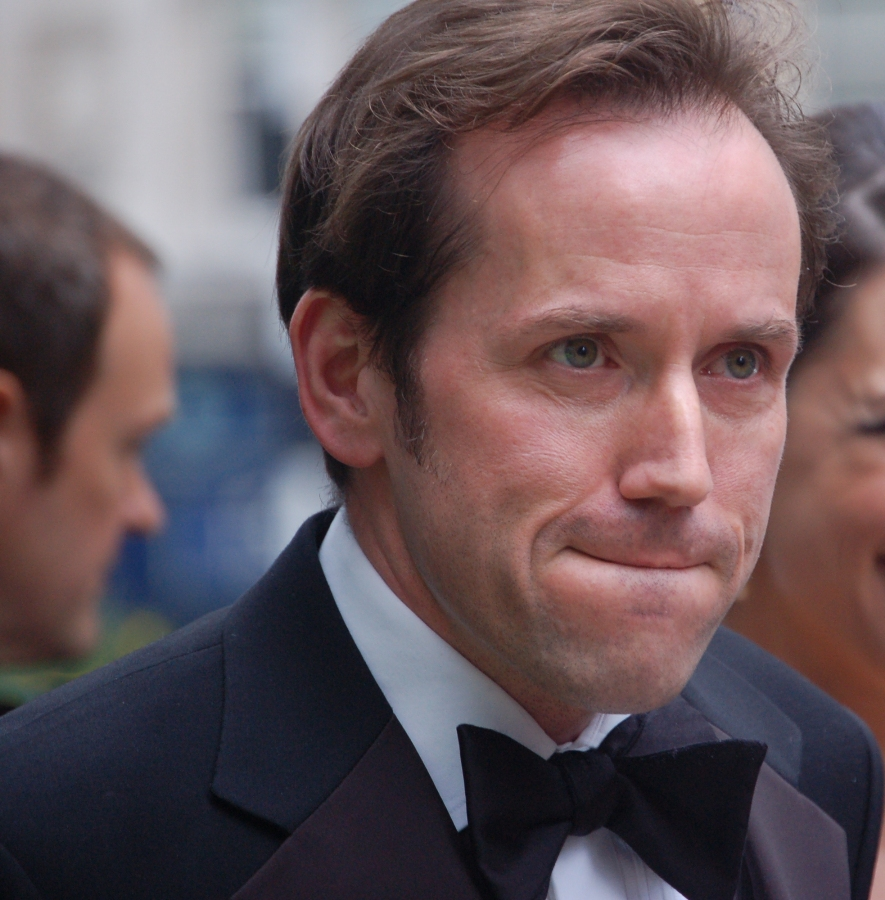
Ben Miller (* 1966)

- Miller, Benjamin M. (1864–1944), US-amerikanischer Politiker
- Miller, Bennett (* 1966), US-amerikanischer Regisseur und Kameramann
- Miller, Bert H. (1879–1949), US-amerikanischer Jurist und Politiker
- Miller, Bessie Irving (1884–1931), US-amerikanische Mathematikerin und Hochschullehrerin
- Miller, Big (1922–1992), US-amerikanischer Blues- und Jazzsänger
- Miller, Bill (1912–2008), US-amerikanischer Stabhochspringer und Olympiasieger
- Miller, Bill (1915–2006), US-amerikanischer Musiker und Bandleader
- Miller, Bill (1930–2016), US-amerikanischer Speerwerfer
- Miller, Bill (* 1955), US-amerikanischer Musiker, Songwriter und Flötist indianischer Abstammung
- Miller, Bill (* 1960), australischer Filmproduzent
- Miller, Billie (* 1944), barbadische Politikerin
- Miller, Billy (1979–2023), US-amerikanischer Schauspieler
- Miller, Bob, US-amerikanischer Basketballspieler
- Miller, Bob (1929–2006), US-amerikanischer American-Football-Spieler
- Miller, Bob (* 1945), US-amerikanischer Politiker, Gouverneur von Nevada
- Miller, Bode (* 1977), US-amerikanischer SkirennläuferBode Miller (* 1977)

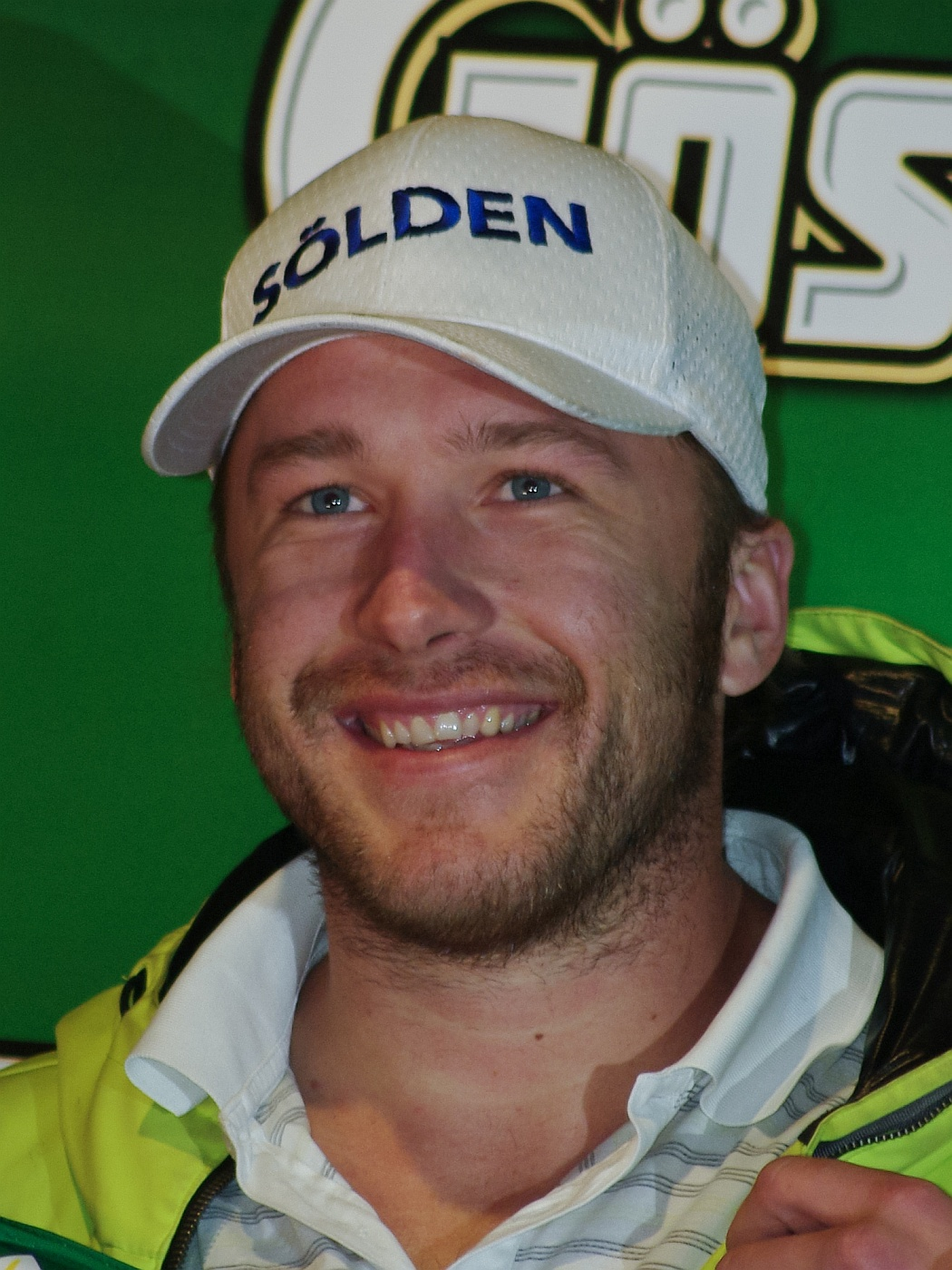
Bode Miller (* 1977)

- Miller, Brad (* 1953), US-amerikanischer Politiker
- Miller, Brad (* 1976), US-amerikanischer Basketballspieler
- Miller, Brad (* 1986), US-amerikanischer Eishockeyspieler
- Miller, Branda (* 1952), US-amerikanische Videokünstlerin
- Miller, Brandon (* 2002), US-amerikanischer Leichtathlet
- Miller, Brandon (* 2002), US-amerikanischer Basketballspieler
- Miller, Braxton (* 1992), US-amerikanischer Footballspieler
- Miller, Brent (* 1987), neuseeländischer Badmintonspieler
- Miller, Brian (1937–2007), englischer Fußballspieler und -trainer
- Miller, Brian A., US-amerikanischer Filmregisseur und Drehbuchautor
- Miller, Brooke (* 1976), US-amerikanische Radrennfahrerin
- Miller, Bryce (* 1982), US-amerikanischer Autorennfahrer
- Miller, Burton (1926–1982), US-amerikanischer Kostümbildner, der vor allem für das Fernsehen tätig war
- Miller, Burton F. (1905–1976), US-amerikanischer Filmtechnikpionier

###### Miller, C
- Miller, Calvin (* 1998), schottischer Fußballspieler
- Miller, Candice (* 1954), US-amerikanische Politikerin
- Miller, Carl (1860–1930), deutscher Kommunalpolitiker (Nationalliberale Partei, DDP, DVP)
- Miller, Carl (1893–1979), US-amerikanischer Schauspieler
- Miller, Carmen, deutsche Künstlerin des Cutting Edge
- Miller, Carol (* 1950), US-amerikanische Politikerin
- Miller, Caroline (* 1991), US-amerikanische Fußballspielerin
- Miller, Caroline Pafford (1903–1992), US-amerikanische Romanautorin und Pulitzer-Preisträgerin
- Miller, Chanel (* 1992), US-amerikanische Frau
- Miller, Charles (1875–1951), US-amerikanischer Radsportler
- Miller, Charles R. (1857–1927), US-amerikanischer Politiker
- Miller, Charles William (1874–1953), brasilianischer Fußballspieler
- Miller, Charlie (* 1976), schottischer Fußballspieler
- Miller, Chelone (1983–2013), US-amerikanischer Snowboarder
- Miller, Cheryl (* 1943), US-amerikanische Schauspielerin
- Miller, Cheryl (* 1964), US-amerikanische Basketballspielerin
- Miller, Chet (1902–1953), US-amerikanischer Autorennfahrer
- Miller, Chris (* 1965), US-amerikanischer American-Football-Spieler
- Miller, Chris (* 1968), US-amerikanischer Synchronsprecher, Stimmenimitator und SchauspielerChris Miller (* 1968)

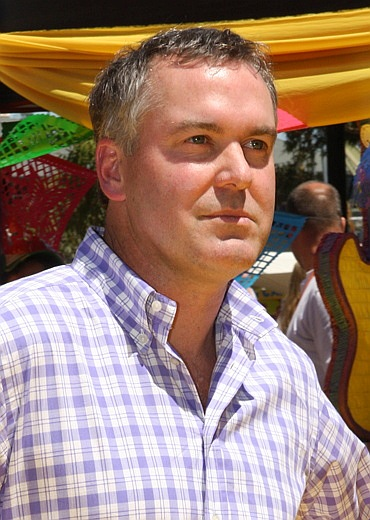
Chris Miller (* 1968)

- Miller, Chris (* 1975), US-amerikanischer Drehbuchautor, Film- und Fernsehregisseur sowie FilmproduzentChris Miller (* 1975)

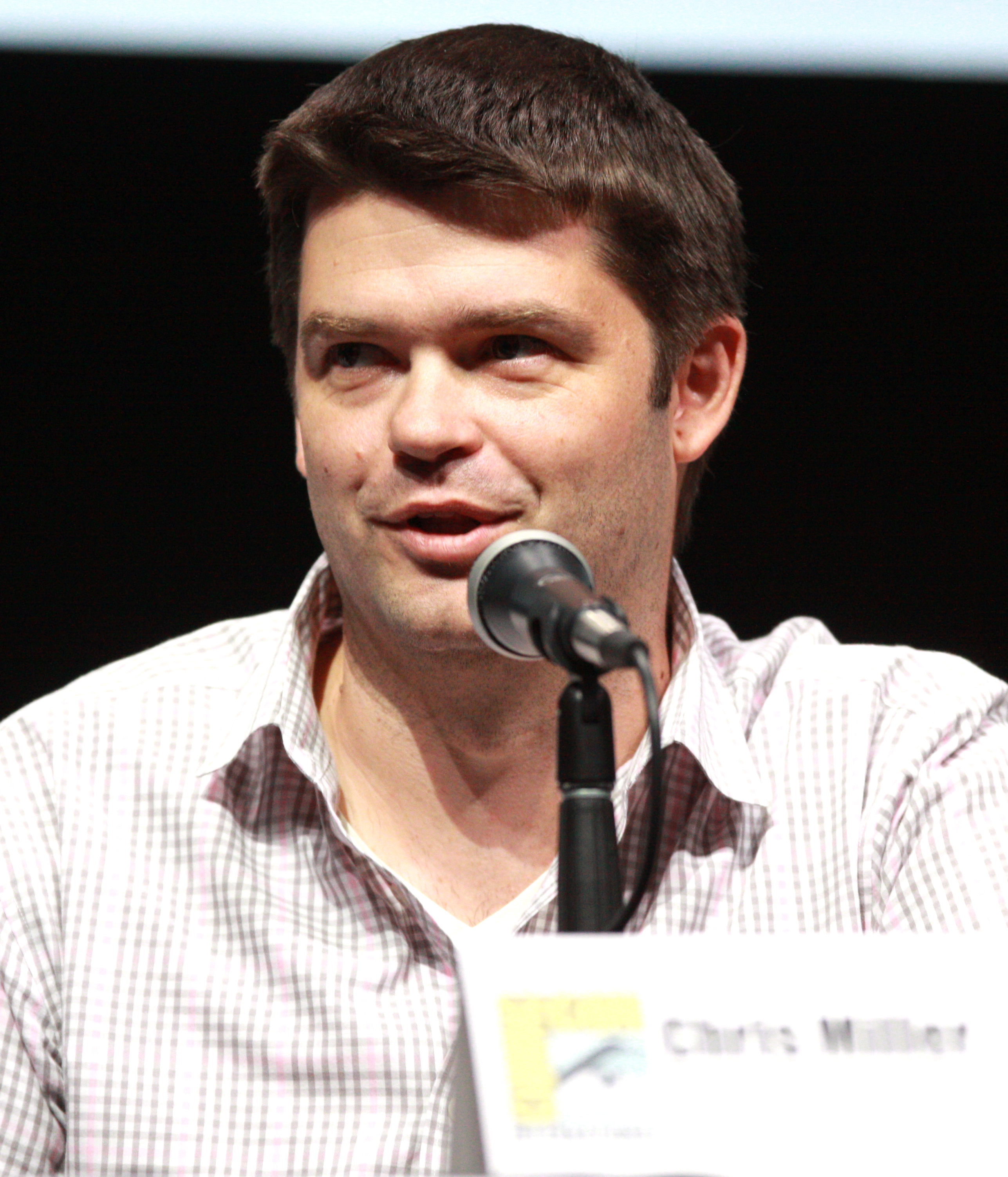
Chris Miller (* 1975)

- Miller, Christa (* 1964), US-amerikanische Schauspielerin und Ex-Fotomodell
- Miller, Christoph (1902–1988), deutscher Architekt und Baubeamter
- Miller, Christopher C. (* 1965), US-amerikanischer Regierungsbeamter
- Miller, Christopher E. (* 1982), US-amerikanischer Geoarchäologe
- Miller, Christopher Robin (* 1969), US-amerikanischer Schauspieler und Synchronsprecher
- Miller, Chuck (1944–2011), US-amerikanischer Hochschullehrer und Jazzmusiker
- Miller, Clarence B. (1872–1922), US-amerikanischer Politiker
- Miller, Clarence E. (1917–2011), US-amerikanischer Politiker
- Miller, Claude (1942–2012), französischer Filmregisseur und Drehbuchautor
- Miller, Clement Woodnutt (1916–1962), US-amerikanischer Politiker
- Miller, Clint (* 1939), amerikanischer Rockabilly-Musiker, Politiker und Jurist
- Miller, Clyde L. (1910–1988), US-amerikanischer Politiker
- Miller, Coby (* 1976), US-amerikanischer Leichtathlet
- Miller, Cody (* 1992), US-amerikanischer Schwimmer
- Miller, Colin (* 1964), kanadischer Fußballspieler und Fußballtrainer
- Miller, Colin (* 1992), kanadischer Eishockeyspieler
- Miller, Colleen (* 1932), US-amerikanische Schauspielerin
- Miller, Colleen (* 1967), kanadische Ruderin
- Miller, Conor (* 1995), US-amerikanischer American-Football-Spieler
- Miller, Cymphonique (* 1996), US-amerikanische Schauspielerin und SängerinCymphonique Miller (* 1996)

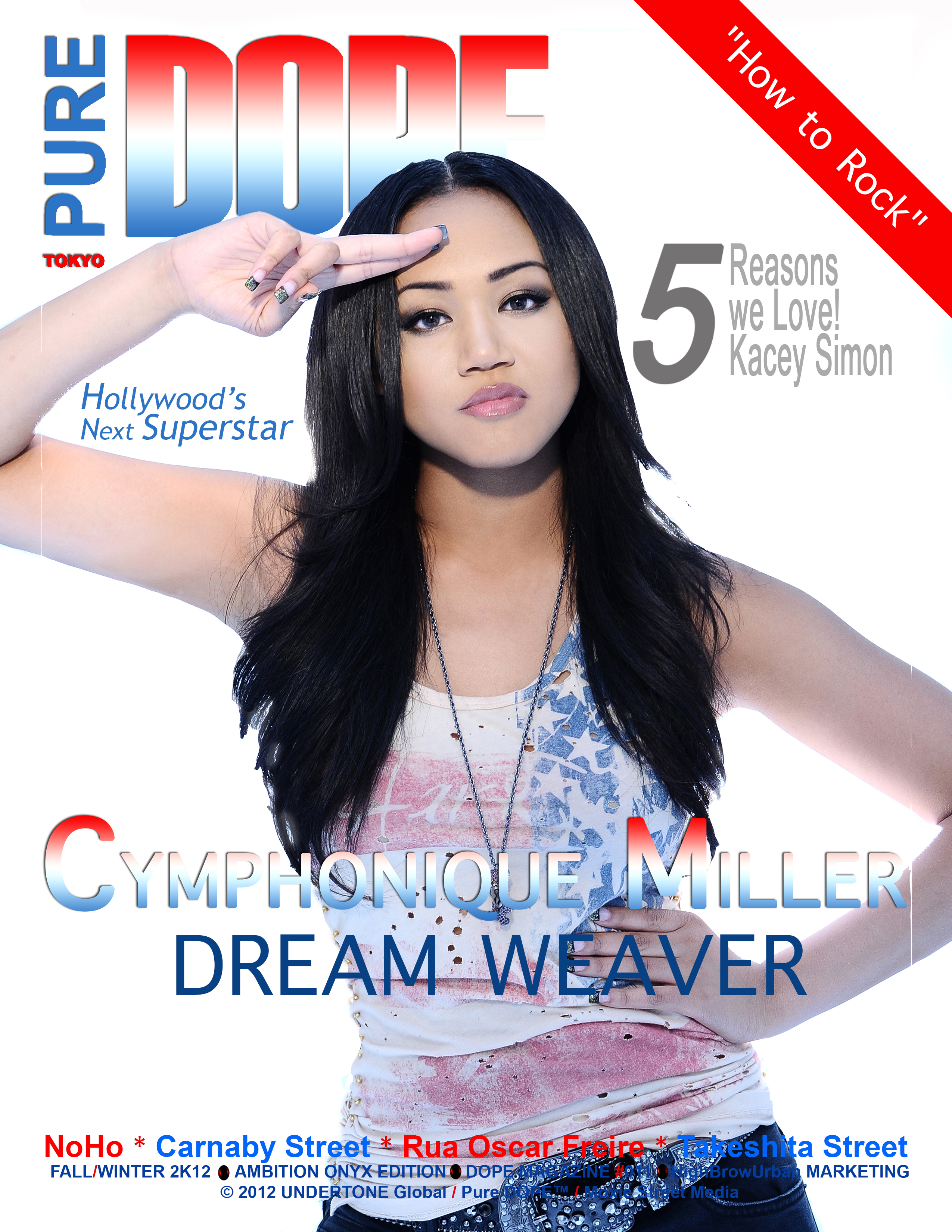
Cymphonique Miller (* 1996)

###### Miller, D
- Miller, Dan (* 1942), US-amerikanischer Politiker
- Miller, Dan (* 1944), kanadischer Politiker
- Miller, Dan (1969–2022), US-amerikanischer Jazzmusiker (Trompete)
- Miller, Dan John, US-amerikanischer Schauspieler und Musiker
- Miller, Daniel (* 1951), britischer Musikproduzent und Musiklabelbesitzer
- Miller, Daniel F. (1814–1895), US-amerikanischer Politiker
- Miller, Daniel H. († 1846), US-amerikanischer Politiker
- Miller, Danny (* 1947), kanadischer Wirtschaftswissenschaftler
- Miller, Darcy (* 2004), australischer Diskuswerfer
- Miller, Darius (* 1990), US-amerikanischer Basketballspieler
- Miller, David (1883–1953), US-amerikanischer Country-Sänger und -Musiker
- Miller, David (1909–1992), US-amerikanischer Filmregisseur
- Miller, David (1925–1996), kanadischer Eishockeyspieler
- Miller, David (1942–2024), britischer Philosoph und Vertreter des kritischen Rationalismus
- Miller, David (* 1943), kanadischer Segler
- Miller, David (* 1958), kanadischer Politiker und 63. Bürgermeister von Toronto
- Miller, David (* 1989), südafrikanischer Cricketspieler
- Miller, David A. B. (* 1954), britisch-US-amerikanischer Physiker
- Miller, David Alan (* 1962), US-amerikanischer Dirigent
- Miller, David Leslie (* 1946), britischer Philosoph
- Miller, David S. (* 1974), US-amerikanischer Informatiker und Linux-Kernel-Entwickler
- Miller, Dax, US-amerikanischer Architekt und ehemaliger Schauspieler
- Miller, Dayton C. (1866–1941), US-amerikanischer Physiker
- Miller, Deb (* 1954), US-amerikanische Politikerin, Verkehrsministerin des Bundesstaates Kansas, Mitglied der Regulierungsbehörde Surface Transportation Board
- Miller, Dennis (* 1953), US-amerikanischer ComedianDennis Miller (* 1953)

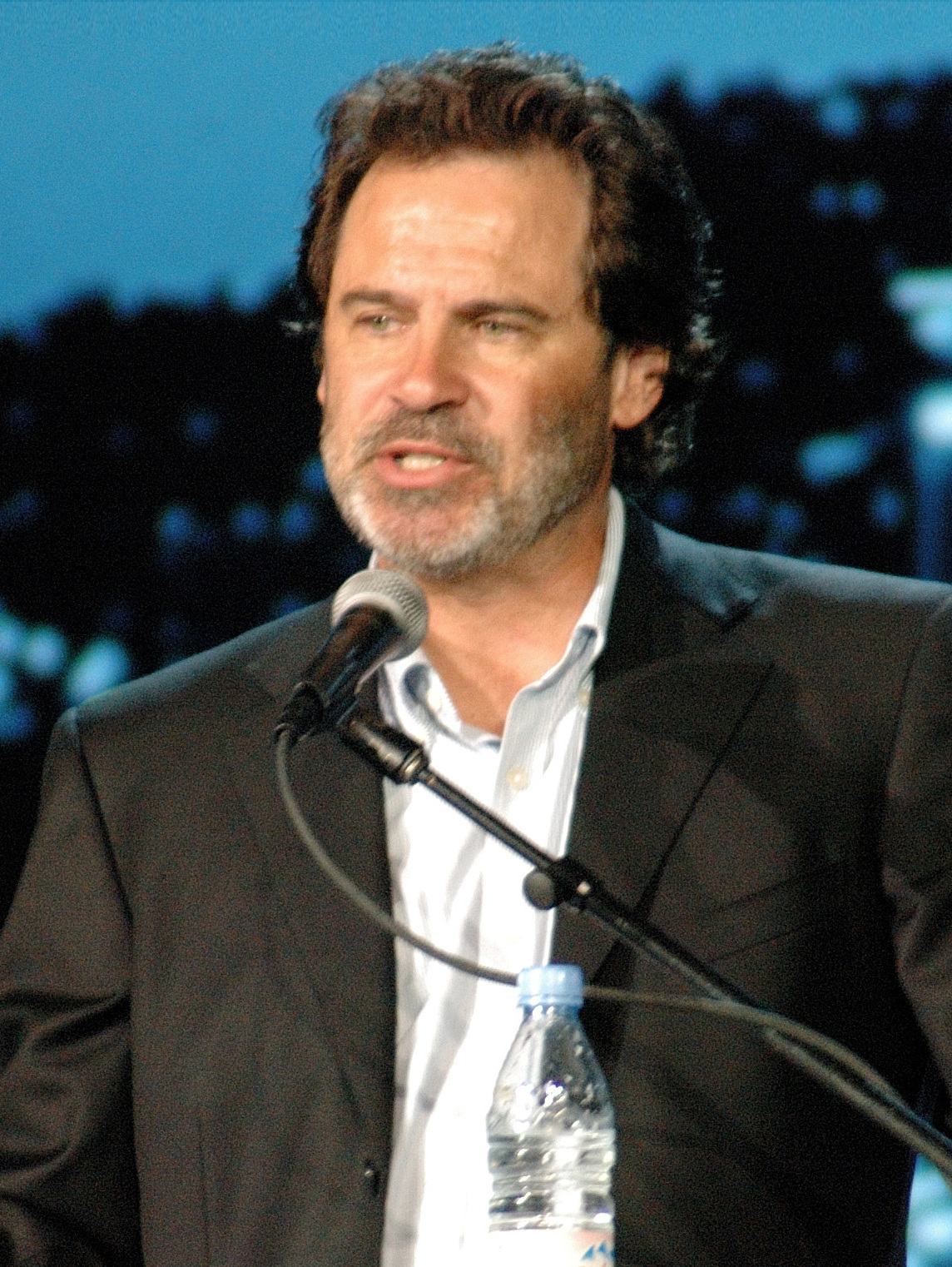
Dennis Miller (* 1953)

- Miller, Denny (1934–2014), US-amerikanischer Schauspieler
- Miller, Derek, US-amerikanischer Schauspieler und Drehbuchautor
- Miller, Derek B. (* 1970), US-amerikanischer Politikwissenschaftler und Schriftsteller
- Miller, Deron (* 1976), US-amerikanischer Musiker
- Miller, Dick (1928–2019), US-amerikanischer Schauspieler
- Miller, Dominic (* 1960), argentinisch-britischer Gitarrist
- Miller, Don (1902–1979), US-amerikanischer Footballspieler und -trainer, Jurist
- Miller, Donald (* 1971), US-amerikanischer Autor
- Miller, Doreen, Baroness Miller of Hendon (1933–2014), britische Politikerin
- Miller, Doris (1919–1943), afroamerikanischer Schiffskoch, erlangte Heldenruhm durch seine Taten beim japanischen Angriff auf Pearl Harbor
- Miller, Dorothy Canning (1904–2003), US-amerikanische Kuratorin
- Miller, Drew (* 1984), US-amerikanischer Eishockeyspieler

###### Miller, E
- Miller, Earl K. (* 1962), US-amerikanischer Neurowissenschaftler
- Miller, Eddie (1911–1991), US-amerikanischer Jazz-Saxophonist und Klarinettist
- Miller, Edith (1875–1936), kanadische Sängerin
- Miller, Edward (1735–1807), britischer Komponist und Historiker
- Miller, Edward A. (1922–2014), US-amerikanischer Ingenieur
- Miller, Edward E. (1880–1946), US-amerikanischer Politiker
- Miller, Edward G. (1911–1968), US-amerikanischer Diplomat und Rechtsanwalt
- Miller, Edward Tylor (1895–1968), US-amerikanischer Politiker
- Miller, Elizabeth C. (1920–1987), US-amerikanische Biochemikerin
- Miller, Elma (* 1954), kanadische Komponistin
- Miller, Elmer (1903–1987), US-amerikanischer Baseballspieler
- Miller, Émile (1884–1922), kanadischer Geograph, Autor und Hochschullehrer
- Miller, Emma (1839–1917), britisch-australische Suffragette
- Miller, Emmanuel (1812–1886), französischer Gräzist, Byzantinist und Paläograph
- Miller, Emmett (1900–1962), US-amerikanischer Sänger und Entertainer
- Miller, Eric (* 1993), US-amerikanischer Fußballspieler
- Miller, Ernest (1885–1957), US-amerikanischer Kameramann
- Miller, Esther (* 1957), kanadische Skilangläuferin
- Miller, Euan (1897–1985), britischer Generalleutnant
- Miller, Eve (1923–1973), US-amerikanische Filmschauspielerin
- Miller, Ezra (* 1992), US-amerikanischer SchauspielerEzra Miller (* 1992)

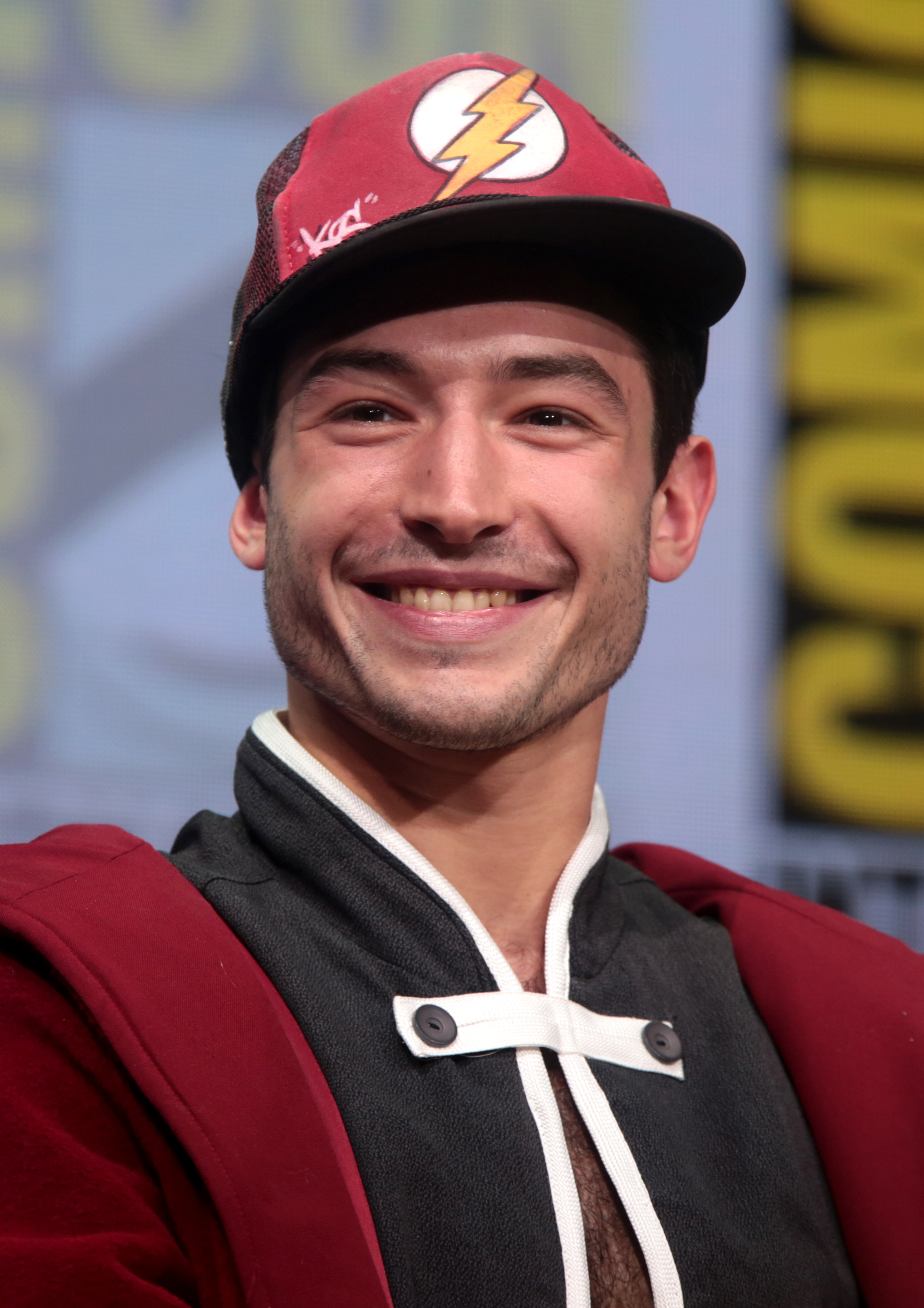
Ezra Miller (* 1992)

###### Miller, F
- Miller, F. Hudson, US-amerikanischer Tonmeister
- Miller, Ferdinand von (1813–1887), deutscher Erzgießer, Erbauer der Bavaria und Politiker (Zentrum), MdR
- Miller, Ferdinand von der Jüngere (1842–1929), deutscher Bildhauer und Erzgießer
- Miller, Florian von (* 1668), deutscher Geistlicher
- Miller, Francis Don (1920–1996), US-amerikanischer Sportfunktionär und Oberst der US Army
- Miller, Frank (1842–1925), amerikanischer Kryptologe
- Miller, Frank (1927–2000), kanadischer Politiker und 19. Premierminister von Ontario
- Miller, Frank (* 1957), US-amerikanischer Schriftsteller, Comicautor und Künstler
- Miller, Frankie (* 1931), US-amerikanischer Country-Musiker
- Miller, Frankie (* 1949), britischer Sänger und Gitarrist
- Miller, Franky (* 1966), deutscher Musikproduzent
- Miller, František (1902–1983), tschechischer Zoologe
- Miller, Franz von (1759–1801), deutscher Militärwissenschaftler und Professor an der Hohen Karlsschule in Stuttgart
- Miller, Franz von (1783–1842), Volkswirtschaftler, Wegbereiter der Zollvereinheitlichung und Belebung des Handels in Deutschland
- Miller, Fred D. (* 1944), US-amerikanischer Philosoph und Philosophiehistoriker
- Miller, Freddie (1911–1962), US-amerikanischer Boxer im Federgewicht
- Miller, Frederick (1824–1888), Begründer der US-amerikanischen Miller Brewing Company in Milwaukee
- Miller, Friedrich (1832–1892), deutscher Unternehmer
- Miller, Fritz von (1840–1921), deutscher Erzgießer, Goldschmied und Bildhauer

###### Miller, G
- Miller, G. William (1925–2006), US-amerikanischer Politiker, Finanzminister und Präsident der US-Notenbank
- Miller, Gabriele (1923–2010), deutsche römisch-katholische Theologin
- Miller, Gabrielle (* 1973), kanadische Schauspielerin
- Miller, Gail (* 1976), australische Wasserballspielerin
- Miller, Gareth (* 1987), südafrikanischer Eishockeyspieler
- Miller, Garrett (* 1977), US-amerikanischer Ruderer
- Miller, Gary (* 1948), US-amerikanischer Politiker
- Miller, Gary L., US-amerikanischer Informatiker
- Miller, Geoffrey (* 1965), US-amerikanischer Psychologe und Evolutionsbiologe
- Miller, Geoffrey D. (* 1949), US-amerikanischer Major General der US Army
- Miller, George (* 1945), australischer Filmregisseur, Drehbuchautor und FilmproduzentGeorge Miller (* 1945)

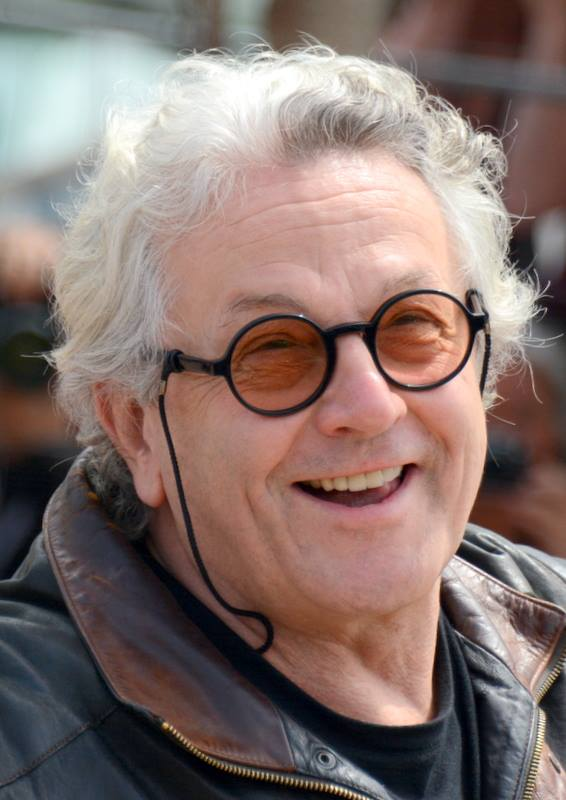
George Miller (* 1945)

- Miller, George (* 1945), US-amerikanischer Politiker (Demokratische Partei)
- Miller, George (* 1992), australischer Komiker und Musiker
- Miller, George A. (1920–2012), US-amerikanischer Psychologe
- Miller, George Abram (1863–1951), US-amerikanischer Mathematiker
- Miller, George Funston (1809–1885), US-amerikanischer Politiker
- Miller, George Paul (1891–1982), US-amerikanischer Politiker
- Miller, George Trumbull (1943–2023), australischer Regisseur und Filmproduzent
- Miller, Gerold (* 1961), deutscher Installationskünstler
- Miller, Gerrit Smith (1869–1956), US-amerikanischer Zoologe
- Miller, Gilbert (1884–1969), US-amerikanischer Theaterproduzent und Regisseur
- Miller, Gina (* 1965), britische Fondsmanagerin und politische Aktivistin
- Miller, Glenn (1904–1944), amerikanischer Jazz-Posaunist und BandleaderGlenn Miller (1904–1944)

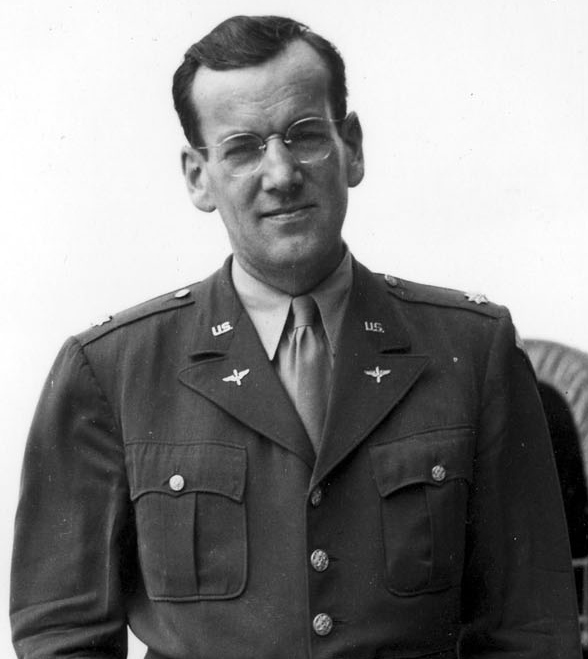
Glenn Miller (1904–1944)

- Miller, Glenn (* 1974), US-amerikanischer Filmregisseur und Filmschauspieler
- Miller, Godfrey Clive (1893–1964), neuseeländischer Maler
- Miller, Gordon (* 1939), britischer Hochspringer
- Miller, Gottfried (1923–2018), deutscher Politiker (CSU), Landrat a. D.
- Miller, Gottlob Dietrich (1753–1822), deutscher Jurist
- Miller, Graeme (* 1960), neuseeländischerscher Radrennfahrer
- Miller, Grażyna (1957–2009), polnisch-italienische Dichterin, Publizistin und Übersetzerin
- Miller, Greg (* 1977), US-amerikanisch-italienischer Basketballspieler

###### Miller, H
- Miller, Harley, US-amerikanischer Szenenbildner
- Miller, Harold (1894–1972), US-amerikanischer Schauspieler
- Miller, Harold Arminius (1875–1943), US-amerikanischer Automobilingenieur und Mechaniker
- Miller, Harriet Mann (1831–1918), US-amerikanische Schriftstellerin
- Miller, Harro (* 1940), deutscher Fußballtrainer
- Miller, Harry (1941–1983), südafrikanischer Jazzmusiker
- Miller, Harvey (1935–1999), US-amerikanischer Drehbuchautor
- Miller, Haynes (* 1948), US-amerikanischer Mathematiker
- Miller, Heinrich (* 1944), österreichischer Polarforscher
- Miller, Henrich († 1782), deutscher Drucker, Verleger und Übersetzer in Nordamerika
- Miller, Henry (1827–1916), deutsch-amerikanischer Viehzüchter
- Miller, Henry (1859–1926), englisch-amerikanischer Schauspieler und Regisseur
- Miller, Henry (1891–1980), US-amerikanischer Schriftsteller und MalerHenry Miller (1891–1980)

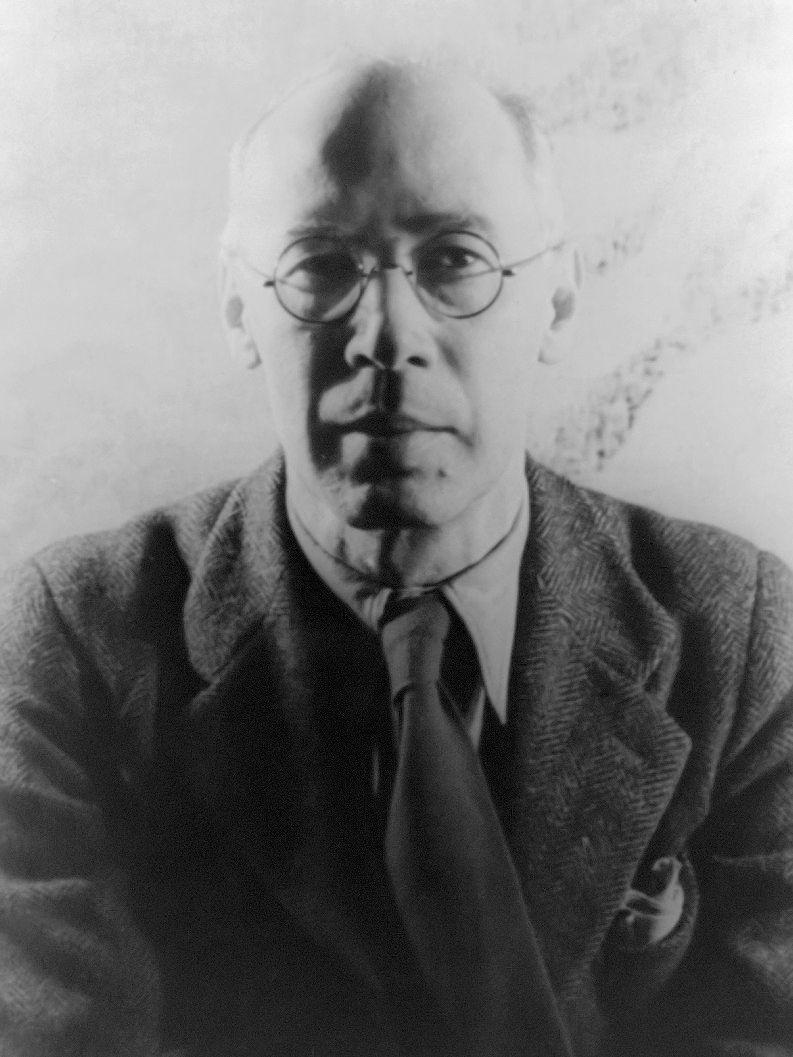
Henry Miller (1891–1980)

- Miller, Henry I. (* 1947), US-amerikanischer Mediziner und Wissenschaftsjournalist
- Miller, Homer V. M. (1814–1896), US-amerikanischer Politiker
- Miller, Howard Shultz (1879–1970), US-amerikanischer Politiker
- Miller, Hubert (1936–2020), deutscher Geologe
- Miller, Hugh (1802–1856), schottischer Geologe, Schriftsteller und Erzählforscher
- Miller, Hugh Thomas (1867–1947), US-amerikanischer Politiker
- Miller, Hugo (1851–1887), württembergischer Oberamtmann

###### Miller, I
- Miller, Inger (* 1972), US-amerikanische Leichtathletin
- Miller, Irene (1922–2004), tschechisch-jüdische Widerstandskämpferin und Überlebende des Nazifaschismus
- Miller, Isabella (* 1917), kanadische Hochspringerin
- Miller, Ishmael (* 1987), englischer Fußballspieler

###### Miller, J
- Miller, J. T. (* 1993), US-amerikanischer Eishockeyspieler
- Miller, Jack (1916–1994), US-amerikanischer Politiker und Jurist
- Miller, Jack (* 1995), australischer MotorradrennfahrerJack Miller (* 1995)

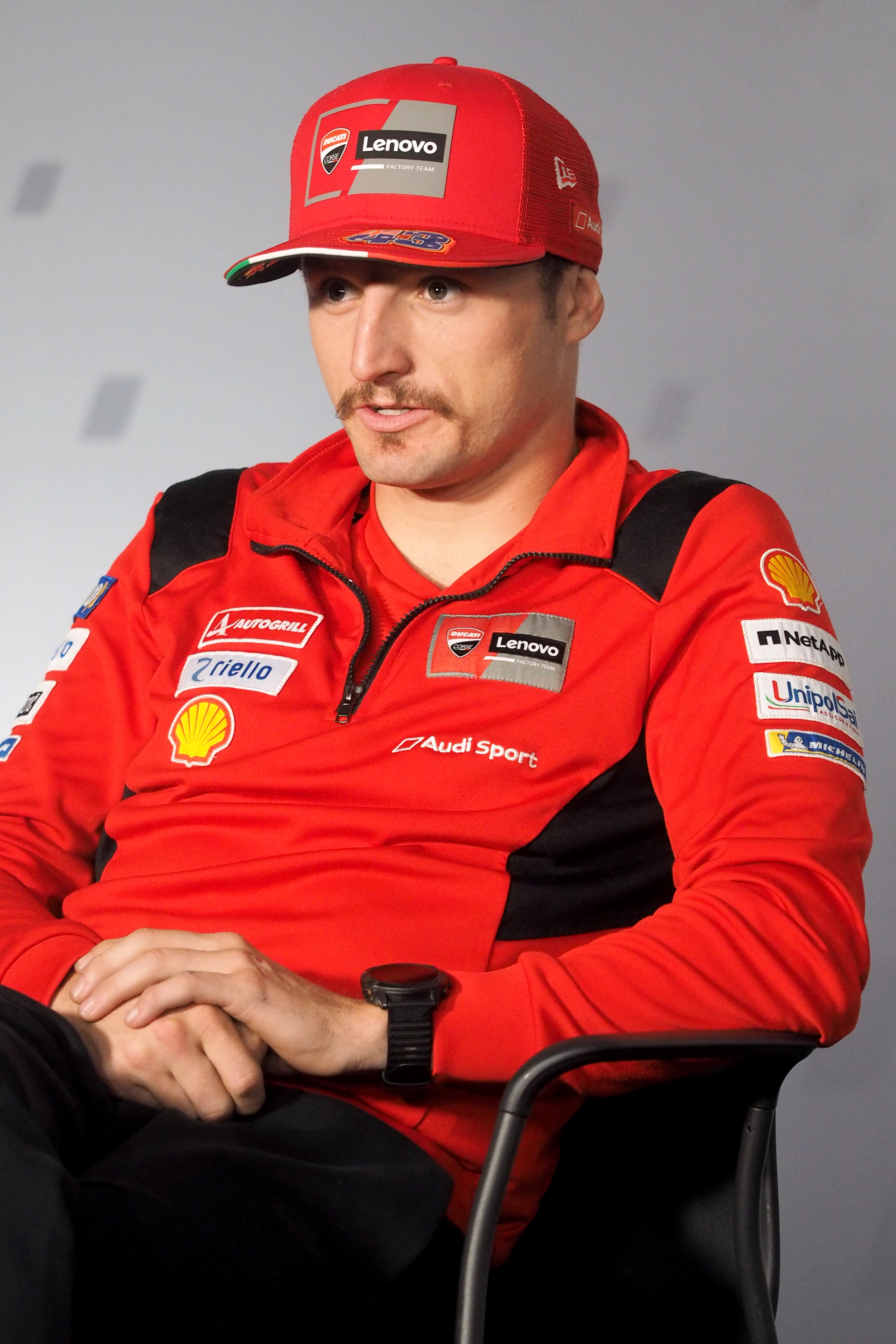
Jack Miller (* 1995)

- Miller, Jacob (1952–1980), jamaikanischer Reggaesänger und Rastafari-Anhänger
- Miller, Jacob W. (1800–1862), US-amerikanischer Politiker der Whig Party
- Miller, Jacques (* 1931), australischer Immunologe
- Miller, Jacques-Alain (* 1944), französischer Psychoanalytiker
- Miller, Jakob (1550–1597), deutscher Reformtheologe, Domprediger und Bistumsadministrator
- Miller, Jakob (1822–1884), bayerischer Beamter und Politiker
- Miller, Jakob (* 2003), US-amerikanischer Schauspieler
- Miller, James (1776–1851), Gouverneur von Arkansas
- Miller, James (1968–2003), britischer Kameramann und Dokumentarfilmer
- Miller, James A. (1915–2000), US-amerikanischer Biochemiker
- Miller, James C. (* 1942), US-amerikanischer Wirtschaftswissenschaftler, Hochschullehrer und Manager
- Miller, James Francis (1830–1902), US-amerikanischer Politiker
- Miller, James Grier (1916–2002), amerikanischer Biologe und Systemwissenschaftler
- Miller, James Monroe (1852–1926), US-amerikanischer Politiker
- Miller, Jamie (* 1997), britischer Sänger
- Miller, Jan (* 1957), australische Squashspielerin
- Miller, Janet (1873–1958), US-amerikanische Schriftstellerin, Missionarin und Ärztin
- Miller, Jared Lowell (* 1969), kanadischer Altorientalist
- Miller, Jaroslav (* 1971), tschechischer Historiker und Hochschullehrer
- Miller, Jarrell (* 1988), US-amerikanischer Boxer
- Miller, Jason (1939–2001), US-amerikanischer Schauspieler und Dramatiker
- Miller, Jason (* 1971), kanadischer Eishockeyspieler
- Miller, Jason (* 1980), US-amerikanischer Mixed-Martial-Arts-Kämpfer und ModeratorJason Miller (* 1980)

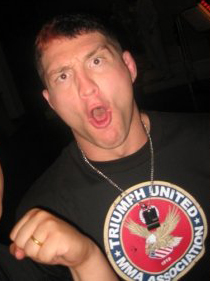
Jason Miller (* 1980)

- Miller, Jason P., US-amerikanischer Mathematiker
- Miller, Jay (* 1960), US-amerikanischer Eishockeyspieler
- Miller, Jean (* 1935), kanadische Badmintonspielerin
- Miller, Jeannette (* 1944), dominikanische Lyrikerin und Erzählerin, Essayistin, Pädagogin und Kunsthistorikerin
- Miller, Jeff (* 1959), US-amerikanischer Politiker (Republikanische Partei)
- Miller, Jeffrey Charles Percy (1906–1981), britischer Mathematiker
- Miller, Jeffrey Glenn (1950–1970), US-amerikanischer Student, Opfer des Kent-State-Massakers
- Miller, Jennifer (* 1961), US-amerikanische Zirkus-Entertainerin und Schriftstellerin
- Miller, Jeremie (* 1975), US-amerikanischer Programmierer
- Miller, Jeremy (* 1976), US-amerikanischer Schauspieler
- Miller, Jerzy (* 1952), polnischer Politiker (parteilos), Innenminister von Polen (seit 2009)
- Miller, Jesse (1800–1850), US-amerikanischer Politiker
- Miller, Jewgeni Karlowitsch (1867–1939), russischer GeneralJewgeni Karlowitsch Miller (1867–1939)

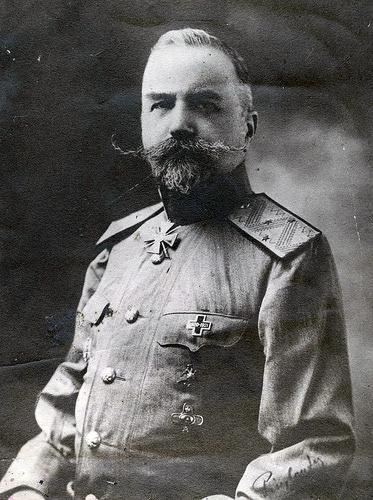
Jewgeni Karlowitsch Miller (1867–1939)

- Miller, Jim, US-amerikanischer Filmeditor
- Miller, Jim (* 1947), US-amerikanischer Nordischer Kombinierer
- Miller, Jim († 2019), US-amerikanischer Jazzmusiker (Schlagzeug)
- Miller, Jimmy (1942–1994), US-amerikanischer Produzent
- Miller, JoAnn L. (1949–2014), US-amerikanische Soziologin und Hochschullehrerin
- Miller, Joaquin (1839–1913), amerikanischer Schriftsteller
- Miller, Jody (1941–2022), US-amerikanische Countrysängerin
- Miller, Joe (1898–1963), kanadischer Eishockeytorwart
- Miller, Joe Wang (* 1989), Fußballspieler der Nördlichen Marianen
- Miller, Joel, kanadischer Jazzmusiker (Saxophon, Komposition)
- Miller, Joel (* 1988), US-amerikanischer Rennfahrer
- Miller, Joel McKinnon (* 1960), US-amerikanischer Schauspieler
- Miller, Johann Baptist (1823–1899), deutscher Politiker und bayerischer Bürgermeister
- Miller, Johann Martin (1750–1814), deutscher evangelischer Theologe und Prediger
- Miller, Johann Nepomuk (1838–1883), Verwaltungsbeamter und Landtagsabgeordneter in den Württembergischen Landständen
- Miller, Johann Peter (1705–1781), deutscher Altphilologe und Pädagoge
- Miller, Johann Peter (1725–1789), deutscher evangelischer Geistlicher und Hochschullehrer
- Miller, Johann Samuel (1779–1830), deutsch-britischer Paläontologe und Malakologe
- Miller, Johannes (* 1931), österreichischer Politiker (ÖVP), Salzburger Landtagsabgeordneter
- Miller, John (1774–1862), US-amerikanischer Politiker
- Miller, John (1781–1846), US-amerikanischer Politiker
- Miller, John (1843–1908), US-amerikanischer Politiker (Republikanische Partei)
- Miller, John (1903–1965), US-amerikanischer Ruderer
- Miller, John A. (1872–1941), US-amerikanischer Erfinder, Ingenieur, Achterbahndesigner und -Konstrukteur
- Miller, John E. (1888–1981), US-amerikanischer Jurist und Politiker
- Miller, John E. (* 1941), US-amerikanischer Offizier, Generalleutnant der US-Army
- Miller, John F. (* 1950), amerikanischer klassischer Philologe
- Miller, John Franklin (1831–1886), US-amerikanischer Jurist und Politiker
- Miller, John Franklin (1862–1936), US-amerikanischer Politiker
- Miller, John Gaines (1812–1856), US-amerikanischer Politiker
- Miller, John Jackson (* 1968), US-amerikanischer Comiczeichner, und Publizist
- Miller, John K. (1819–1863), US-amerikanischer Politiker
- Miller, John Michael (* 1946), kanadischer Ordensgeistlicher, emeritierter römisch-katholischer Erzbischof von Vancouver
- Miller, John Milton (1882–1962), US-amerikanischer Ingenieur und Radiopionier
- Miller, John Ripin (1938–2017), US-amerikanischer Politiker
- Miller, John Sebastian (* 1715), deutsch-britischer Naturforscher und Illustrator
- Miller, Johnny (1915–1988), amerikanischer Jazzmusiker (Bass, Komposition)
- Miller, Johnny (* 1947), US-amerikanischer Golfspieler
- Miller, Jonathan (1934–2019), britischer Theater- und Opernregisseur und Autor
- Miller, Jonny Lee (* 1972), britischer SchauspielerJonny Lee Miller (* 1972)

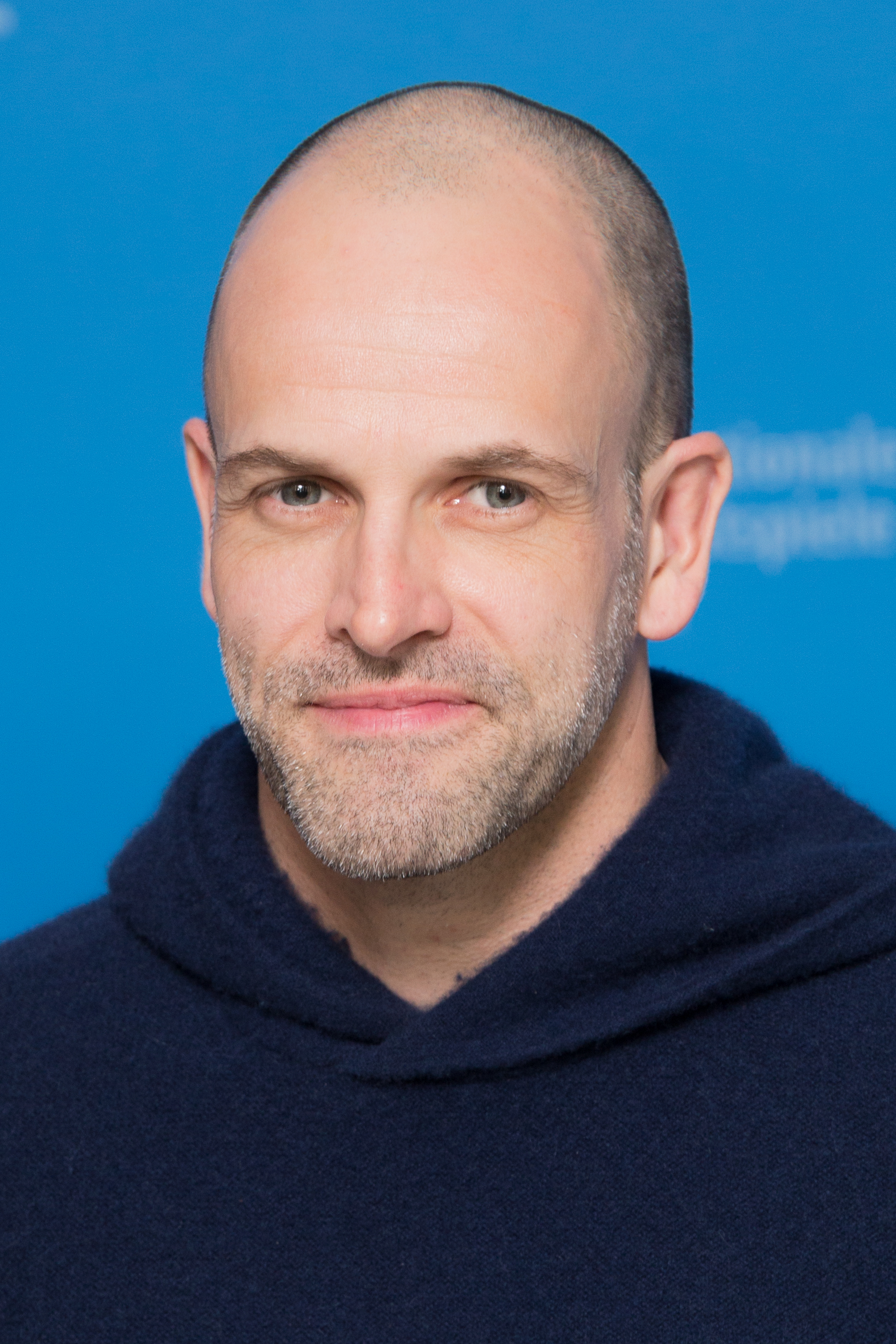
Jonny Lee Miller (* 1972)

- Miller, Josef, deutscher Architekt
- Miller, Josef (1809–1882), österreichischer Bildhauer
- Miller, Josef (1883–1964), deutscher Politiker (SPD, KPD, SED), MdBB, MdR
- Miller, Josef (* 1947), deutscher Politiker (CSU), Staatsminister, MdL
- Miller, Josef Georg (1905–1983), deutscher Maler, Neoexpressionist
- Miller, Joseph (1819–1862), US-amerikanischer Politiker
- Miller, Joshua John (* 1974), US-amerikanischer Schauspieler und Schriftsteller
- Miller, Josi, deutsche Hip-Hop-DJ, Sängerin und Radiomoderatorin
- Miller, Judith (1941–2017), französische Philosophin und Psychoanalystin
- Miller, Judith (* 1948), US-amerikanische Journalistin der New York Times
- Miller, Judith (1951–2023), britische Antiquitätenexpertin, Sachbuchautorin und Fernsehmoderatorin
- Miller, Julius (1772–1851), deutscher Musiker
- Miller, Junior (* 1957), US-amerikanischer American-Football-Spieler

###### Miller, K
- Miller, Kamal (* 1997), kanadisch-jamaikanischer Fußballspieler
- Miller, K’Andre (* 2000), US-amerikanischer Eishockeyspieler
- Miller, Karina (* 2002), US-amerikanische Tennisspielerin
- Miller, Karl (1913–1967), deutscher Fußballspieler
- Miller, Karl (1931–2014), britischer Literaturkritiker, Herausgeber und Schriftsteller
- Miller, Kei (* 1978), jamaikanischer Dichter, Schriftsteller und Literaturwissenschaftler
- Miller, Keith Harvey (1925–2019), US-amerikanischer Politiker
- Miller, Kelly (* 1963), US-amerikanischer Eishockeyspieler und -trainer
- Miller, Kenneth (* 1948), US-amerikanischer Biologe
- Miller, Kenneth E. (1926–2016), US-amerikanischer Politikwissenschaftler und Hochschullehrer
- Miller, Kenneth G. (* 1956), US-amerikanischer Paläontologe
- Miller, Kenneth Hayes (1876–1952), US-amerikanischer Maler, Grafiker und Kunstpädagoge
- Miller, Kenny (* 1979), schottischer Fußballspieler und -trainerKenny Miller (* 1979)

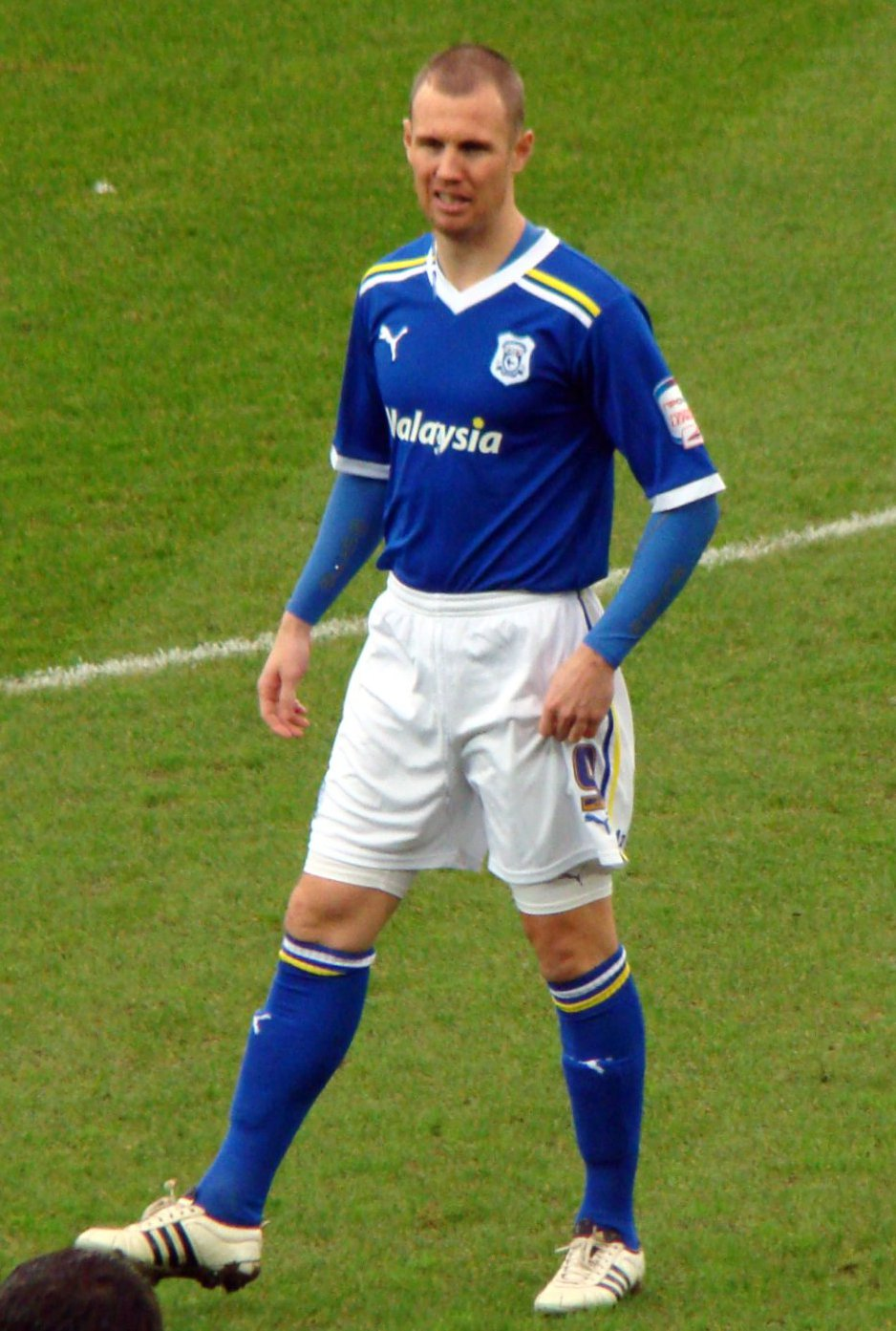
Kenny Miller (* 1979)

- Miller, Kenper (* 1946), US-amerikanischer Automobilrennfahrer und Rennstallbesitzer
- Miller, Kevan (* 1987), US-amerikanischer Eishockeyspieler
- Miller, Kevin (* 1965), US-amerikanischer Eishockeyspieler
- Miller, Khalil (* 1996), kanadischer Basketballspieler
- Miller, Killian (1785–1859), US-amerikanischer Politiker
- Miller, Kip (* 1969), US-amerikanischer Eishockeyspieler
- Miller, Kirsten (* 1973), US-amerikanische Schriftstellerin
- Miller, Kolton (* 1995), US-amerikanischer American-Football-Spieler
- Miller, Konrad (1844–1933), deutscher katholischer Geistlicher, Naturwissenschaftler, Kartographiehistoriker
- Miller, Konstantin (1681–1745), Abt der Reichsabtei Salem
- Miller, Kristen (* 1976), US-amerikanische Schauspielerin
- Miller, Kurtis (* 1970), US-amerikanischer Eishockeyspieler

###### Miller, L
- Miller, Lamar (* 1991), US-amerikanischer American-Football-Spieler
- Miller, Larry (* 1936), US-amerikanischer Cajun-Akkordeonbauer
- Miller, Larry (* 1953), US-amerikanischer Schauspieler und Komiker
- Miller, Larry (* 1963), antiguanischer Leichtathlet
- Miller, Laura (* 1958), US-amerikanische Politikerin, Bürgermeisterin von Dallas (2002–2007)
- Miller, Laura (* 2001), luxemburgische Fußballspielerin
- Miller, Lea Ann (* 1961), US-amerikanische Eiskunstläuferin
- Miller, Lee (1907–1977), US-amerikanische Fotografin, Journalistin und FotomodellLee Miller (1907–1977)

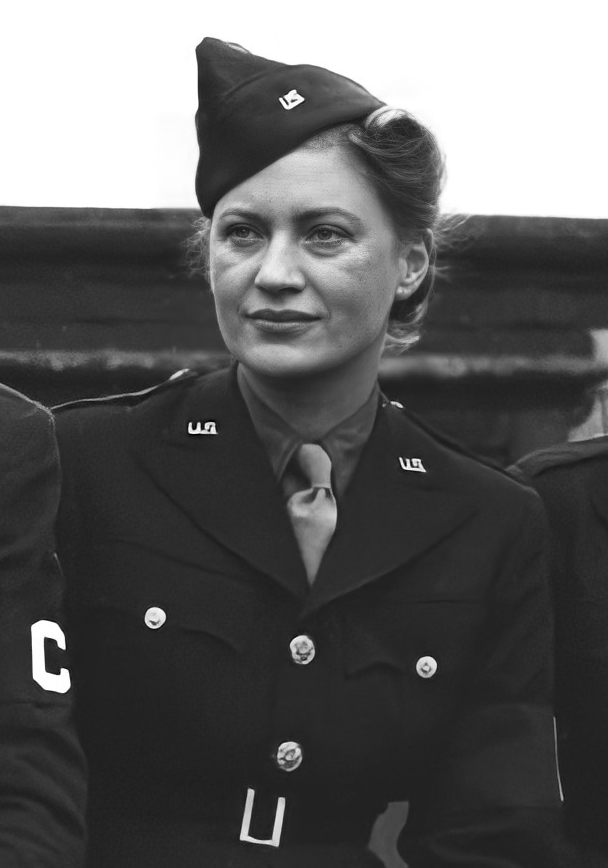
Lee Miller (1907–1977)

- Miller, Lee (* 1983), schottischer Fußballspieler
- Miller, Leif (* 1967), deutscher Biologe und Naturschützer
- Miller, Leigh (1905–1998), kanadischer Sprinter
- Miller, Lennon (* 2006), schottischer Fußballspieler
- Miller, Lennox (1946–2004), jamaikanischer Sprinter
- Miller, Leroy (* 1965), US-amerikanischer Sänger, Gitarrist und Songwriter
- Miller, Leslie A. (1886–1970), Gouverneur von Wyoming
- Miller, Leszek (* 1946), polnischer Politiker, Mitglied des Sejm, Ministerpräsident von Polen (2001–2004)
- Miller, Levi (* 2002), australischer Schauspieler und ModelLevi Miller (* 2002)

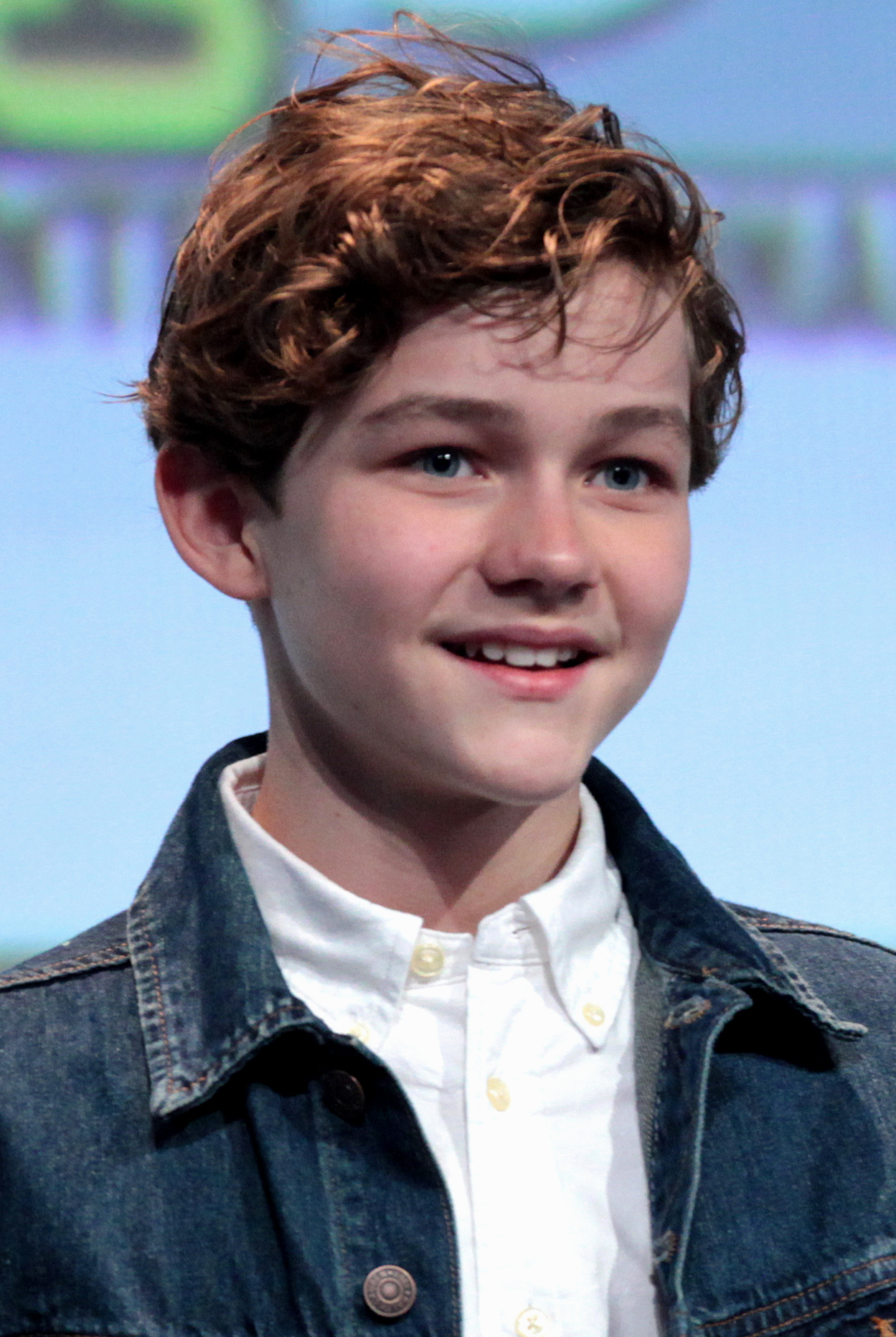
Levi Miller (* 2002)

- Miller, Lewis (* 2000), australischer Fußballspieler
- Miller, Liam (1981–2018), irischer Fußballspieler
- Miller, Lisa (* 1986), deutsche Multimediakünstlerin, Drehbuchautorin und Filmregisseurin
- Miller, Lloyd (1915–1985), australischer Dreispringer
- Miller, Lloyd (1938–2024), US-amerikanischer Jazzmusiker und Musikethnologe
- Miller, Logan (* 1992), US-amerikanischer Schauspieler
- Miller, Lorin (* 1935), US-amerikanischer Basketballtrainer
- Miller, Lorraine (1922–1978), US-amerikanische Schauspielerin
- Miller, Louis E. (1899–1952), US-amerikanischer Politiker
- Miller, Louis H. (* 1935), US-amerikanischer Parasitologe
- Miller, Loye (1874–1970), US-amerikanischer Paläontologe und Ornithologe
- Miller, Lucas M. (1824–1902), US-amerikanischer Politiker
- Miller, Ludwig (1820–1897), österreichischer Beamter und Entomologe
- Miller, Lynden (* 1938), US-amerikanische Gartenarchitektin

###### Miller, M
- Miller, Mac (1992–2018), US-amerikanischer RapperMac Miller (1992–2018)

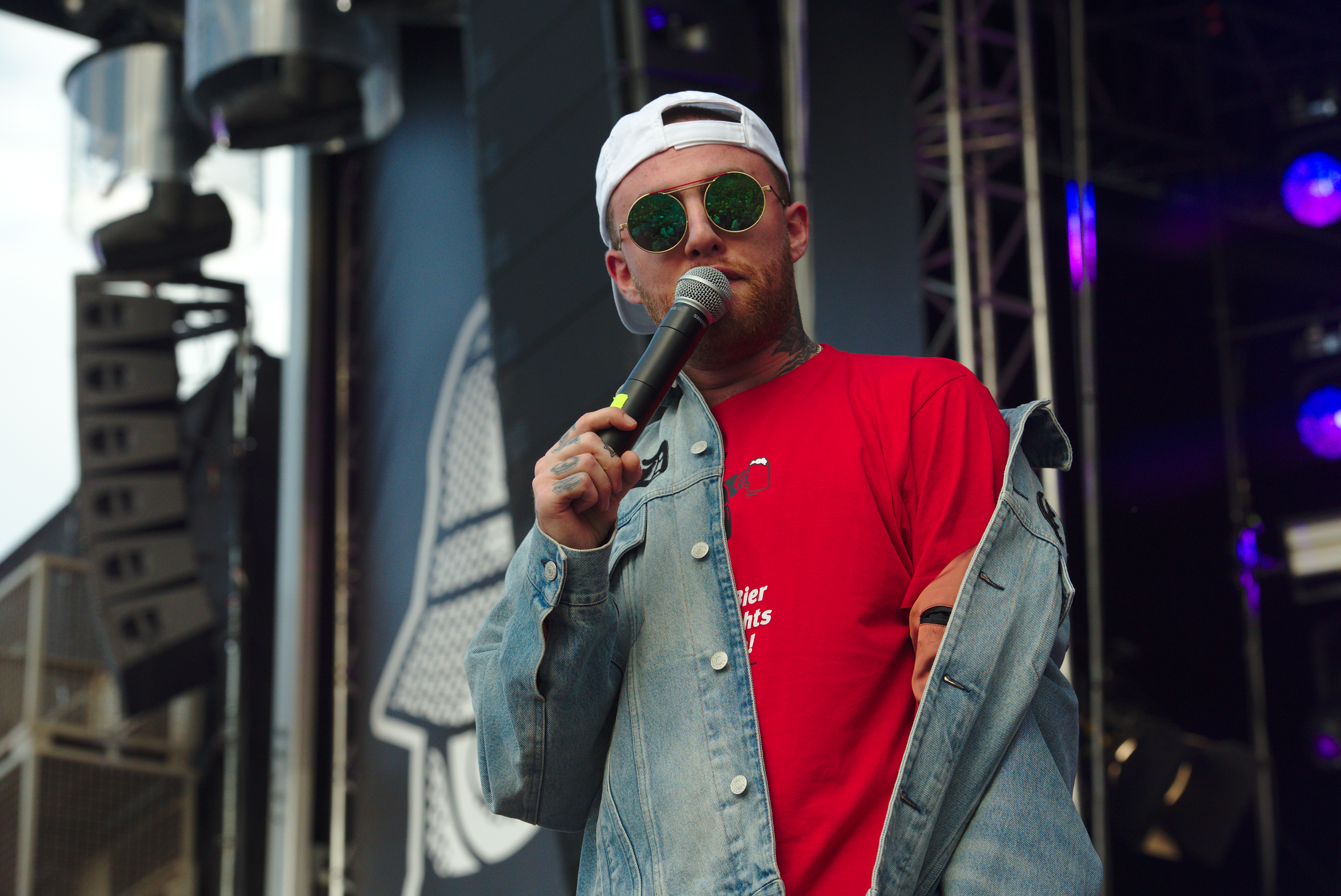
Mac Miller (1992–2018)

- Miller, Mack (1931–2020), US-amerikanischer Skilangläufer
- Miller, Madeline (* 1978), US-amerikanische Schriftstellerin
- Miller, Mandy (* 1944), britische Filmschauspielerin und Fernsehschauspielerin
- Miller, Manfred (1943–2021), deutscher Musikjournalist, Bluesforscher und Hörfunkmoderator
- Miller, Manfred (1956–2024), deutscher Verwaltungswissenschaftler
- Miller, Marc (* 1975), US-amerikanischer Autorennfahrer
- Miller, Marcus (* 1959), US-amerikanischer Musiker
- Miller, Mareike (* 1990), deutsche Rollstuhl-Basketballspielerin
- Miller, Maria (* 1964), britische Politikerin (Conservative Party), Mitglied des House of Commons
- Miller, Marie (1770–1833), französische Tänzerin
- Miller, Marie von (1861–1933), deutsche Malerin, Ehefrau von Oskar von Miller
- Miller, Marilyn (1898–1936), US-amerikanische Musicalsängerin und Stepptänzerin
- Miller, Marisa (* 1978), US-amerikanisches Model
- Miller, Mark (1924–2022), US-amerikanischer Schauspieler, Drehbuchautor und Filmproduzent
- Miller, Mark (* 1962), US-amerikanischer Rennfahrer
- Miller, Mark (* 1975), US-amerikanischer Basketballtrainer und -spieler
- Miller, Mark Thomas (* 1960), US-amerikanischer Schauspieler
- Miller, Markus (* 1982), deutscher FußballtorhüterMarkus Miller (* 1982)

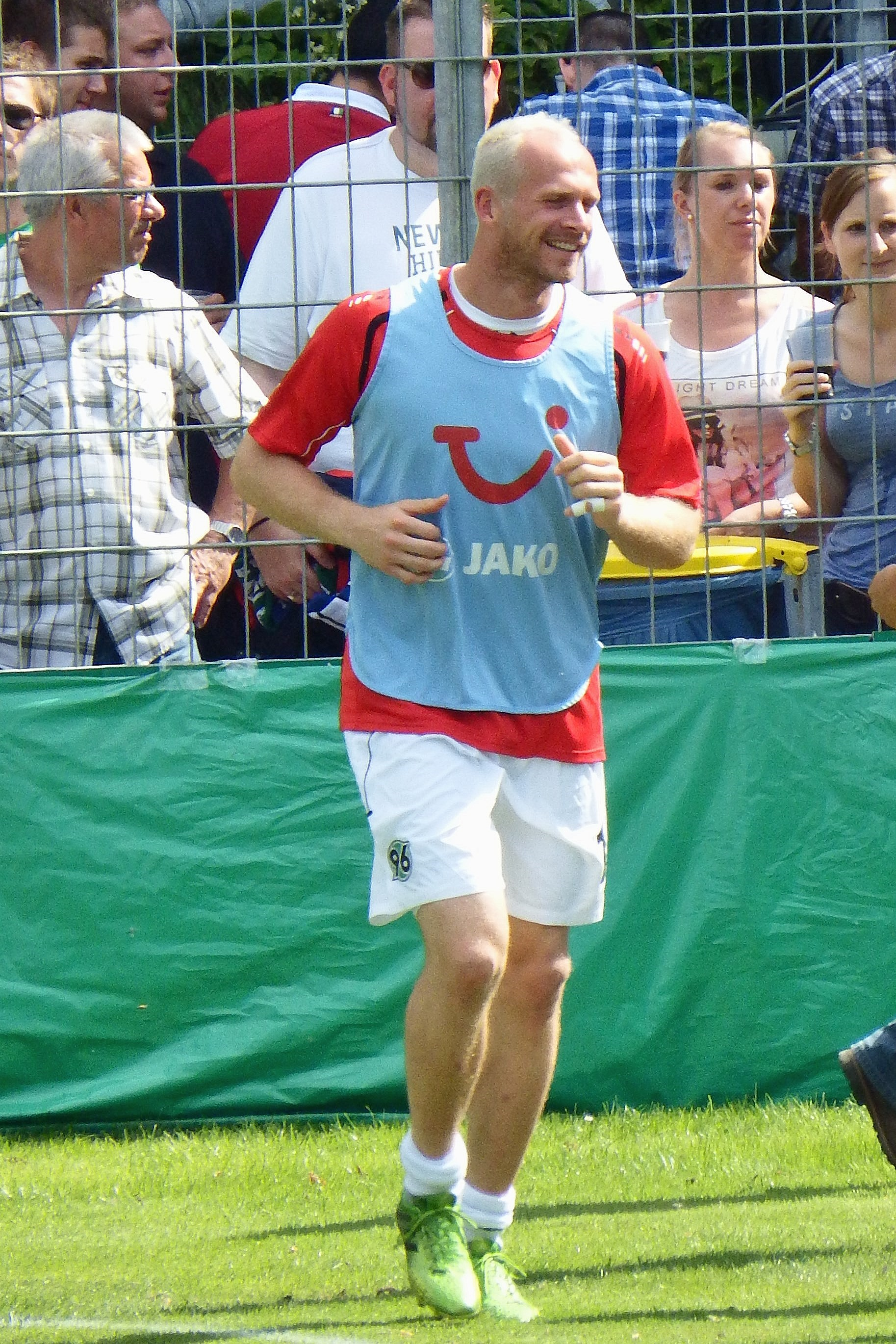
Markus Miller (* 1982)

- Miller, Martin (1769–1833), österreichischer Stahlwarenfabrikant
- Miller, Martin (1899–1969), österreichisch-britischer Schauspieler, Regisseur und Kabarettist
- Miller, Martin (* 1965), Baseballfunktionär
- Miller, Marvin (1913–1985), US-amerikanischer Schauspieler, Synchronsprecher und Hörfunkmoderator
- Miller, Marvin (* 1988), deutscher Komponist und Musiker
- Miller, Mary (* 1977), amerikanische Autorin
- Miller, Mary E. (* 1959), US-amerikanische Politikerin der Republikanischen Partei
- Miller, Maryanne, US-amerikanische Pilotin, General und Kommandeurin des Air Mobility Command
- Miller, Matheis, Lindauer Maler
- Miller, Matt K. (* 1960), US-amerikanischer Komiker, Autor, Synchronsprecher und Schauspieler
- Miller, Matthew (* 1973), US-amerikanischer Regierungsangestellter
- Miller, Matthias (* 1991), deutscher Jurist und Politiker (CDU)
- Miller, Max (1894–1963), britischer Komiker, Varietékünstler und Sänger
- Miller, Max (1901–1973), deutscher römisch-katholischer Geistlicher, Historiker und Archivar
- Miller, Max (* 1944), deutscher Soziologe und Hochschullehrer
- Miller, Max (* 1988), US-amerikanischer Politiker
- Miller, May (1899–1995), afroamerikanische Lehrerin, Dramatikerin und Dichterin
- Miller, McKaley (* 1996), US-amerikanische Schauspielerin
- Miller, Melanie (* 1972), US-amerikanische Filmproduzentin
- Miller, Merav (* 1971), israelische Nachrichtensprecherin und Rundfunksprecherin
- Miller, Meredith (* 1973), US-amerikanische Radrennfahrerin
- Miller, Merle (1919–1986), US-amerikanischer Autor und Drehbuchautor
- Miller, Merritt Finley (1875–1965), US-amerikanischer Agrarwissenschaftler und Bodenkundler
- Miller, Merton H. (1923–2000), US-amerikanischer Ökonom und Nobelpreisträger für Wirtschaftswissenschaften
- Miller, Michael H. (* 1952), US-amerikanischer Offizier, Vizeadmiral der US-Navy
- Miller, Michael R., US-amerikanischer Filmeditor
- Miller, Michail Adolfowitsch (1924–2004), russischer Physiker und Hochschullehrer
- Miller, Michelle Simone, US-amerikanische Schauspielerin, Filmproduzentin und Model
- Miller, Mike (* 1980), US-amerikanischer Basketballspieler
- Miller, Mikel (* 1988), philippinisch-US-amerikanischer Eishockeyspieler
- Miller, Mildred (1924–2023), US-amerikanische Opernsängerin (Mezzosopran)
- Miller, Miranda (* 1990), kanadische Mountainbikerin
- Miller, Mirta (* 1948), argentinische Schauspielerin und Model
- Miller, Misha (* 1995), moldauische Pop-SängerinMisha Miller (* 1995)

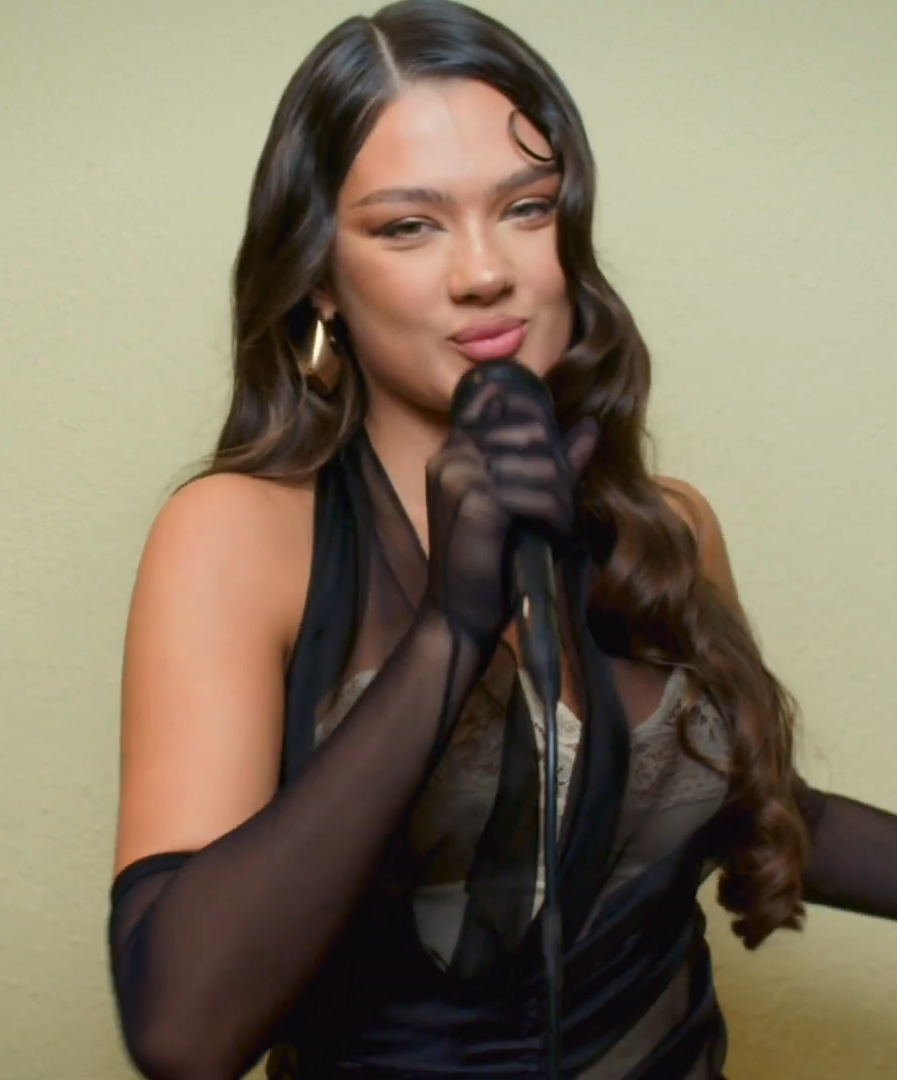
Misha Miller (* 1995)

- Miller, Mitch (1911–2010), US-amerikanischer Musikproduzent, Orchesterchef und Oboespieler
- Miller, Moriz von (1792–1866), württembergischer General der Infanterie und Kriegsminister
- Miller, Morris S. (1779–1824), US-amerikanischer Jurist und Politiker
- Miller, Mrs. (1907–1997), US-amerikanische Sängerin
- Miller, Mulgrew (1955–2013), US-amerikanischer Jazz-Pianist und Komponist

###### Miller, N
- Miller, Nate (* 1963), US-amerikanischer Boxer
- Miller, Nathan (1743–1790), US-amerikanischer Politiker
- Miller, Nathan (* 1985), US-amerikanischer Radrennfahrer
- Miller, Nathan Lee (1866–1934), US-amerikanischer Jurist und Politiker
- Miller, Nathan Lewis (1868–1953), US-amerikanischer Jurist und Politiker
- Miller, Navot (* 1991), israelischer Maler und Installationskünstler
- Miller, Neal E. (1909–2002), US-amerikanischer Psychologe
- Miller, Ned (1925–2016), US-amerikanischer Country-Sänger und Songwriter
- Miller, Neil (* 1945), US-amerikanischer Autor und Journalist
- Miller, Nell (* 2000), britische Tennisspielerin
- Miller, Nick (* 1980), neuseeländischer Schauspieler
- Miller, Nick (* 1993), britischer Hammerwerfer
- Miller, Nikita (* 1987), deutsch-russischer Komiker, Hörbuchsprecher, Buchautor und Cartoonist
- Miller, Norbert (* 1937), deutscher Literatur- und Kunstwissenschaftler

###### Miller, O
- Miller, Omar Benson (* 1978), US-amerikanischer SchauspielerOmar Benson Miller (* 1978)

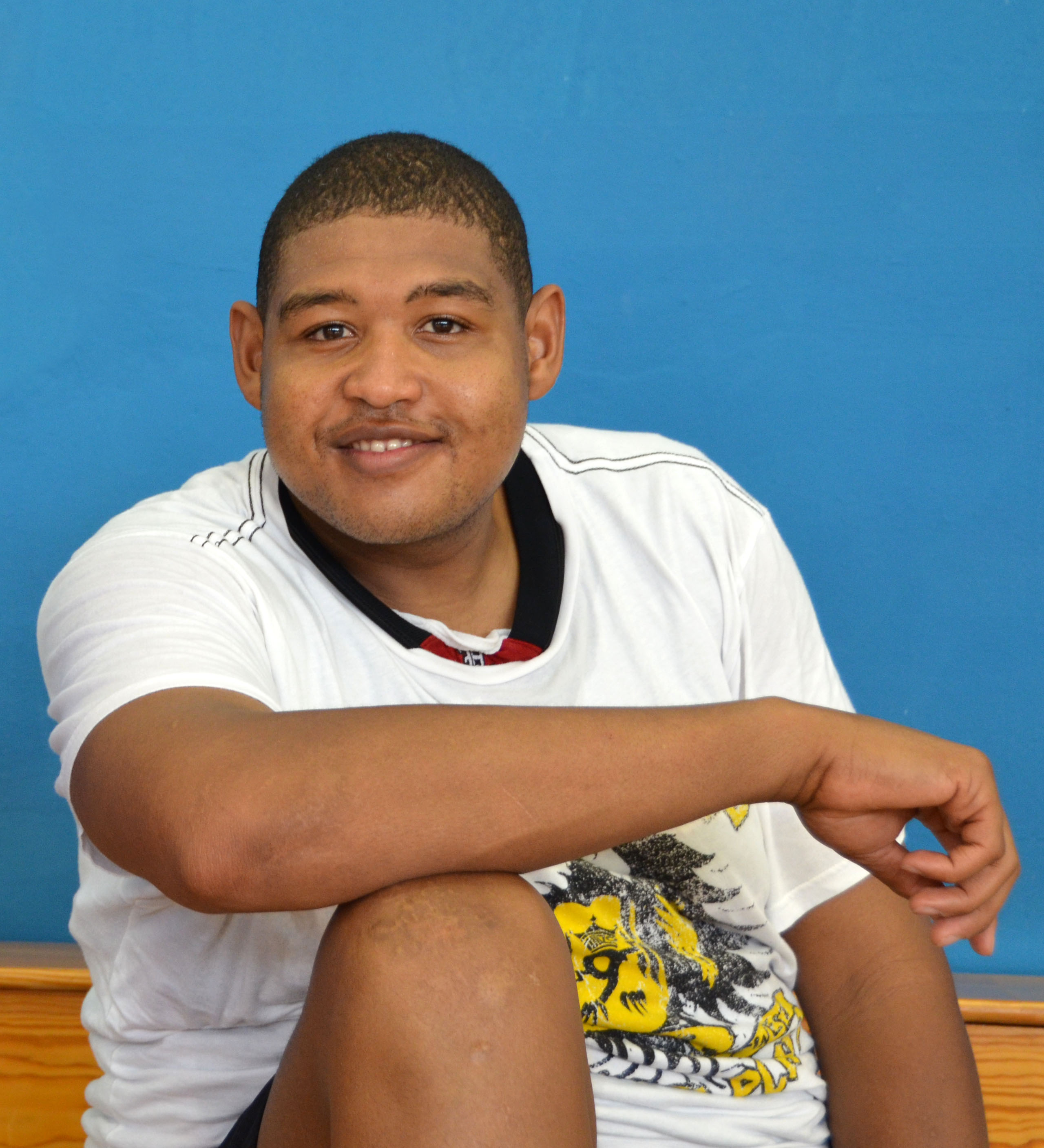
Omar Benson Miller (* 1978)

- Miller, Orrin L. (1856–1926), US-amerikanischer Politiker
- Miller, Oscar (1826–1893), deutscher Papierfabrikant
- Miller, Oscar (1862–1934), Schweizer Papierfabrikant, Kunstsammler, Mäzen, Donator, Autor und Politiker
- Miller, Oskar von (1855–1934), deutscher Ingenieur und Begründer des Deutschen Museums
- Miller, Oswald (* 1892), polnischer Radrennfahrer
- Miller, Otto (1879–1958), deutscher katholischer Geistlicher, Schriftsteller und Kirchenlieddichter

###### Miller, P
- Miller, P. David (* 1963), US-amerikanischer Schauspieler und Spezialist für Spezialeffekte im Film
- Miller, P. Schuyler (1912–1974), amerikanischer Science-Fiction-Autor und -Kritiker
- Miller, Patina (* 1984), US-amerikanische Schauspielerin und Sängerin
- Miller, Patricia (* 1972), uruguayische Tennisspielerin
- Miller, Patricia H. (* 1945), US-amerikanische Entwicklungspsychologin
- Miller, Patrick (* 1980), schweizerisch-kenianischer Sänger, Songwriter, Produzent und Rapper
- Miller, Patsy Ruth (1904–1995), amerikanische Schauspielerin
- Miller, Paul (* 1945), US-amerikanischer Automobilrennfahrer und Rennstallbesitzer
- Miller, Paul (* 1960), kanadischer Schauspieler
- Miller, Penelope Ann (* 1964), US-amerikanische SchauspielerinPenelope Ann Miller (* 1964)

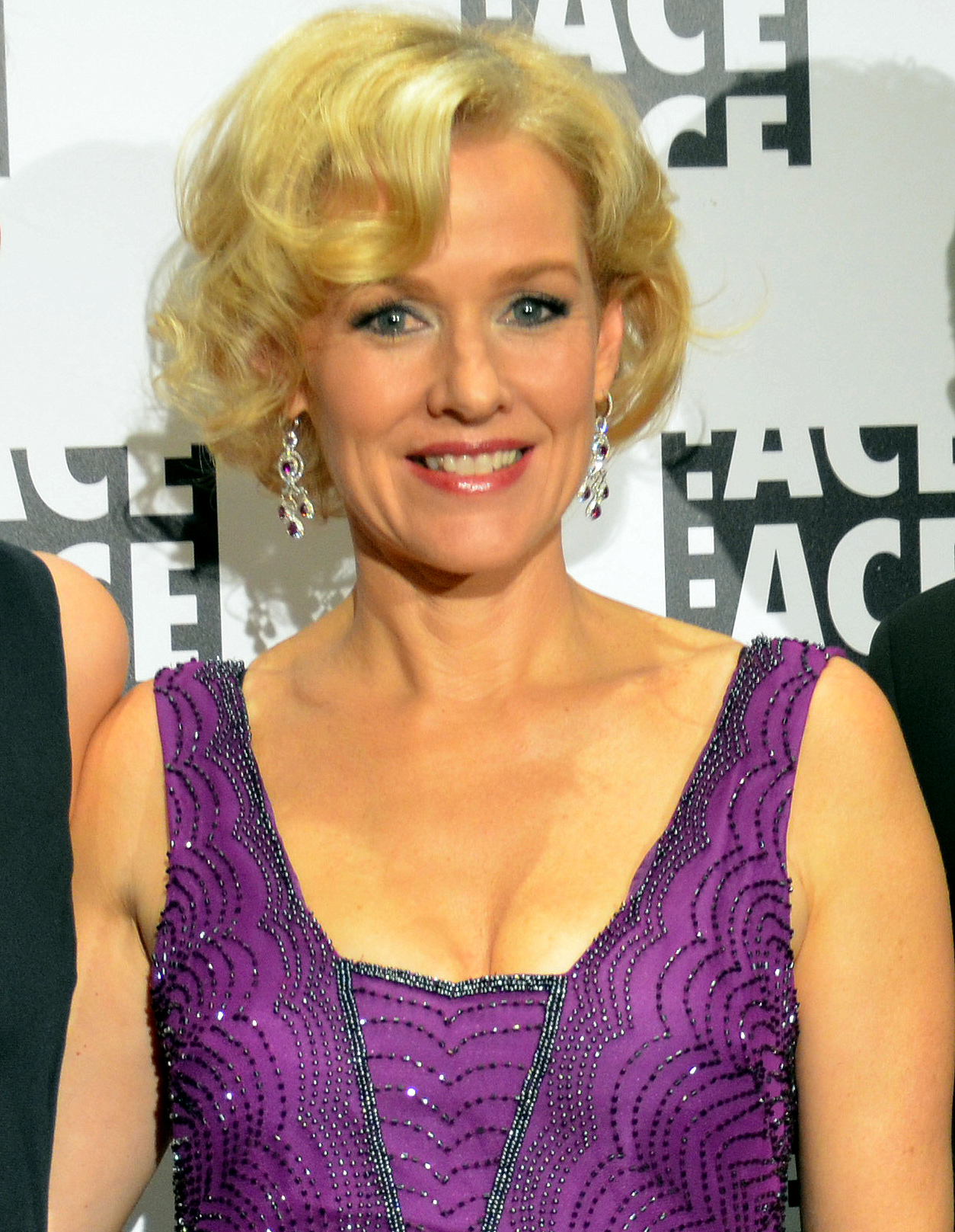
Penelope Ann Miller (* 1964)

- Miller, Perry (1905–1963), amerikanischer Geschichts- und Literaturwissenschaftler
- Miller, Perry (* 1952), kanadischer Eishockeyspieler
- Miller, Pete (* 1952), US-amerikanischer Basketballtrainer und -funktionär und ehemaliger -spieler
- Miller, Peter Franz († 1823), böhmischer Kantor, Musiker und Autor
- Miller, Peter J. (* 1936), britischer Ichthyologe und Hochschullehrer
- Miller, Phil (1949–2017), britischer Fusion- und Progressive-Rock-Gitarrist
- Miller, Philip (1691–1771), englischer Gärtner und Botaniker
- Miller, Pleasant Moorman († 1849), US-amerikanischer Politiker
- Miller, Pleasant Thomas (1875–1975), US-amerikanischer Chemiker
- Miller, Polina Andrejewna (* 2000), russische Sprinterin
- Miller, Poppy (* 1969), britische Schauspielerin
- Miller, Punch (1894–1971), US-amerikanischer Jazz-Trompeter

###### Miller, R
- Miller, R. J. Dwayne (* 1956), kanadischer Chemiker
- Miller, Ralph (1933–2021), US-amerikanischer Skirennläufer
- Miller, Ramon (* 1987), bahamaischer Leichtathlet
- Miller, Rand (* 1959), US-amerikanischer Computerspielentwickler und Unternehmer, Autor
- Miller, Randi (* 1983), US-amerikanische Ringerin
- Miller, Raquel (* 1985), US-amerikanische Boxerin
- Miller, Ray (1941–2024), deutscher Schlagersänger
- Miller, Rebecca (* 1962), US-amerikanische Regisseurin, Schauspielerin, Bildhauerin, Schriftstellerin und MalerinRebecca Miller (* 1962)

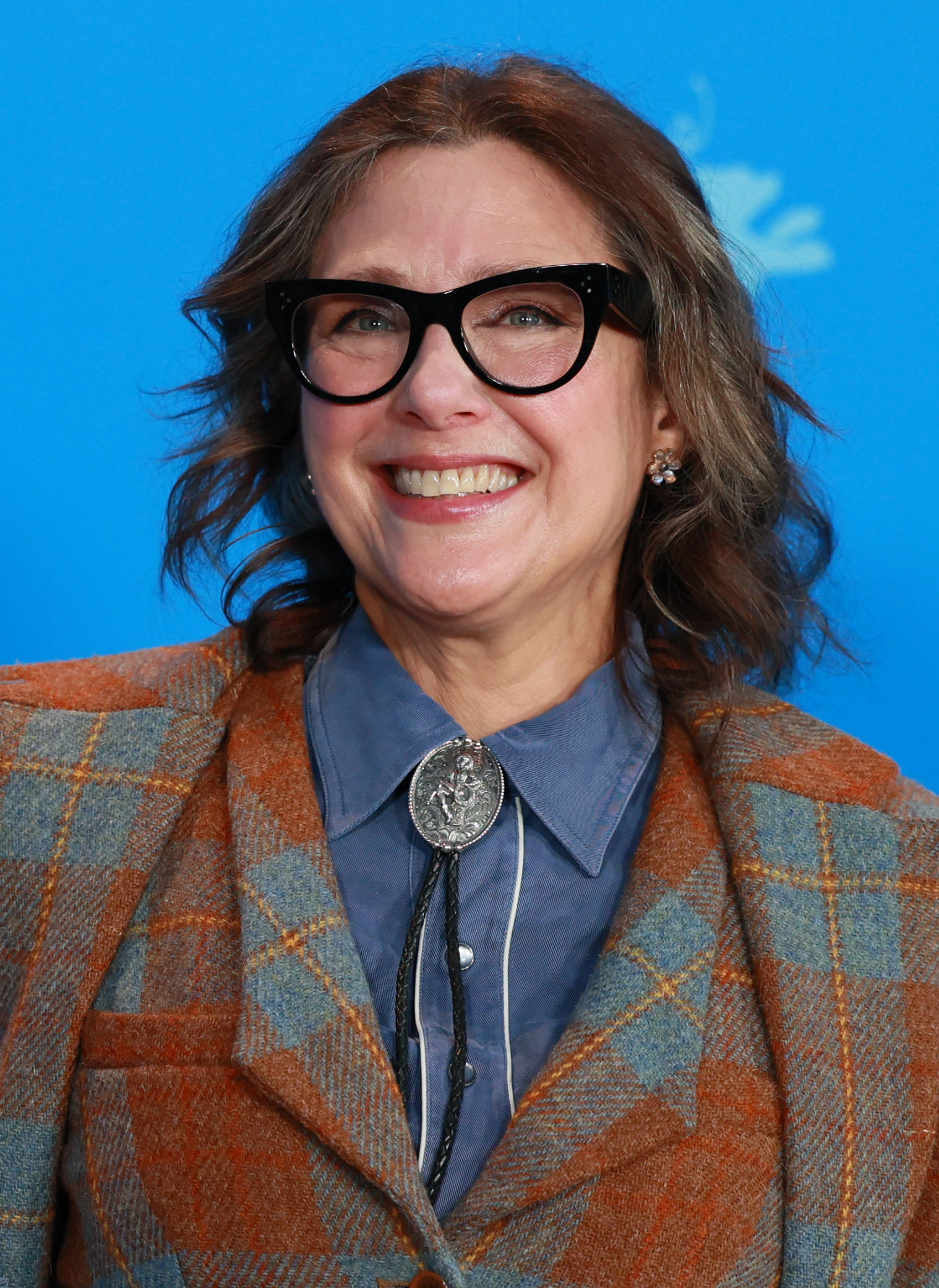
Rebecca Miller (* 1962)

- Miller, Reggie (* 1965), US-amerikanischer Basketballspieler
- Miller, Rein (1938–2017), estnischer Finanzexperte, Politiker und Sportfunktionär
- Miller, Reinhold (* 1943), deutscher Pädagoge und Autor
- Miller, René (* 1995), deutscher Sänger, Multiinstrumentalist und Songwriter
- Miller, Richard (1905–1959), deutscher Maler und Grafiker
- Miller, Richard (1926–2009), US-amerikanischer Musikologe, Linguist, Stimmforscher, Gesangspädagoge und Opernsänger im Stimmfach Tenor
- Miller, Richard (1929–2021), britischer Speerwerfer
- Miller, Richard E. (1875–1943), amerikanischer Maler
- Miller, RJ (* 1984), amerikanischer Jazzmusiker (Schlagzeug, Synthesizer, Komposition)
- Miller, Robert C. (1925–2016), US-amerikanischer Physiker
- Miller, Robert Ellis († 2017), US-amerikanischer Film- und Theaterregisseur
- Miller, Robert James (1983–2008), US-amerikanischer Soldat
- Miller, Robert Rush (1916–2003), US-amerikanischer Ichthyologe, Biologe und Evolutionsbiologe
- Miller, Robert Warren (* 1933), US-amerikanischer Unternehmer
- Miller, Robyn (* 1966), US-amerikanischer Spieleentwickler, Mitbegründer der Computerspielefirma Cyan Worlds
- Miller, Roderick (* 1992), panamaischer Fußballspieler
- Miller, Roger (1936–1992), US-amerikanischer Country-Sänger und Songwriter
- Miller, Roland, US-amerikanischer Techniker
- Miller, Rolf (* 1967), deutscher KabarettistRolf Miller (* 1967)

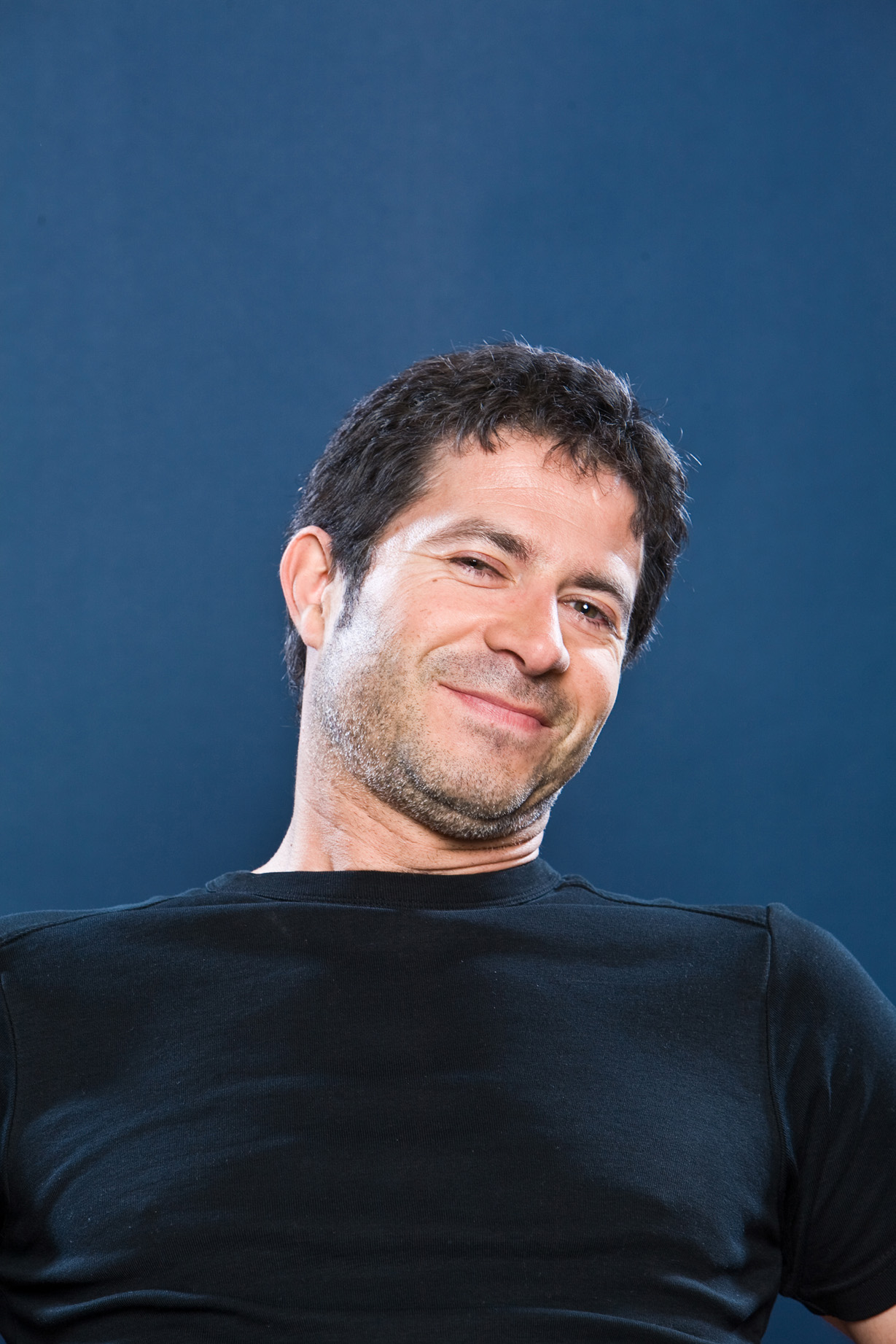
Rolf Miller (* 1967)

- Miller, Ron (1929–2010), kanadischer Stabhochspringer
- Miller, Ron (1933–2007), US-amerikanischer Songwriter und Produzent
- Miller, Ron (1933–2019), US-amerikanischer Filmproduzent und American-Football-Spieler
- Miller, Ronald B., US-amerikanischer Offizier, General der US Air Force
- Miller, Roy (* 1984), costa-ricanischer Fußballspieler
- Miller, Rudolf (* 1945), deutscher Psychologe
- Miller, Rudolf von (1899–1996), deutscher Ingenieur und Unternehmer
- Miller, Rupert von (1879–1951), deutscher Architekt und Bildhauer
- Miller, Russell A. (* 1969), US-amerikanischer Jurist, Hochschullehrer, Autor und Herausgeber
- Miller, Rutger B. (1805–1877), US-amerikanischer Jurist und Politiker
- Miller, Ryan, US-amerikanischer Pokerspieler
- Miller, Ryan (* 1980), US-amerikanischer Eishockeytorwart
- Miller, Ryan (* 1984), US-amerikanischer Fußballspieler

###### Miller, S
- Miller, Sam (* 1962), britischer Filmregisseur
- Miller, Sam J. (* 1979), amerikanischer Schriftsteller
- Miller, Samuel Almond (1837–1897), US-amerikanischer Paläontologe
- Miller, Samuel Augustine (1819–1890), US-amerikanischer Offizier und Politiker
- Miller, Samuel Franklin (1827–1892), US-amerikanischer Politiker
- Miller, Samuel Freeman (1816–1890), US-amerikanischer Jurist
- Miller, Samuel Henry (1840–1918), US-amerikanischer Politiker
- Miller, Scott (* 1975), australischer Schwimmer
- Miller, Scott C. (* 1979), US-amerikanischer Aktivist, Mäzen und Diplomat
- Miller, Scotty (* 1997), US-amerikanischer American-Football-Spieler
- Miller, Sela (* 1967), deutsche Schriftstellerin und Crossover-Künstlerin
- Miller, Seton I. (1902–1974), US-amerikanischer Drehbuchautor und Produzent
- Miller, Seymour Michael (1922–2021), US-amerikanischer Soziologe
- Miller, Shamilla (* 1988), südafrikanische Schauspielerin, Fernsehmoderatorin und Model
- Miller, Shannon (* 1977), US-amerikanische Kunstturnerin
- Miller, Sienna (* 1981), britisch-amerikanische SchauspielerinSienna Miller (* 1981)

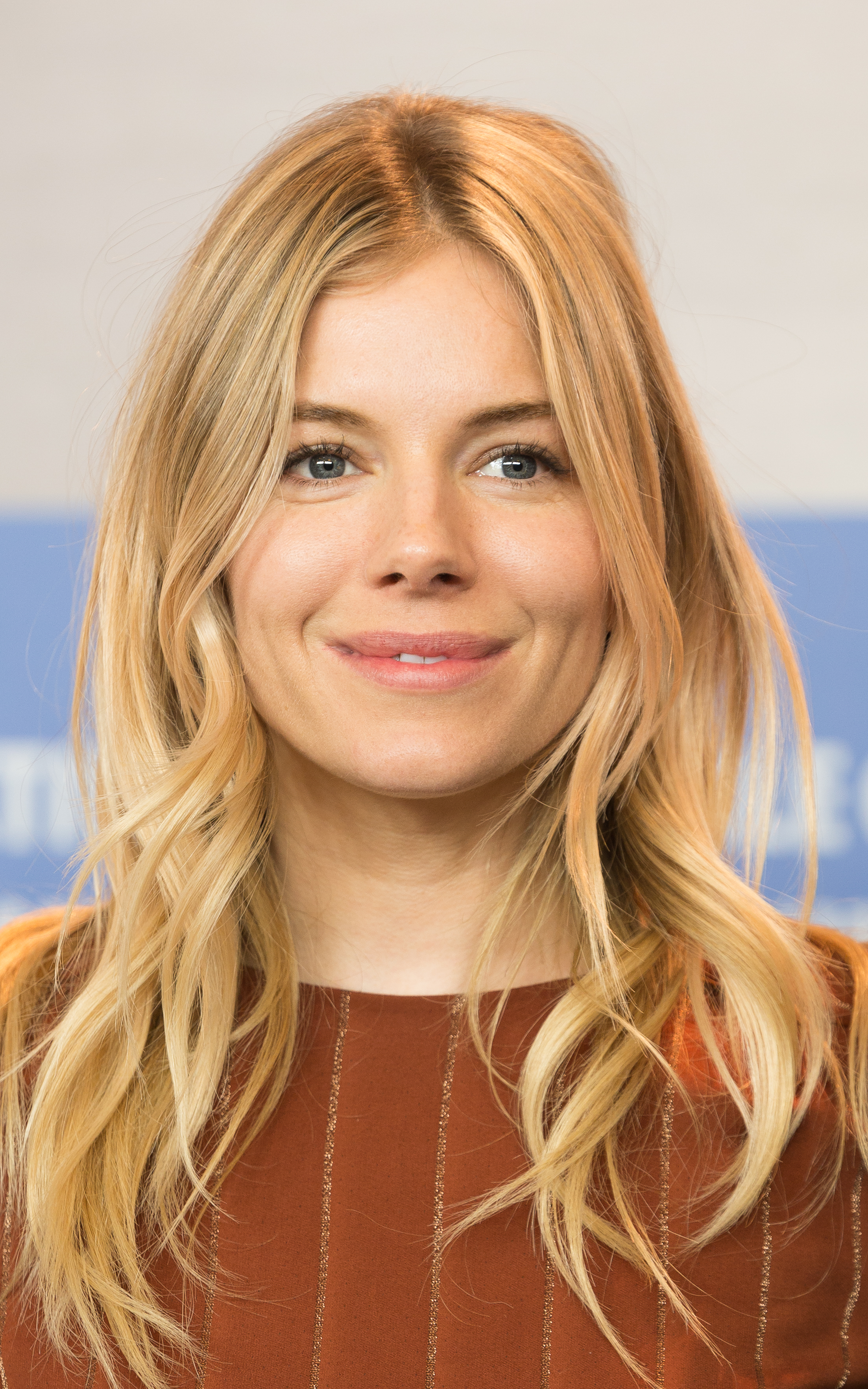
Sienna Miller (* 1981)

- Miller, Simone Rosa (* 1986), deutsche Autorin, Moderatorin und Philosophin
- Miller, Smith (1804–1872), US-amerikanischer Politiker
- Miller, Sofie Alice, deutsche Schauspielerin
- Miller, Stanley (1930–2007), US-amerikanischer Biologe und Chemiker
- Miller, Stephanie (* 1961), US-amerikanische politische Kommentatorin, Comedian und Moderatorin
- Miller, Stephen (1816–1881), US-amerikanischer Politiker
- Miller, Stephen (* 1980), britischer Leichtathlet im Behindertensport
- Miller, Stephen (* 1985), US-amerikanischer Politikberater und RedenschreiberStephen Miller (* 1985)

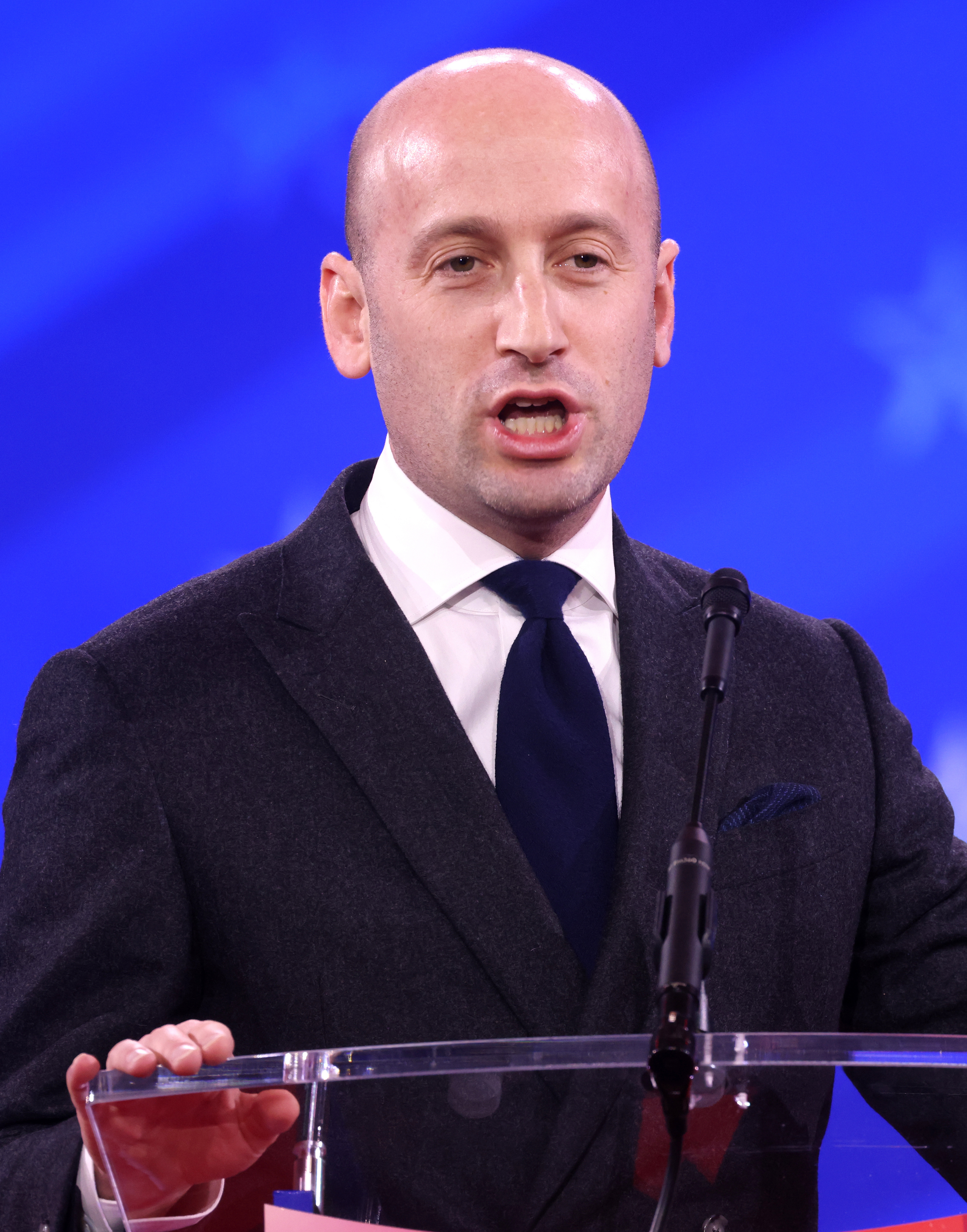
Stephen Miller (* 1985)

- Miller, Stephen Decatur (1787–1838), US-amerikanischer Politiker
- Miller, Steve (* 1943), US-amerikanischer Rockmusiker
- Miller, Steve (1943–1998), britischer Pianist der Fusion- und neuen Improvisationsmusik
- Miller, Steve (1950–2024), US-amerikanischer Science-Fiction-Autor
- Miller, Steven C. (* 1981), US-amerikanischer Filmregisseur und Filmeditor
- Miller, Susan, Baroness Miller of Chilthorne Domer (* 1954), britische Politikerin
- Miller, Susanne (1915–2008), deutsche Historikerin
- Miller, Suzie, australisch-britische Dramatikerin und Anwältin

###### Miller, T
- Miller, T. J. (* 1981), US-amerikanischer Schauspieler und Komiker
- Miller, Tammy (* 1967), britische Hockeyspielerin
- Miller, Taps (* 1912), amerikanischer Tänzer, Jazzmusiker und Songwriter
- Miller, Terri Edda (* 1966), US-amerikanische Drehbuchautorin und Filmproduzentin
- Miller, Terrie (* 1978), norwegische Schwimmerin
- Miller, Terry (1942–1989), US-amerikanischer Politiker
- Miller, Thierry (* 1966), Schweizer Tischtennisspieler
- Miller, Thomas (1876–1945), kanadischer Journalist, Vizegouverneur von Saskatchewan
- Miller, Thomas (* 1963), deutscher Fußballspieler
- Miller, Thomas B. (1896–1976), US-amerikanischer Politiker
- Miller, Thomas E. (1849–1938), US-amerikanischer Politiker
- Miller, Thomas W. (1886–1973), US-amerikanischer Politiker
- Miller, Tim, US-amerikanischer Animator und Filmregisseur
- Miller, Tim (* 1973), amerikanischer Jazzmusiker (Gitarre)
- Miller, Tim (* 1987), US-amerikanisch-deutscher Eishockeyspieler
- Miller, T’Nia (* 1985), britische SchauspielerinT’Nia Miller (* 1985)

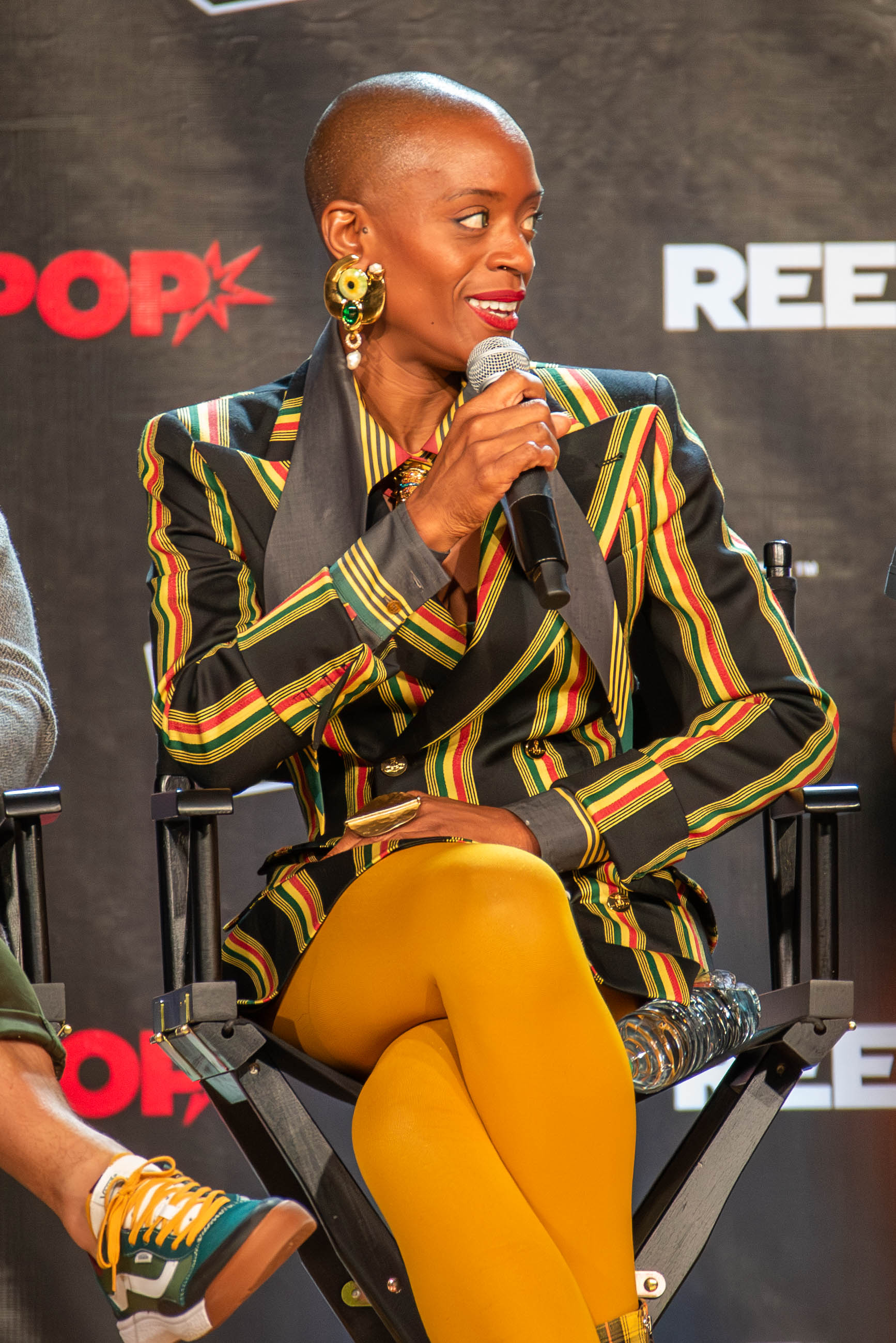
T’Nia Miller (* 1985)

- Miller, Tobie, kanadische Drehleier-Spielerin, Blockflötistin, Sängerin und Spezialistin für Alte Musik
- Miller, Toby (* 2000), US-amerikanischer Snowboarder
- Miller, Tom (1890–1958), schottischer Fußballspieler

###### Miller, V
- Miller, Valarie Rae (* 1974), US-amerikanische Schauspielerin
- Miller, Victor S. (* 1947), US-amerikanischer Mathematiker
- Miller, Vinicius (* 1990), brasilianischer Fußballspieler
- Miller, Virgil (1887–1974), US-amerikanischer Kameramann
- Miller, Voldemar (1911–2006), estnischer Kinderbuchautor, Buchwissenschaftler und Historiker
- Miller, Von (* 1989), US-amerikanischer American-Football-SpielerVon Miller (* 1989)

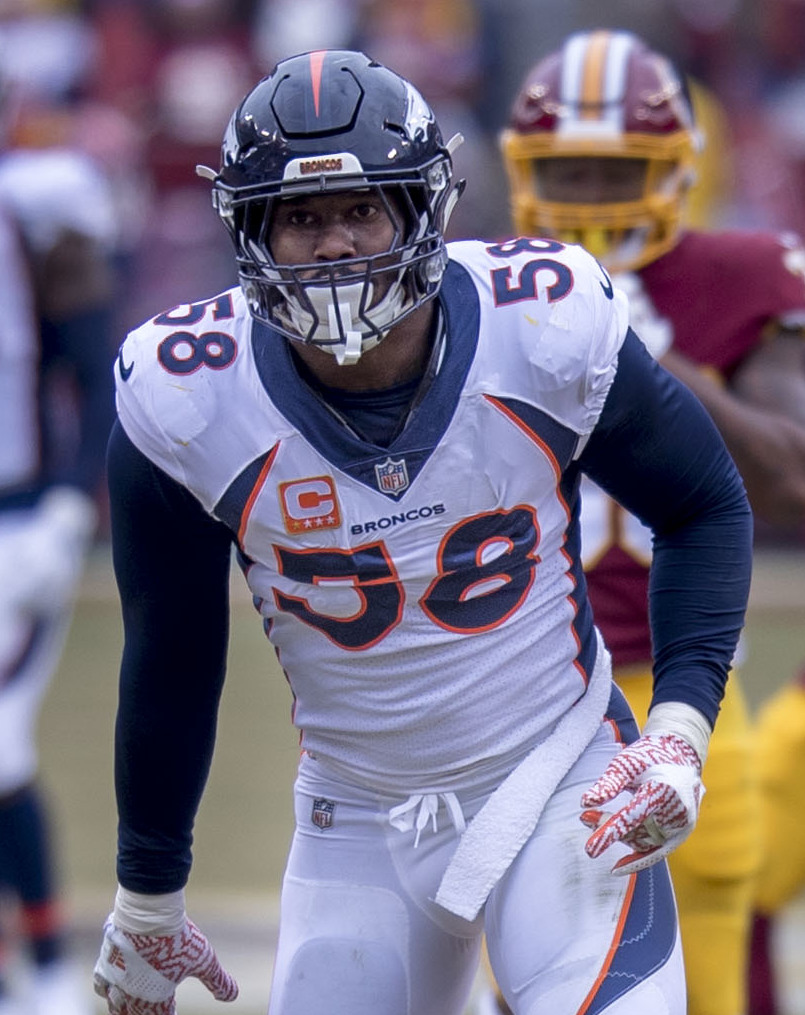
Von Miller (* 1989)

###### Miller, W
- Miller, W. Chrystie (1843–1922), US-amerikanischer Schauspieler der Stummfilmzeit
- Miller, Waldron DeWitt (1879–1929), US-amerikanischer Ornithologe
- Miller, Walter B. (1920–2004), US-amerikanischer Ethnologe, Soziologe und Kriminologe
- Miller, Walter Dale (1925–2015), US-amerikanischer Politiker
- Miller, Walter M. (1923–1996), US-amerikanischer Schriftsteller
- Miller, Walther von (1894–1978), deutscher Politiker, zweiter Bürgermeister und Kulturreferent der Stadt München
- Miller, Ward (1902–1984), US-amerikanischer Politiker
- Miller, Warner (1838–1918), US-amerikanischer Politiker
- Miller, Warren (1847–1920), US-amerikanischer Politiker
- Miller, Warren (1921–1966), amerikanischer Schriftsteller
- Miller, Warren (1924–2018), US-amerikanischer Produzent von Ski- und Snowboardfilmen
- Miller, Warren (* 1953), US-amerikanischer Eishockeyspieler
- Miller, Warren E. (1924–1999), US-amerikanischer Politikwissenschaftler und Wahlforscher
- Miller, Wayne, US-amerikanischer Trampolinturner
- Miller, Wendell (* 2003), bahamaischer Sprinter
- Miller, Wentworth (* 1972), US-amerikanischer SchauspielerWentworth Miller (* 1972)

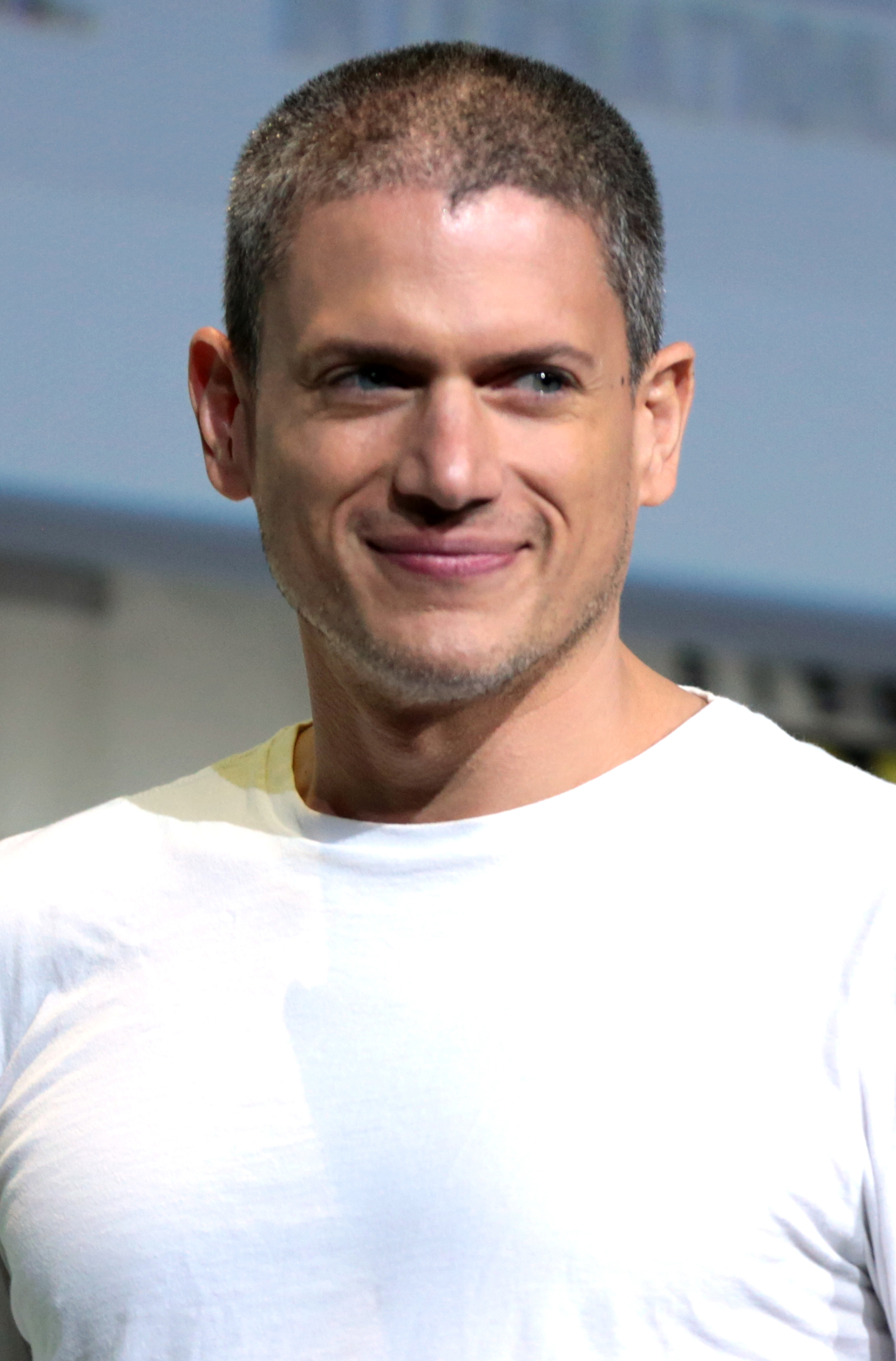
Wentworth Miller (* 1972)

- Miller, Werner (1892–1959), Schweizer Maler
- Miller, Wesley C. (1894–1962), US-amerikanischer Tontechniker
- Miller, Wiley (* 1951), US-amerikanischer Cartoon- und Comiczeichner
- Miller, Wilhelm von (1848–1899), deutscher Chemiker und Hochschullehrer
- Miller, William (1770–1825), US-amerikanischer Politiker
- Miller, William (1782–1849), US-amerikanischer baptistischer Prediger, Begründer der Adventisten
- Miller, William (1796–1882), schottischer Kupferstecher
- Miller, William (1854–1894), schottischer Fußballspieler
- Miller, William (1858–1927), irischer römisch-katholischer Ordensgeistlicher und Apostolischer Vikar von Transvaal
- Miller, William (1864–1945), englischer Historiker, Mediävist und Journalist
- Miller, William (1905–1985), US-amerikanischer Ruderer
- Miller, William (* 1978), britischer Schauspieler, Drehbuchautor und Sänger
- Miller, William (* 1996), britischer Schauspieler und Fußballspieler
- Miller, William Allen (1817–1870), englischer Chemiker
- Miller, William E. (1914–1983), US-amerikanischer Politiker
- Miller, William Edward (1766–1839), britischer Violinist, Komponist und methodistischer Geistlicher
- Miller, William F. (1925–2017), US-amerikanischer Informatiker und Wissenschaftsmanager
- Miller, William H. (* 1941), US-amerikanischer Chemiker
- Miller, William H. H. (1840–1917), US-amerikanischer Jurist und Politiker (Republikanische Partei)
- Miller, William Hallowes (1801–1880), britischer Mineraloge, Kristallograph und Physiker
- Miller, William Henry (1829–1870), US-amerikanischer Politiker
- Miller, William J. (1899–1950), US-amerikanischer Politiker
- Miller, William Lash (1866–1940), kanadischer Chemiker
- Miller, William R. (* 1947), US-amerikanischer Psychologe und Hochschullehrer
- Miller, William Read (1823–1887), US-amerikanischer Politiker, Gouverneur von Arkansas
- Miller, William Starr I. (1793–1854), US-amerikanischer Politiker
- Miller, Willie (* 1955), schottischer Fußballspieler und -trainer
- Miller, Willoughby D. (1853–1907), US-amerikanischer Wissenschaftler, Zahnarzt, Mathematiker, Chemiker und Physiker
- Miller, Winston (1910–1994), US-amerikanischer Stummfilmschauspieler, Drehbuchautor und Fernsehproduzent
- Miller, Wolfgang (* 1962), deutscher Facharzt Orthopädie und Unfallchirurgie
- Miller, Wsewolod Fjodorowitsch (1848–1913), russischer Historiker, Ethnograph und Linguist

###### Miller, Y
- Miller, Yucco (* 1990), japanische Jazzmusikerin (Saxophon, Komposition)

###### Miller, Z
- Miller, Zell (1932–2018), US-amerikanischer Politiker
- Miller, Zoë Claire (* 1984), US-amerikanische Bildhauerin

##### Miller-

###### Miller-H
- Miller-Hauenfels, Elfriede (1893–1962), österreichische Malerin und Grafikerin
- Miller-Heidke, Kate (* 1981), australische MusikerinKate Miller-Heidke (* 1981)

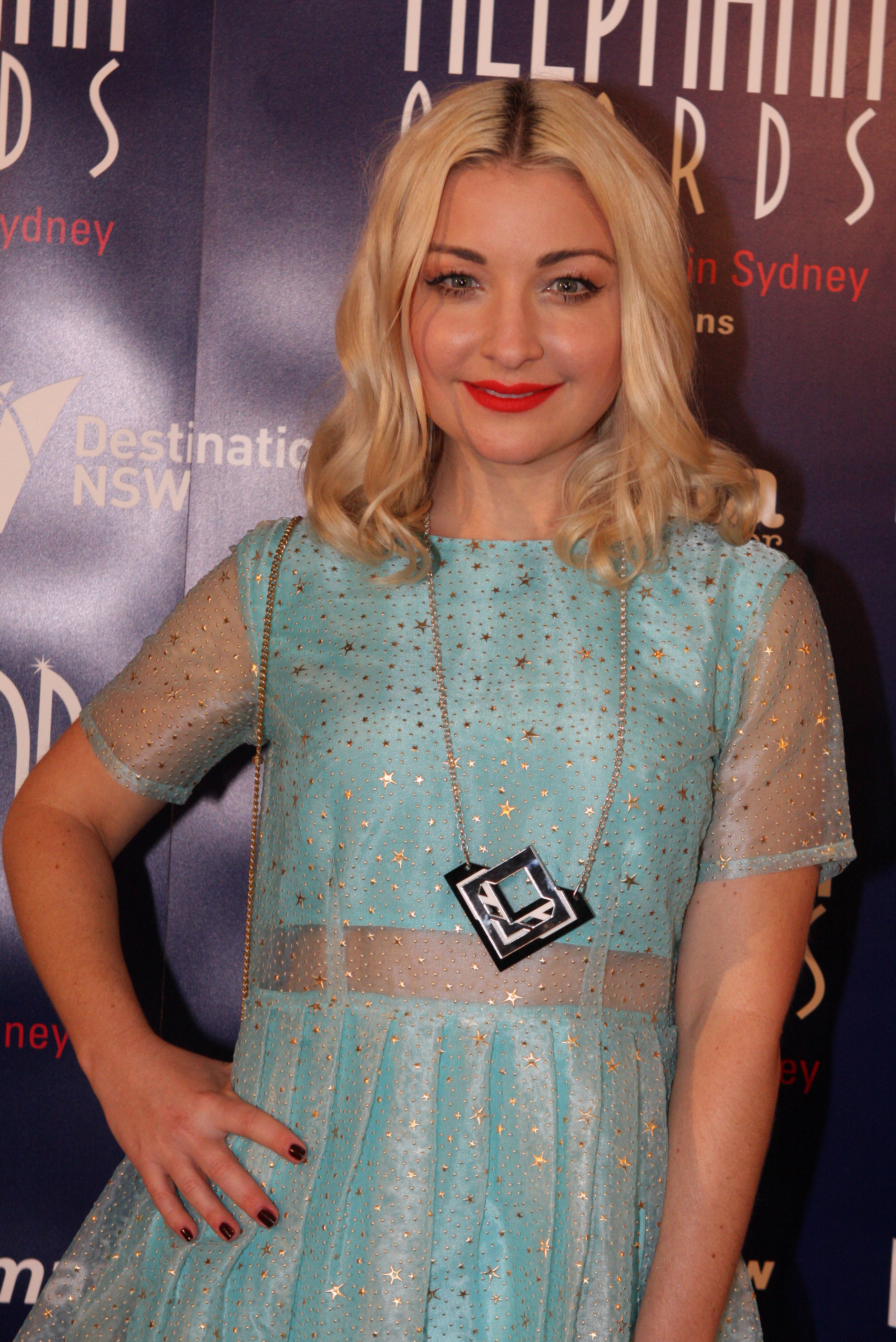
Kate Miller-Heidke (* 1981)

###### Miller-K
- Miller-Koch, Heather (* 1987), US-amerikanische Siebenkämpferin

###### Miller-M
- Miller-Meeks, Mariannette (* 1955), US-amerikanische Politikerin (Republikanische Partei)

###### Miller-U
- Miller-Uibo, Shaunae (* 1994), bahamaische Sprinterin

###### Miller-Y
- Miller-Young, Mireille (* 1976), US-amerikanische Professorin für feministische Studien

###### Miller-Z
- Miller-Zinkgraf, Gary, US-amerikanischer Basketballspieler

##### Millera
- Millerand, Alexandre (1859–1943), französischer Staatsmann und PolitikerAlexandre Millerand (1859–1943)

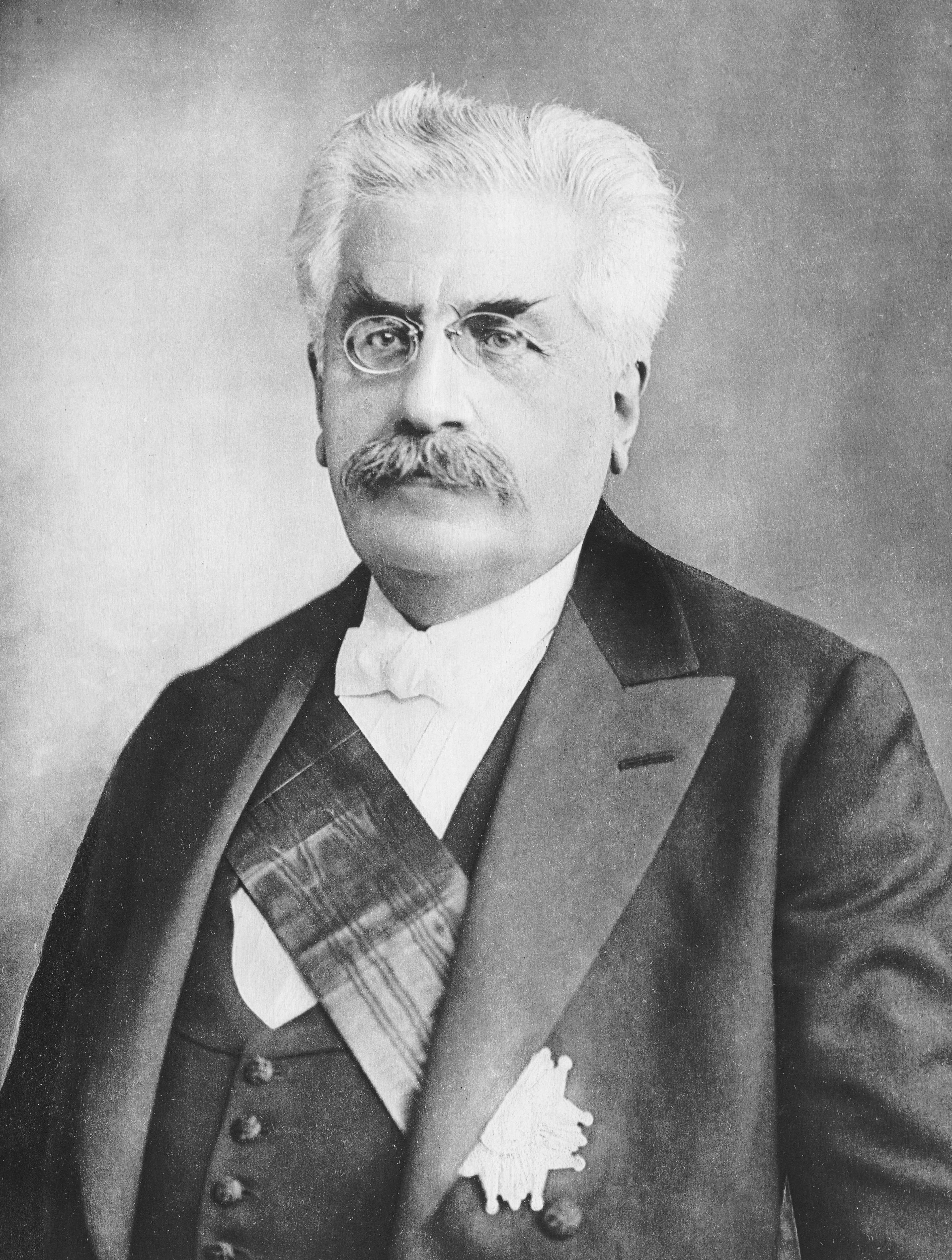
Alexandre Millerand (1859–1943)

##### Millerd
- Millerd, Simon (* 1987), kanadischer Jazzmusiker (Trompete, Komposition)

##### Millere
- Millerey, Sara († 2025), kolumbianische Transfrau

##### Milleri
- Milleris, Algirdas (1932–2023), litauisch-deutscher Fotokünstler

#### Milles
- Milles, Carl (1875–1955), schwedischer Bildhauer
- Milles, Hans-Peter (* 1951), deutscher Politiker (SPD), MdL
- Milles, Olga (1874–1967), schwedisch-österreichische Malerin
- Millesi, Hanno (1927–2017), österreichischer Facharzt für plastische Chirurgie
- Millesi, Hanno (* 1966), österreichischer Schriftsteller
- Millesi, Mathias (1842–1929), österreichischer Politiker
- Millesits, Martin (1871–1940), österreichischer Politiker (CS), Landtagsabgeordneter im Burgenland

#### Millet
- Millet i Farga, Lluís (1911–1976), katalanischer Cellist
- Millet i Pagès, Lluís (1867–1941), spanischer Komponist und Chorgründer (Katalonien)
- Millet, Aimé (1819–1891), französischer Bildhauer
- Millet, Catherine (* 1948), französische Expertin für Moderne Kunst und Buchautorin
- Millet, Eugène (1819–1879), französischer Architekt
- Millet, Florence (* 1964), französische Pianistin und Hochschullehrerin
- Millet, Francis Davis (1846–1912), US-amerikanischer Maler und Autor
- Millet, Jakob (1799–1860), Landtagsabgeordneter Großherzogtum Hessen
- Millet, Jean-Baptiste (1830–1906), französischer Maler, Holzstecher und Bildhauer
- Millet, Jean-François (1814–1875), französischer Maler
- Millet, Li’l (1935–1997), amerikanischer Rhythm-and-Blues-Musiker
- Millet, Pedro (* 1952), spanischer Segler
- Millet, Richard (* 1953), französischer Schriftsteller und Herausgeber
- Millet, Victor (* 1965), Germanist und Mittelalterforscher
- Milletich, Gerhard (* 1956), österreichischer Medienunternehmer und Fußballfunktionär
- Millett, Allan R. (* 1937), US-amerikanischer Militärhistoriker
- Millett, Kate (1934–2017), amerikanische Literaturwissenschaftlerin, Schriftstellerin und FeministinKate Millett (1934–2017)

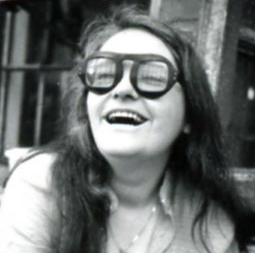
Kate Millett (1934–2017)

- Millett, Martin (* 1955), britischer Provinzialrömischer Archäologe
- Millett, Michael (1977–1995), englischer Fußballspieler
- Millett, Peter, Baron Millett (1932–2021), britischer Richter und Jurist
- Millett, Terron (* 1968), US-amerikanischer Boxer

#### Millev
- Milleville, Gérard de (1912–2007), französischer Geistlicher, Erzbischof von Conakry in Guinea
- Millevoye, Charles Hubert (1782–1816), französischer Dichter
- Millevoye, Lucien (1850–1918), französischer Journalist und Politiker

#### Milley
- Milley, Mark A. (* 1958), US-amerikanischer General (U.S. Army); Chief of Staff of the Army; Befehlshaber U.S. Army Forces CommandMark A. Milley (* 1958)

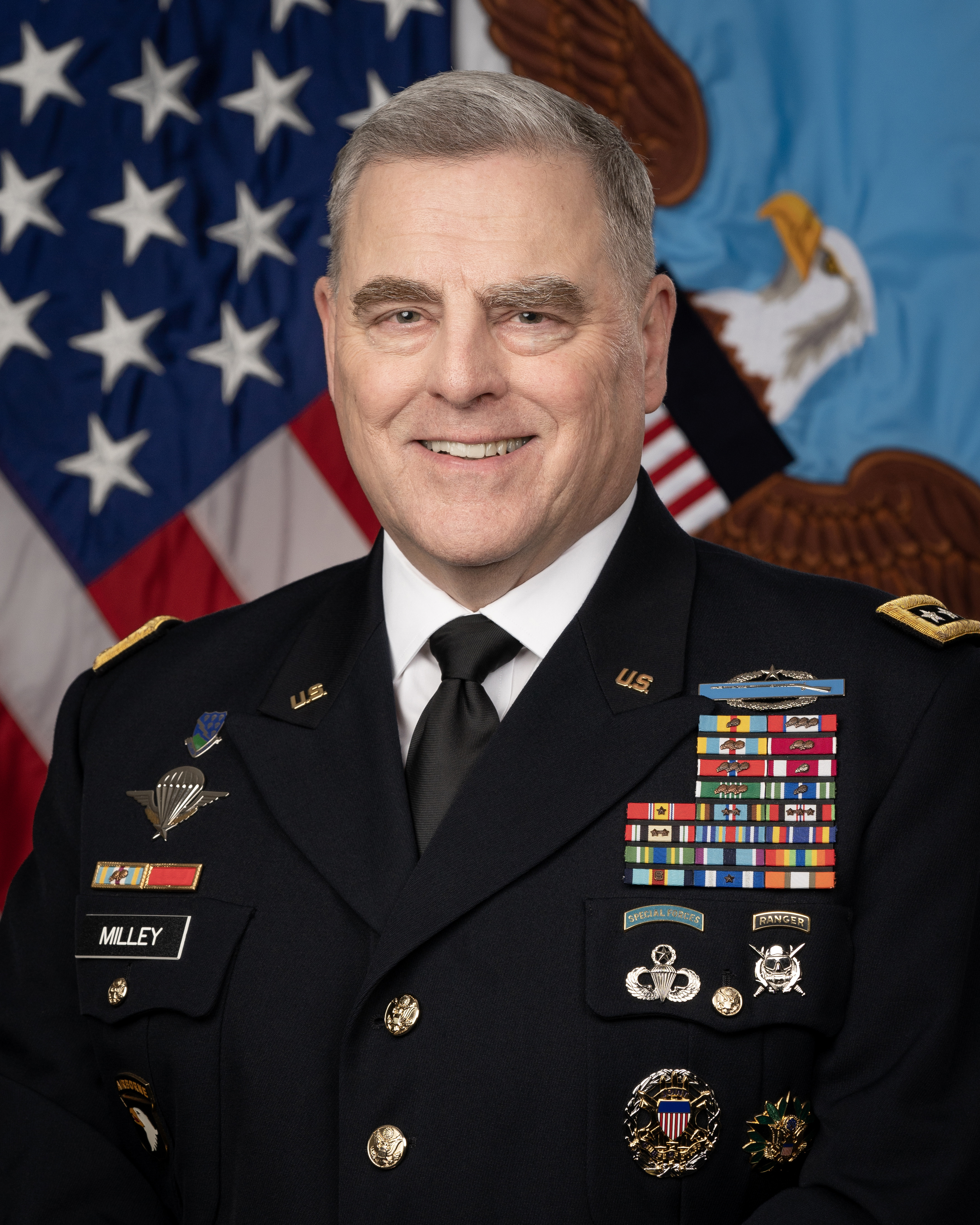
Mark A. Milley (* 1958)

- Milley, Norm (* 1980), kanadischer Eishockeyspieler

### Millg
- Millgramm, Wolfgang (* 1954), deutscher Tenor

### Millh
- Millhagen, Livia (* 1973), schwedische Schauspielerin
- Millhauser, Bertram (1892–1958), US-amerikanischer Drehbuchautor
- Millhauser, Steven (* 1943), amerikanischer Schriftsteller
- Millhouse, Robin (1929–2017), australischer Jurist, Politiker und Chief Justice of Nauru

### Milli
- Milli, La (1943–2008), deutsche Malerin, Kostümdesignerin und Schauspielerin
- Milliam, Axel (* 1994), finnischer Schauspieler
- Millian, Baker (1908–2002), US-amerikanischer Jazzmusiker
- Milliard, Nika, russische Opernsängerin in der Stimmlage Sopran
- Milliat, Alice (1884–1957), französische Sportfunktionärin
- Millican, James (1911–1955), US-amerikanischer Schauspieler
- Millidge, Alfred Frank (1914–2012), britischer Arachnologe
- Millien, Achille (1838–1927), französischer Schriftsteller
- Millier, Jean-François (1944–2007), französischer Kulturmanager
- Millieras, Jonathan (* 1993), französischer Fußballtorhüter
- Millière, Pierre (1811–1887), französischer Entomologe
- Millies, Amud Uwe (1932–2008), deutscher KünstlerAmud Uwe Millies (1932–2008)

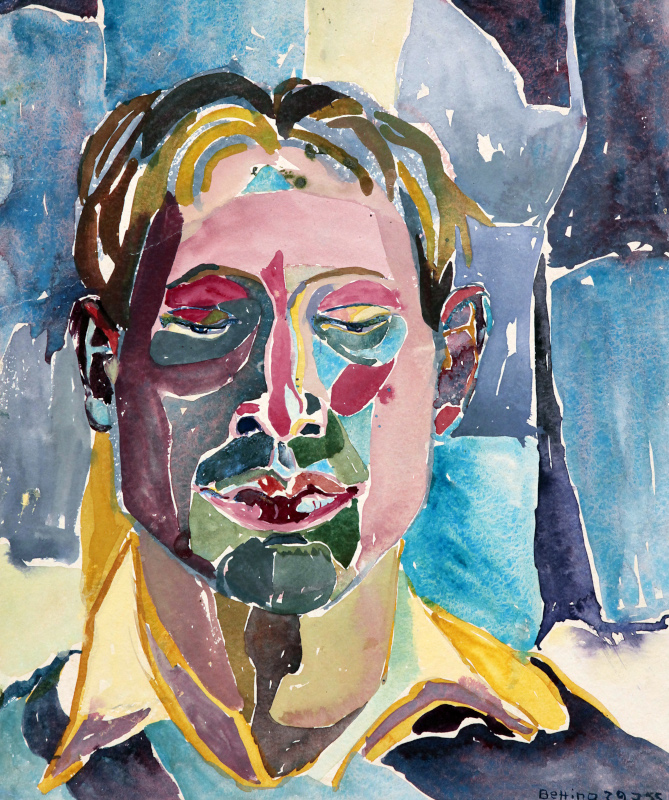
Amud Uwe Millies (1932–2008)

- Millies, Hans (1530–1578), deutscher Kaufmann und Chronist
- Millies, Hans (1883–1957), deutscher Geiger und Komponist
- Millies, Henricus Christianus (1810–1868), niederländischer lutherischer Theologe und Orientalist
- Millies, Jacques, französischer Autorennfahrer
- Milliès-Lacroix, Raphaël (1850–1941), französischer Politiker
- Milliet, Edmund Wilhelm (1857–1931), Schweizer Volkswirtschaftler und Statistiker
- Milliet, Jacky (1932–2024), Schweizer Jazzmusiker (Klarinette)
- Milliet, Paul (1848–1924), französischer Schriftsteller und Librettist
- Milliet, Sophie (* 1983), französische Schachspielerin
- Milliex, Roger (1913–2006), französischer Lehrer und Neogräzist
- Milligan, Alice (1865–1953), irische Schriftstellerin und Aktivistin der irischen Renaissance
- Milligan, Billy (1955–2014), amerikanischer Staatsbürger
- Milligan, Campino, US-amerikanisch-deutscher American-Football-Spieler
- Milligan, Dustin (* 1985), kanadischer SchauspielerDustin Milligan (* 1985)

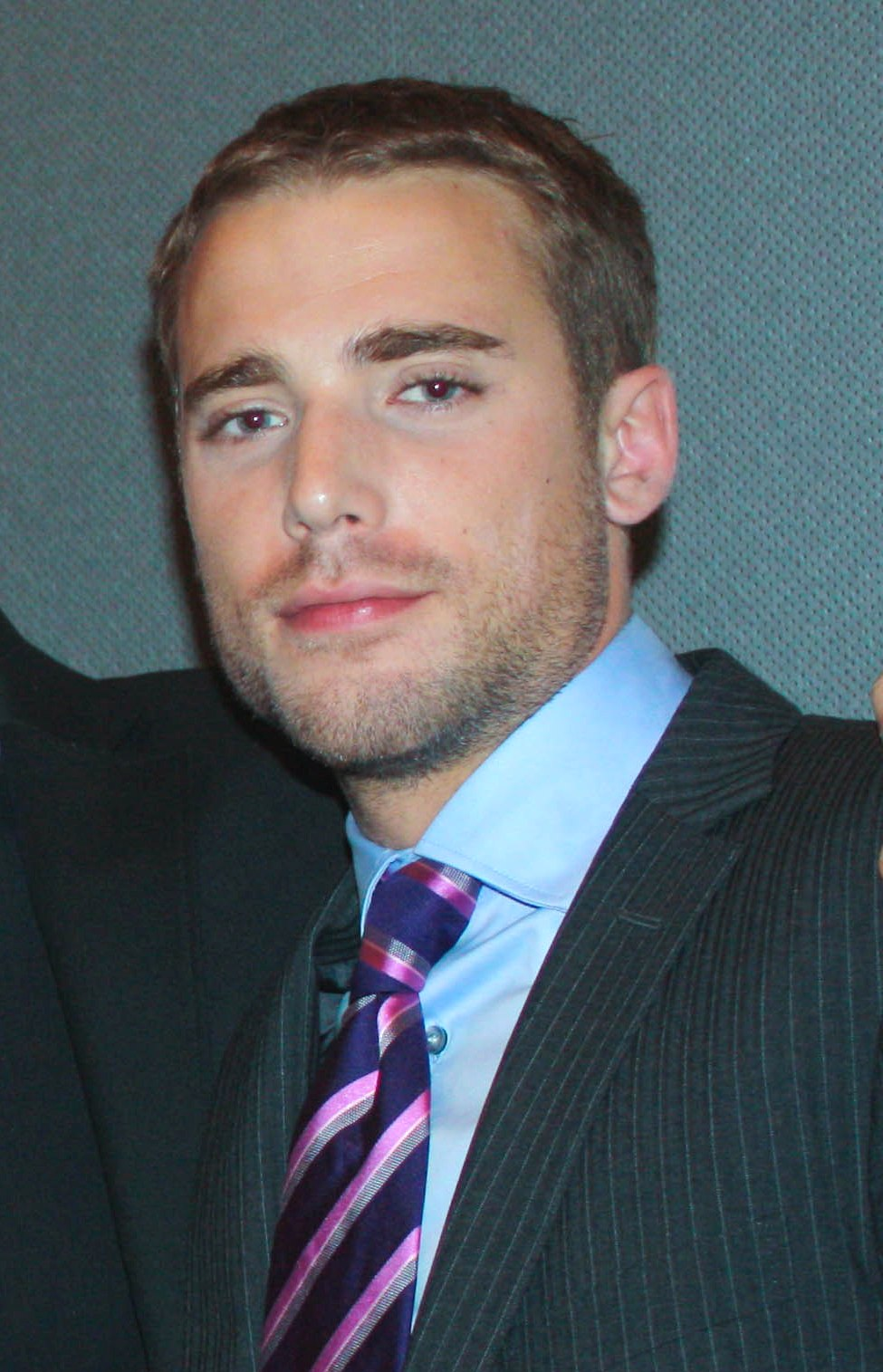
Dustin Milligan (* 1985)

- Milligan, Jacob L. (1889–1951), US-amerikanischer Politiker
- Milligan, James (1928–1961), kanadischer Sänger
- Milligan, John J. (1795–1875), US-amerikanischer Politiker
- Milligan, Kelly (* 1961), US-amerikanische Skilangläuferin
- Milligan, Mark (* 1985), australischer Fußballspieler
- Milligan, Michael Aaron (* 1980), US-amerikanischer Schauspieler, Stuntman, Stunt Coordinator und Sänger
- Milligan, Peter, irischer Schriftsteller, Comic- und Fernsehautor
- Milligan, Rolan (* 1994), US-amerikanischer American-Football-Spieler
- Milligan, Spike (1918–2002), irischer Komiker, Schriftsteller, Dichter und Jazz-Musiker (Trompete und Gitarre)
- Milligan, Stephen (1948–1994), britischer Journalist und Politiker
- Milligan, Terry (1930–2008), irischer Boxer
- Milligan, Victor (1929–2009), kanadischer Geotechniker
- Milligan, William Rankine, Lord Milligan (1898–1975), britischer Jurist und Politiker
- Millikan, Robert Andrews (1868–1953), US-amerikanischer Physiker, Nobelpreisträger für Physik 1923Robert Andrews Millikan (1868–1953)

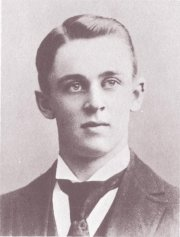
Robert Andrews Millikan (1868–1953)

- Millikan, Ruth (* 1933), US-amerikanische Philosophin und Hochschullehrerin
- Milliken, Carl (1877–1961), Gouverneur von Maine
- Milliken, Cathy (* 1956), australische Komponistin, Oboistin und Musikpädagogin
- Milliken, Charles W. (1827–1915), US-amerikanischer Politiker
- Milliken, Isaac Lawrence (1815–1885), US-amerikanischer Politiker
- Milliken, Peter (* 1946), kanadischer Politiker
- Milliken, Seth L. (1831–1897), US-amerikanischer Politiker
- Milliken, William (1922–2019), US-amerikanischer Politiker, Gouverneur von Michigan
- Milliken, William H. (1897–1969), US-amerikanischer Politiker
- Millikin, Eugene (1891–1958), US-amerikanischer Politiker
- Millikin, John (1888–1970), US-amerikanischer Offizier, Generalmajor der US-Army
- Millikin, John M. (1804–1884), US-amerikanischer Jurist, Offizier und Politiker
- Milliman, James C. (1847–1933), US-amerikanischer Politiker
- Milliman, Linc, US-amerikanischer Jazzmusiker
- Millin de Grandmaison, Aubin-Louis (1759–1818), französischer Marinebeamter und Numismatiker
- Millin, Bill (1922–2010), schottischer Dudelsackspieler
- Millin, Terence (1903–1980), irischer Urologe und Chirurg
- Millinder, Lucky (1900–1966), US-amerikanischer R&B- und Swing-Musiker
- Milliner, Jesse (* 1973), deutscher Jazzmusiker
- Milling, Amalie (* 1999), dänische Handballspielerin
- Milling, Amanda (* 1975), britische Politikerin (Conservative Party), Mitglied des House of Commons und Ministerin
- Milling, Kyle (* 1974), US-amerikanisch-französischer Basketballtrainer und -spieler
- Milling, Peter (* 1944), deutscher Ökonom, Professor für Allgemeine Betriebswirtschaftslehre und Industrie an der Universität Mannheim
- Milling, Stephen (* 1965), dänischer Opernsänger (Bass)
- Millinger, Fritz (1935–2021), deutscher Fußballtrainer
- Millinger, Magdalena (* 1994), österreichische Biathletin
- Millinger, Stefanie (* 1992), Extremsportlerin aus Salzburg, Österreich
- Millington, Charles S. (1855–1913), US-amerikanischer Politiker
- Millington, Ernest (1916–2009), britischer Politiker, Mitglied des House of Commons
- Millington, June (* 1948), philippinisch-amerikanische Musikerin, Songwriterin und Produzentin
- Millington, Seaqueam (* 1996), vincentischer Fußballspieler
- Millini, Giovanni Garzia (1562–1629), italienischer Geistlicher, Bischof und Kardinal der Römischen Kirche
- Millini, Savo (1644–1701), italienischer Bischof und Kardinal
- Million, Gerd (1935–2010), deutscher Sportreporter und Fußballkommentator
- Million, Guy (1932–2004), französischer Radrennfahrer
- Million, Tyffany (* 1966), US-amerikanische PornodarstellerinTyffany Million (* 1966)

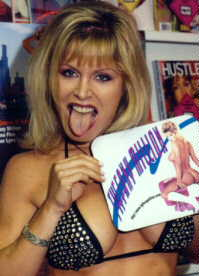
Tyffany Million (* 1966)

- Millionaire, Tony (* 1956), US-amerikanischer Comiczeichner
- Millions, Russ (* 1996), britischer Rapper und Songwriter
- Millionschtschikow, Michail Dmitrijewitsch (1913–1973), sowjetischer Mathematiker und Physiker
- Millionschtschikowa, Wera Wassiljewna (1942–2010), russische Palliativmedizinerin, Gründerin des Ersten Moskauer Hospizes
- Milliot, Roger (1943–2010), französischer Radrennfahrer
- Millis, Andrew, US-amerikanischer Physiker
- Millis, Nancy (1922–2012), australische Mikrobiologin und Hochschullehrerin
- Millitz, Adalbert (1930–1985), rumänischer Funktionär der Rumänischen Kommunistischen Partei und Vertreter der rumäniendeutschen Minderheit in der Sozialistischen Republik Rumänien

### Millj
- Milljar, Georgi Franzewitsch (1903–1993), sowjetischer Theater- und Filmschauspieler

### Millm
- Millman, Bird (1890–1940), US-amerikanische Hochseiltänzerin
- Millman, Dan (* 1946), US-amerikanischer Sportler und Autor von dem New Age zugeschlagenen Büchern
- Millman, Irving (1923–2012), US-amerikanischer Virologe und Immunologe
- Millman, Jack (* 1930), US-amerikanischer Jazz-Musiker (Trompete und Flügelhorn), Arrangeur und Komponist und Musikproduzent
- Millman, Jacob (1911–1991), amerikanischer Elektrotechniker
- Millman, John (1930–2021), kanadischer Radrennfahrer
- Millman, John (* 1989), australischer TennisspielerJohn Millman (* 1989)

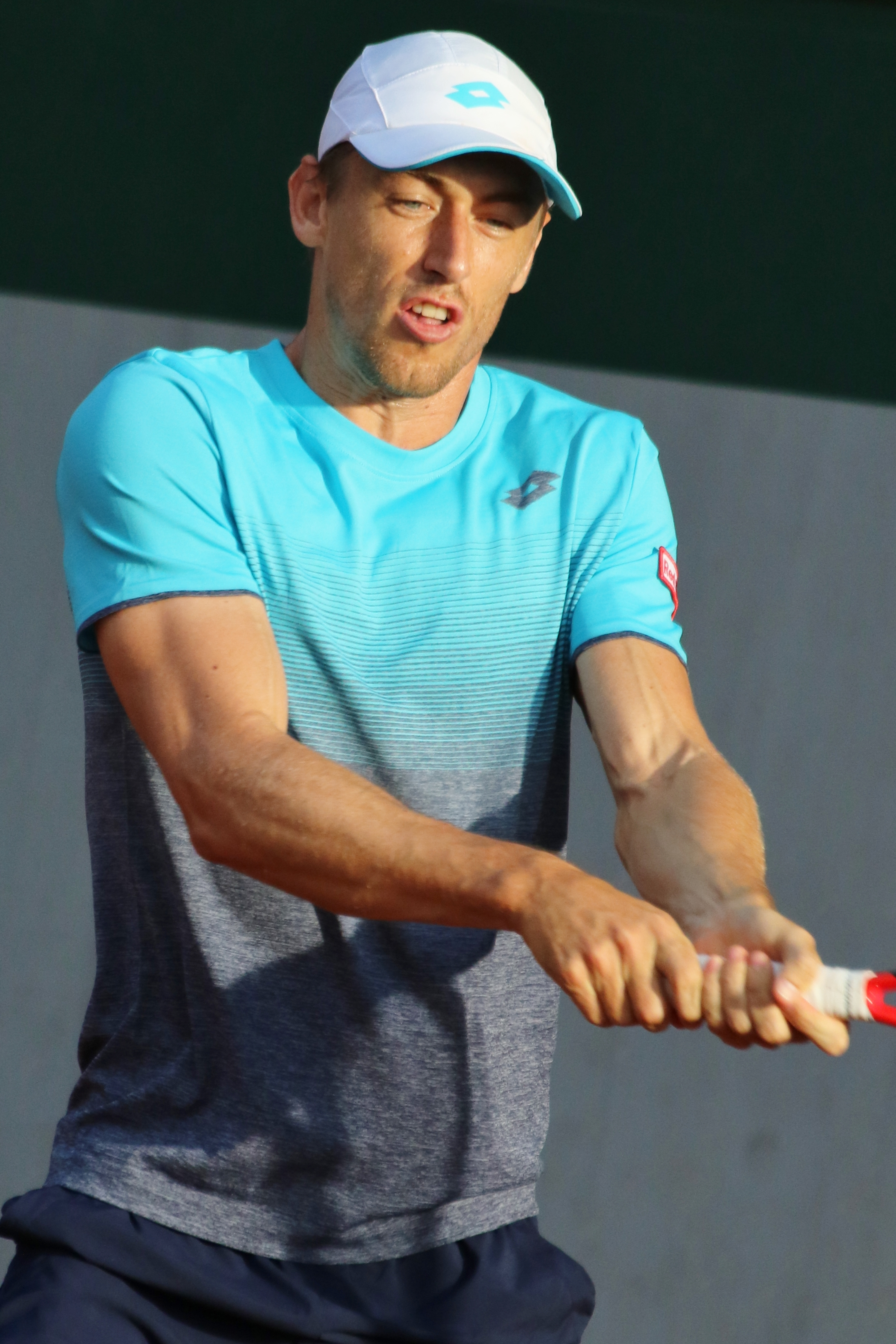
John Millman (* 1989)

- Millman, Paul, englischer Squashspieler
- Millman, Peter (1906–1990), kanadischer Astronom
- Millman, Simon (* 1977), australischer Politiker

### Milln
- Millner, Carolin (* 1984), deutsche Theaterregisseurin und Autorin
- Millner, Fritz (1898–1963), Wirtschaftsprüfer, Jurist, Zionist, Emigrant
- Millner, Joshua (1847–1931), britischer Sportschütze
- Millner, Karl (1825–1895), deutscher Landschaftsmaler
- Millner, Marietta (1894–1929), österreichische Stummfilmschauspielerin
- Millner, Michael (1948–2002), österreichischer Pädiater, Neuropädiater, Kinder- und Jugendpsychiater und Musiker
- Millner, Wayne (1913–1976), US-amerikanischer American-Football-Spieler und -Trainer
- Millns, James (* 1949), US-amerikanischer Eiskunstläufer
- Millns, Paul (* 1945), britischer Bluespianist, Songwriter und Sänger

### Millo
- Millo, Enrico (1865–1930), italienischer Admiral und Politiker
- Millo, Giovanni Giacomo (1695–1757), Kardinal der Römischen Kirche
- Millo, Mario (* 1955), australischer Musiker, Komponist und Songwriter
- Millocheau, Arsène (1867–1948), französischer Radrennfahrer
- Millöcker, Carl (1842–1899), österreichischer OperettenkomponistCarl Millöcker (1842–1899)

Carl Millöcker (1842–1899)

- Millon Júnior, Adolpho (1895–1929), brasilianischer Fußballspieler
- Millon, Charles (* 1945), französischer Politiker
- Millon, Eugène (1812–1867), französischer Chemiker und Arzt
- Millon, Theodore (1928–2014), US-amerikanischer Psychologe
- Millon, Yann (* 1970), französischer Duathlet und Crossläufer
- Millonig, Agnes (1884–1962), österreichische Lehrerin in Kärnten und Heimatdichterin
- Millonig, Dietmar (* 1955), österreichischer Mittel- und Langstreckenläufer
- Millonig, Hans (* 1952), österreichischer Skispringer
- Millonig, Helmut (* 1928), österreichischer Künstler
- Millonig, Hubert (* 1947), österreichischer Lauftrainer
- Millonig, Lena (* 1998), österreichische Hindernisläuferin
- Millonig, Rudolf (* 1927), österreichischer Bildhauer
- Millonigg, Johann (1793–1864), österreichischer Land- und Gastwirt und Politiker, Landtagsabgeordneter
- Millonigg, Johann (1826–1900), österreichischer Landwirt und Politiker, Landtagsabgeordneter
- Millosevich, Elia (1848–1919), italienischer Astronom
- Milloshi, Hysni (1946–2012), albanischer Politiker und Schriftsteller
- Milloss, Aurel von (1906–1988), ungarisch-italienischer Tänzer, Choreograf und Ballettdirektor
- Millot, Adolphe (1857–1921), französischer Maler, Grafiker und Insektenkundler
- Millot, Benoît (* 1982), französischer Fußballschiedsrichter
- Millot, Charles (1717–1769), französischer Kleriker und Enzyklopädist
- Millot, Claude-François-Xavier (1726–1785), französischer Kleriker und Historiker
- Millot, Enzo (* 2002), französischer FußballspielerEnzo Millot (* 2002)

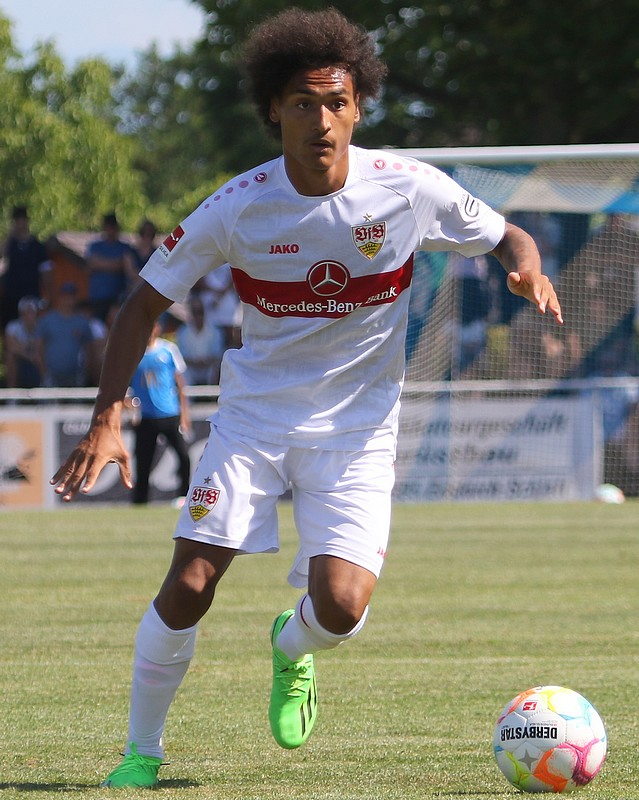
Enzo Millot (* 2002)

- Millot, Éric (* 1968), französischer Eiskunstläufer
- Millot, Gabriel (* 1847), französischer Mediziner
- Millot, Vincent (* 1986), französischer Tennisspieler
- Millotat, Christian (* 1943), deutscher Offizier, Generalmajor der Bundeswehr
- Milloux, Henri (1898–1980), französischer Mathematiker
- Millowitsch, Cordy (1890–1977), deutsche Schauspielerin und Sängerin
- Millowitsch, Lucy (1905–1990), deutsche Schauspielerin und Theaterleiterin
- Millowitsch, Mariele (* 1955), deutsche SchauspielerinMariele Millowitsch (* 1955)

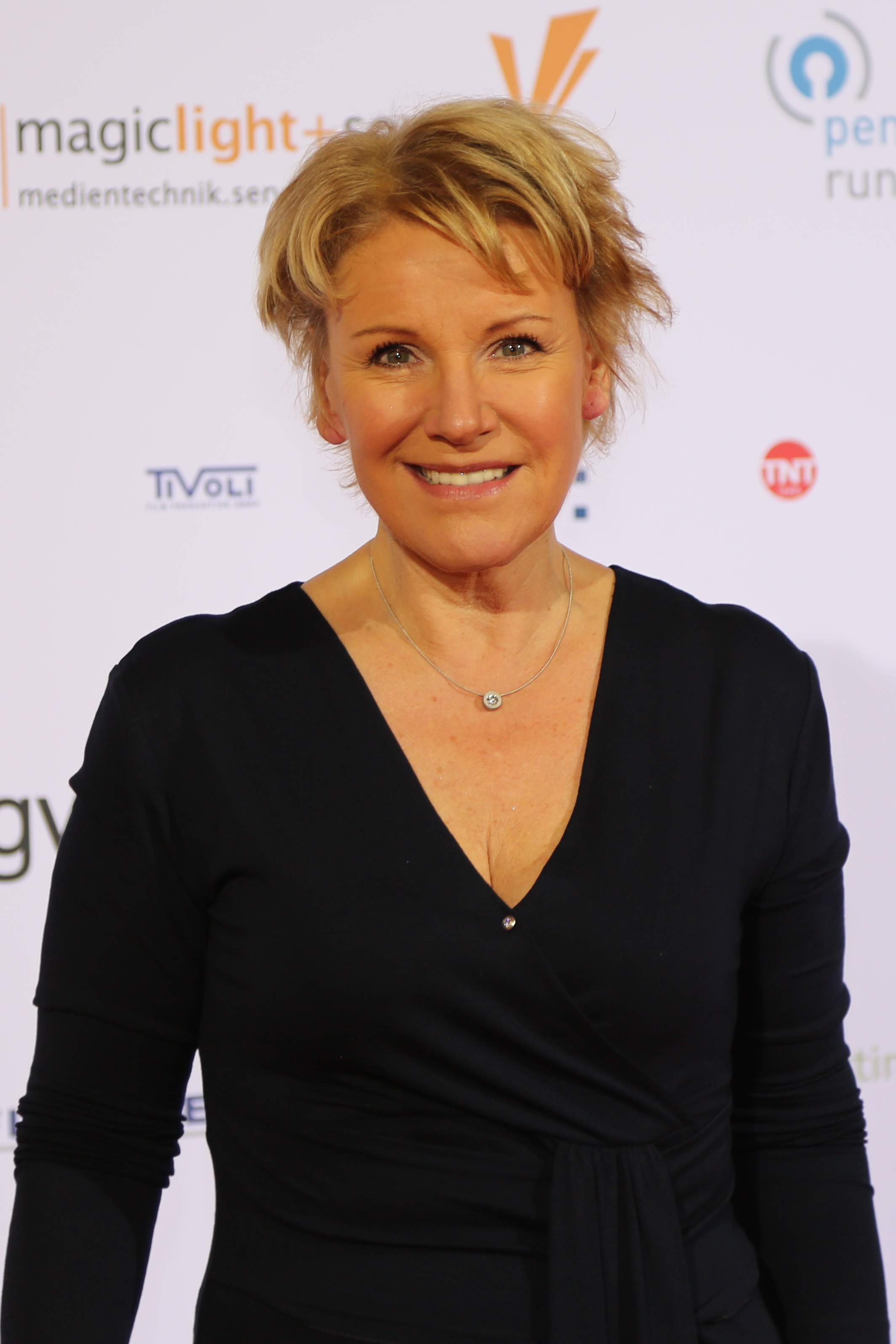
Mariele Millowitsch (* 1955)

- Millowitsch, Peter (* 1949), deutscher Theaterschauspieler
- Millowitsch, Peter Wilhelm (1880–1945), deutscher Schauspieler und Theaterleiter
- Millowitsch, Willy (1909–1999), deutscher Theater- und Filmschauspieler
- Millowitsch-Steinhaus, Barbie (* 1949), deutsche Schauspielerin und Hörspielsprecherin
- Milloy, Albert E. (1921–2012), US-amerikanischer Offizier, Generalmajor der US-Army
- Milloz, Adèle (1996–2022), französische Skibergsteigerin

### Millq
- Millqvist, Pär (* 1967), schwedischer Fußballspieler und -trainer

### Millr
- Millroy, Ollie (* 1990), britischer Autorennfahrer

### Mills
- Mills, Alan (1912–1977), kanadischer Sänger, Schauspieler und Autor
- Mills, Albert Leopold (1854–1916), US-amerikanischer Militär, General der US Army
- Mills, Alec (1932–2024), britischer Kameramann
- Mills, Alexander (1885–1964), australischer Rechtsanwalt, Nationalsozialist und Buchautor
- Mills, Alexandria (* 1992), US-amerikanische Schönheitskönigin, Miss World 2010
- Mills, Alfred (1881–1936), deutscher Fußballtorhüter
- Mills, Alice (* 1986), australische Schwimmerin
- Mills, Alley (* 1951), US-amerikanische Schauspielerin
- Mills, Barbara J. (* 1955), US-amerikanische Archäologin und Anthropologin
- Mills, Barry (1948–2018), US-amerikanischer Krimineller, Anführer der Aryan BrotherhoodBarry Mills (1948–2018)

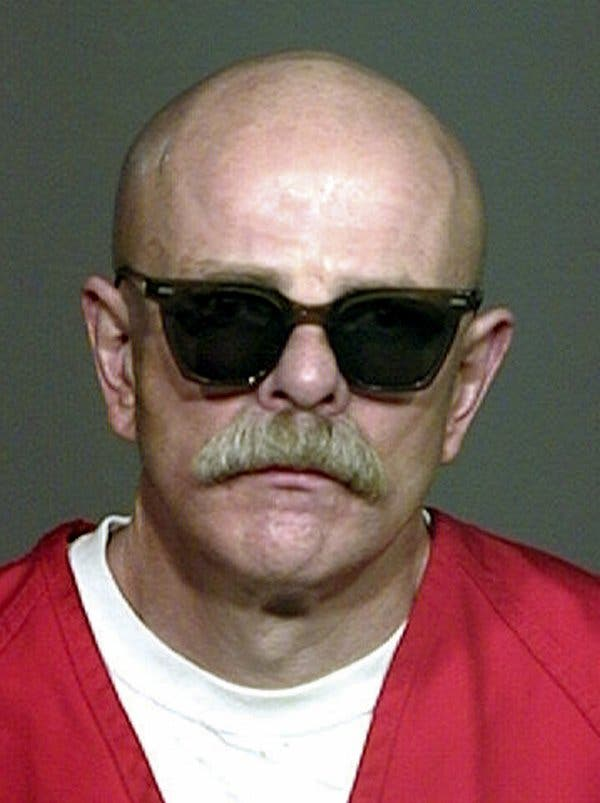
Barry Mills (1948–2018)

- Mills, Billy (* 1938), US-amerikanischer Langstreckenläufer und Olympiasieger
- Mills, Bree (* 1981), US-amerikanische Regisseurin, Drehbuchautorin und Filmproduzentin
- Mills, Brian (1933–2006), britischer Fernsehregisseur
- Mills, Charles (1788–1826), britischer Historiker
- Mills, Charles W. (1951–2021), jamaikanischer Philosoph und Hochschullehrer
- Mills, Charles Wright (1916–1962), US-amerikanischer Soziologe
- Mills, Charlie (1888–1972), deutscher Trabrennfahrer, Züchter und Trainer
- Mills, Clark (1915–2001), US-amerikanischer Yachtkonstrukteur und Werftbesitzer
- Mills, Connor (* 1998), deutscher Kinderdarsteller
- Mills, Cory (* 1980), US-amerikanischer Politiker
- Mills, Crispian (* 1973), englischer Sänger und Gitarrist
- Mills, Daniel W. (1838–1904), US-amerikanischer Politiker
- Mills, Danny (* 1977), englischer Fußballspieler
- Mills, Dave (* 1939), US-amerikanischer Sprinter
- Mills, David (1831–1903), kanadischer Jurist, Dichter, Hochschullehrer und Politiker
- Mills, David (1961–2010), US-amerikanischer Drehbuchautor und Journalist
- Mills, David L. (1938–2024), US-amerikanischer Informatiker
- Mills, Davis (* 1998), US-amerikanischer American-Football-Spieler

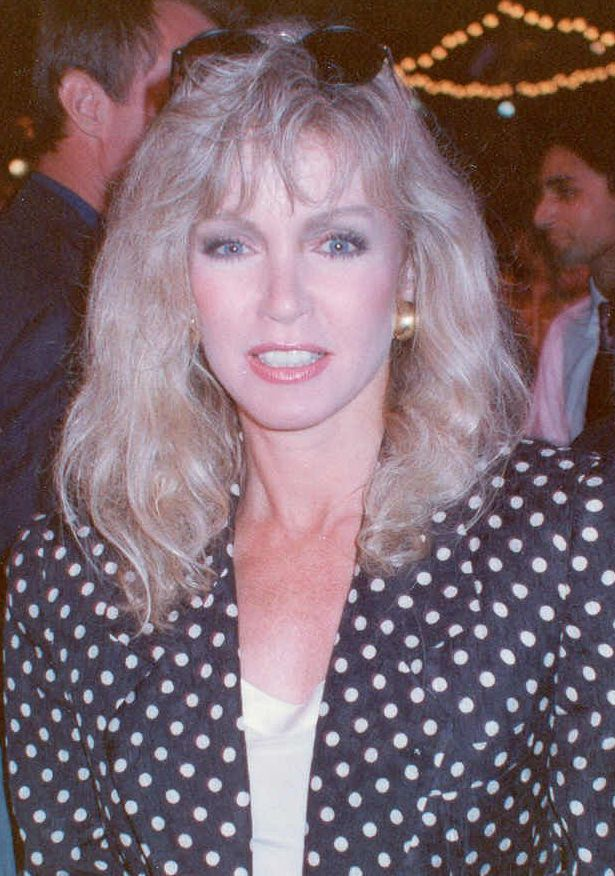
Donna Mills (* 1940)

- Mills, Derek (* 1972), US-amerikanischer Leichtathlet
- Mills, Derrick (* 1974), Fußballspieler von St. Kitts und Nevis
- Mills, Donna (* 1940), US-amerikanische SchauspielerinDonna Mills (* 1940)
- Mills, Eddie (* 1972), US-amerikanischer Schauspieler
- Mills, Edwin (1878–1946), britischer Tauzieher
- Mills, Edwin (1928–2021), US-amerikanischer Wirtschaftswissenschaftler und emeritierter Hochschullehrer
- Mills, Elijah H. (1776–1829), US-amerikanischer Politiker (Föderalistische Partei)
- Mills, Ernest (1913–1972), britischer Radrennfahrer
- Mills, F. J. (1865–1953), US-amerikanischer Politiker
- Mills, Florence († 1927), afroamerikanische Sängerin und Tänzerin
- Mills, Frank (* 1942), kanadischer Pianist
- Mills, Freddie (1919–1965), britischer Boxer
- Mills, Gary (* 1961), englischer Fußballspieler und -trainer
- Mills, George (1908–1970), englischer Fußballspieler
- Mills, George (* 1999), britischer Mittelstreckenläufer
- Mills, George Holroyd (1902–1971), britischer Air Chief Marshal der RAF
- Mills, George Pilkington (1867–1945), britischer Radrennfahrer
- Mills, Glen (* 1949), jamaikanischer Leichtathletiktrainer
- Mills, Hannah (* 1988), britische Seglerin
- Mills, Harlan (1919–1996), amerikanischer Informatiker
- Mills, Hayley (* 1946), britische Schauspielerin
- Mills, Heather (* 1968), britisches ModelHeather Mills (* 1968)

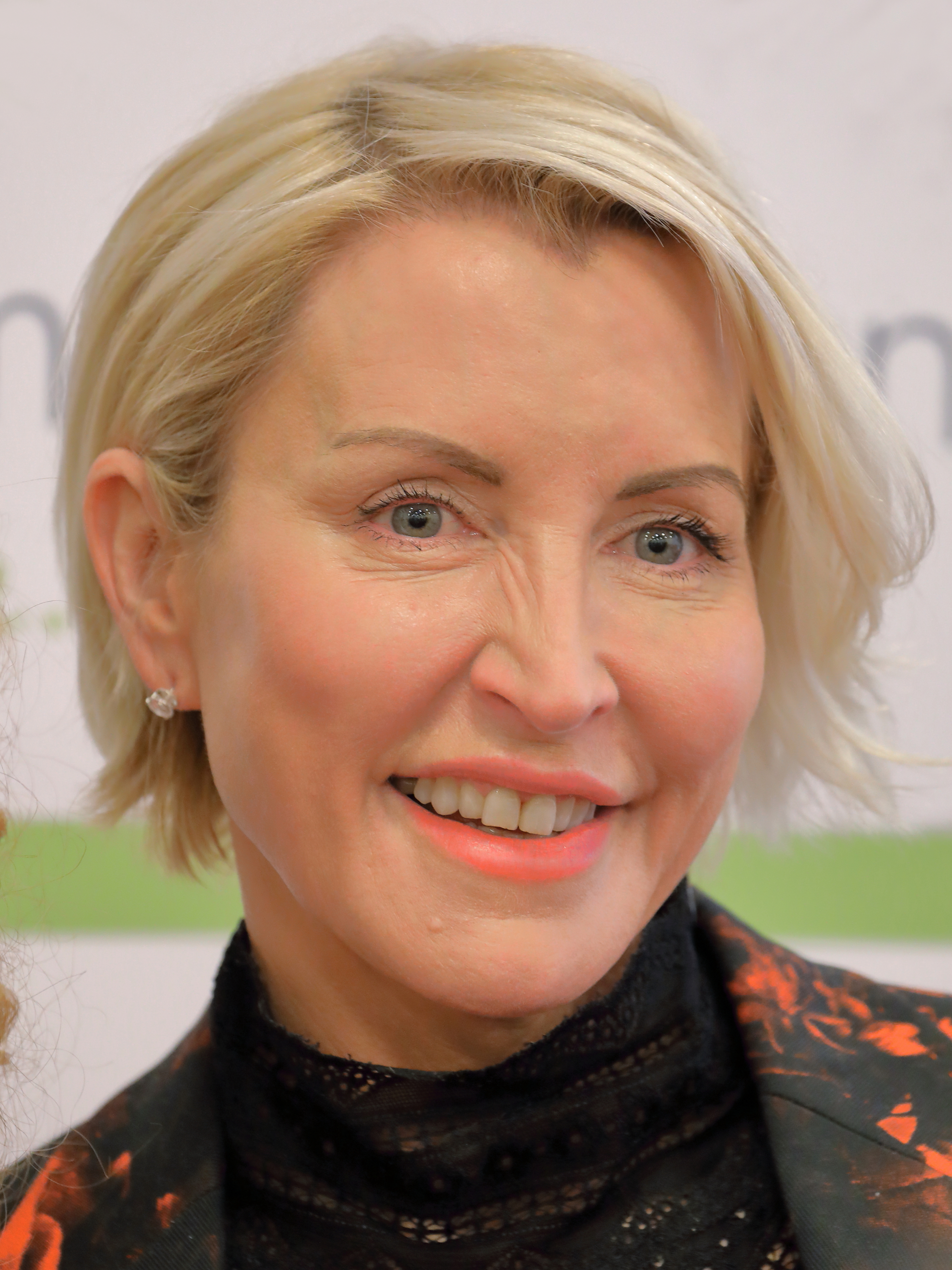
Heather Mills (* 1968)

- Mills, Holly (* 2000), britische Weitspringerin und Mehrkämpferin
- Mills, Irving (1894–1985), US-amerikanischer Musikverleger, -produzent und Sänger
- Mills, Jack († 2005), englischer Szenenbildner
- Mills, Jackie (1922–2010), US-amerikanischer Jazzmusiker
- Mills, James (1847–1936), neuseeländischer Geschäftsmann und Politiker
- Mills, Janet T. (* 1947), US-amerikanische Anwältin und Politikerin
- Mills, Jeff (* 1963), US-amerikanischer Techno-DJ und Musiker
- Mills, Joey (* 1998), US-amerikanischer Pornodarsteller
- Mills, John († 1793), britischer Seemann
- Mills, John (* 1717), englischer Autor
- Mills, John (1908–2005), englischer SchauspielerJohn Mills (1908–2005)

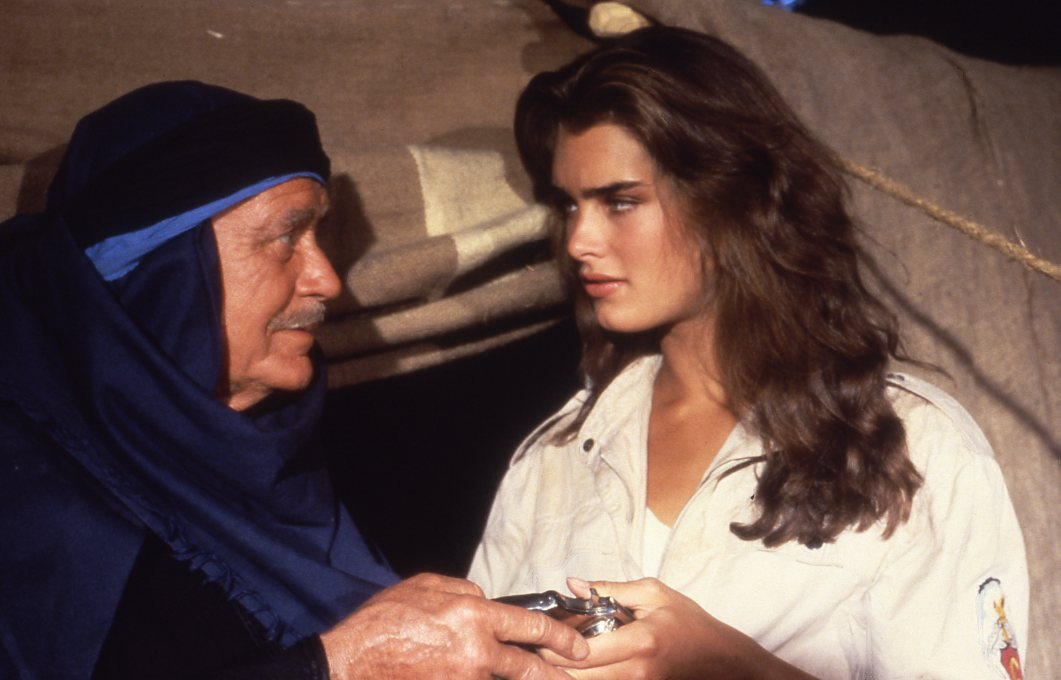
John Mills (1908–2005)

- Mills, John Atta (1944–2012), ghanaischer Rechtswissenschaftler und Politiker
- Mills, John Burpee (1850–1913), kanadischer Rechtsanwalt und Politiker
- Mills, John Easton (1796–1847), kanadischer Politiker und Bankier
- Mills, Joseph (* 1902), US-amerikanischer Politiker
- Mills, Judson (* 1969), US-amerikanischer Schauspieler
- Mills, Juliet (* 1941), britische SchauspielerinJuliet Mills (* 1941)

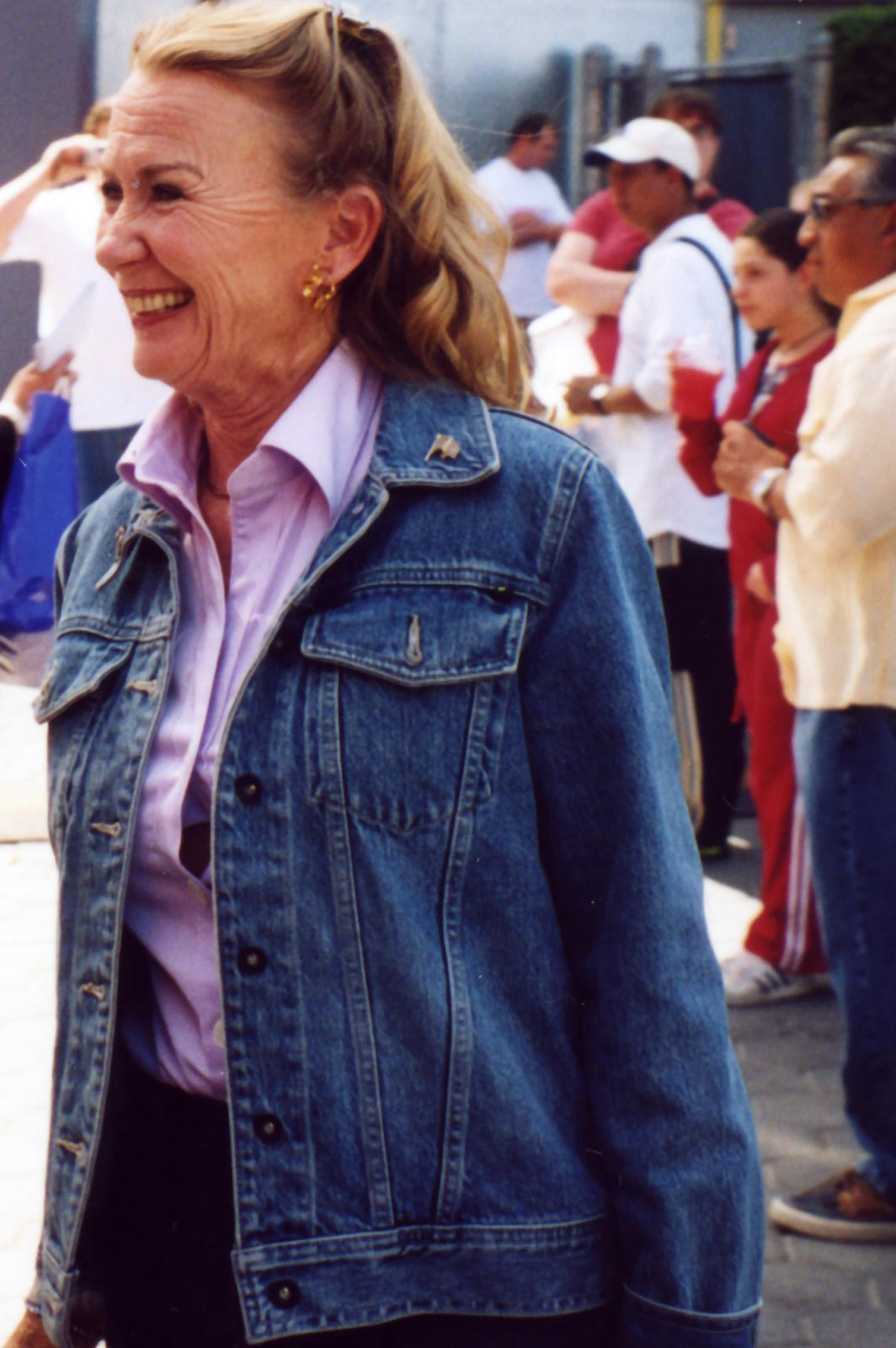
Juliet Mills (* 1941)

- Mills, June Tarpé (1918–1988), US-amerikanische Comicautorin
- Mills, Kerry (1869–1948), US-amerikanischer Komponist und Musikverleger

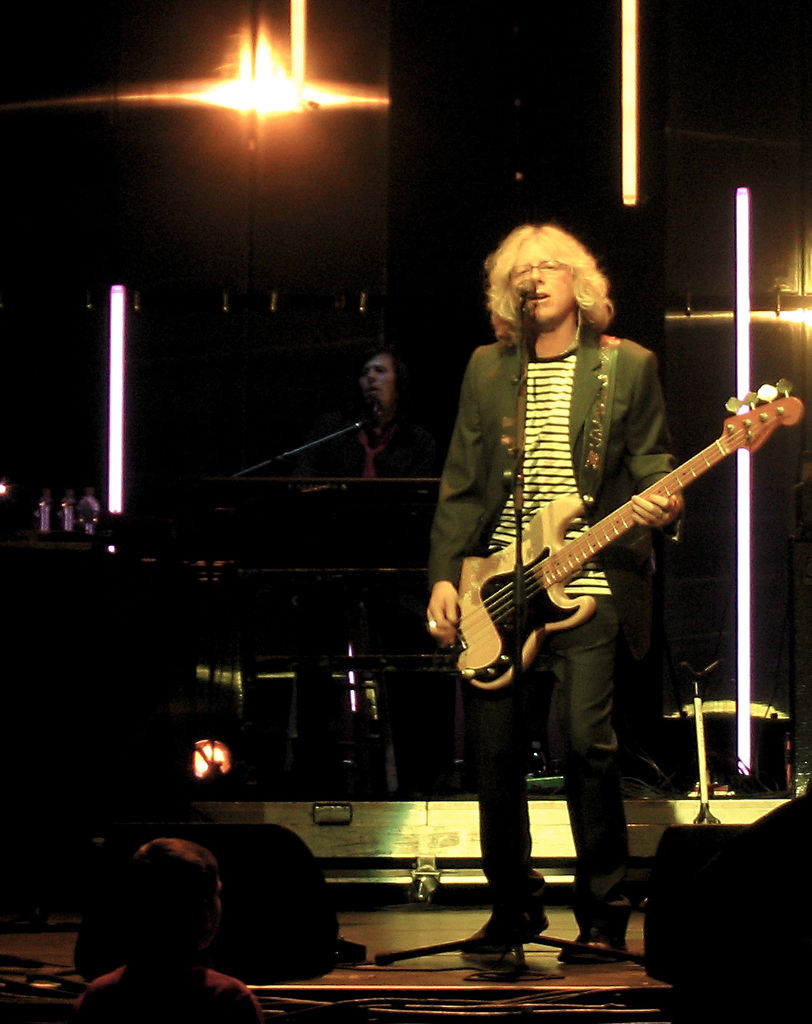
Mike Mills (* 1958)

- Mills, Kyle (* 1966), US-amerikanischer Thriller-Autor
- Mills, Les (* 1934), neuseeländischer Diskuswerfer und Kugelstoßer
- Mills, Lily (* 2000), britische Tennisspielerin und Behindertensportlerin
- Mills, Lincoln (* 1910), US-amerikanischer Jazztrompeter
- Mills, Lisa, US-amerikanische Soul-, Gospel- und Bluessängerin
- Mills, Lyman A. (1841–1929), US-amerikanischer Politiker
- Mills, Magnus (* 1954), britischer Schriftsteller
- Mills, Mark Muir (1917–1958), US-amerikanischer Kernphysiker
- Mills, Matt (* 1979), US-amerikanischer Westernreiter
- Mills, Matt (* 1986), englischer Fußballspieler
- Mills, Melissa (* 1973), australische Wasserballspielerin
- Mills, Michael (* 1942), britisch-kanadischer Animator
- Mills, Michael, Maskenbildner und Spezialeffektkünstler
- Mills, Mick (* 1949), englischer Fußballspieler und -trainer
- Mills, Mike (* 1958), US-amerikanischer Musiker, Bassist von R.E.M.Mike Mills (* 1958)
- Mills, Mike (* 1966), US-amerikanischer Musikvideo- und Filmregisseur und Grafikdesigner
- Mills, Minnie (* 2002), britische Schauspielerin
- Mills, Mort (1919–1993), amerikanischer Filmschauspieler
- Mills, Nadine, britische Schauspielerin
- Mills, Natalia (* 1993), panamaische Fußballspielerin
- Mills, Newt V. (1899–1996), US-amerikanischer Politiker
- Mills, Nigel (* 1974), britischer Politiker (Conservative Party), Mitglied des House of Commons
- Mills, Noah (* 1983), kanadischer Schauspieler und Model
- Mills, Noel (1944–2004), neuseeländischer Ruderer
- Mills, Ogden L. (1884–1937), US-amerikanischer Geschäftsmann und Politiker (Republikanische Partei)
- Mills, Patty (* 1988), australischer Basketballspieler
- Mills, Percy, 1. Viscount Mills (1890–1968), britischer Politiker der Conservative Party
- Mills, Peter (* 1988), englischer Badmintonspieler
- Mills, Phil (* 1963), britischer Rallye-Beifahrer
- Mills, Phillip (* 1955), neuseeländischer Unternehmer und ehemaliger Hürdenläufer
- Mills, Reginald (1912–1990), britischer Filmeditor und Filmregisseur
- Mills, Richard Charles (1886–1952), australischer Wirtschaftswissenschaftler
- Mills, Robert (1781–1855), US-amerikanischer Architekt und Kartograf, Schöpfer des Washington Monument
- Mills, Robert (* 1957), kanadischer Ruderer
- Mills, Robert L. (1927–1999), US-amerikanischer Physiker
- Mills, Roger (* 1948), britischer Geher
- Mills, Roger J. (* 1942), englischer Badmintonspieler
- Mills, Roger Q. (1832–1911), US-amerikanischer Politiker
- Mills, Ronald (* 1951), US-amerikanischer Schwimmer
- Mills, Scott (* 1974), britischer Radio-DJ, Showmaster und Gelegenheitsschauspieler
- Mills, Shirley (1926–2010), US-amerikanische Kinderdarstellerin der 1940er Jahre
- Mills, Stephanie (* 1957), US-amerikanische SängerinStephanie Mills (* 1957)

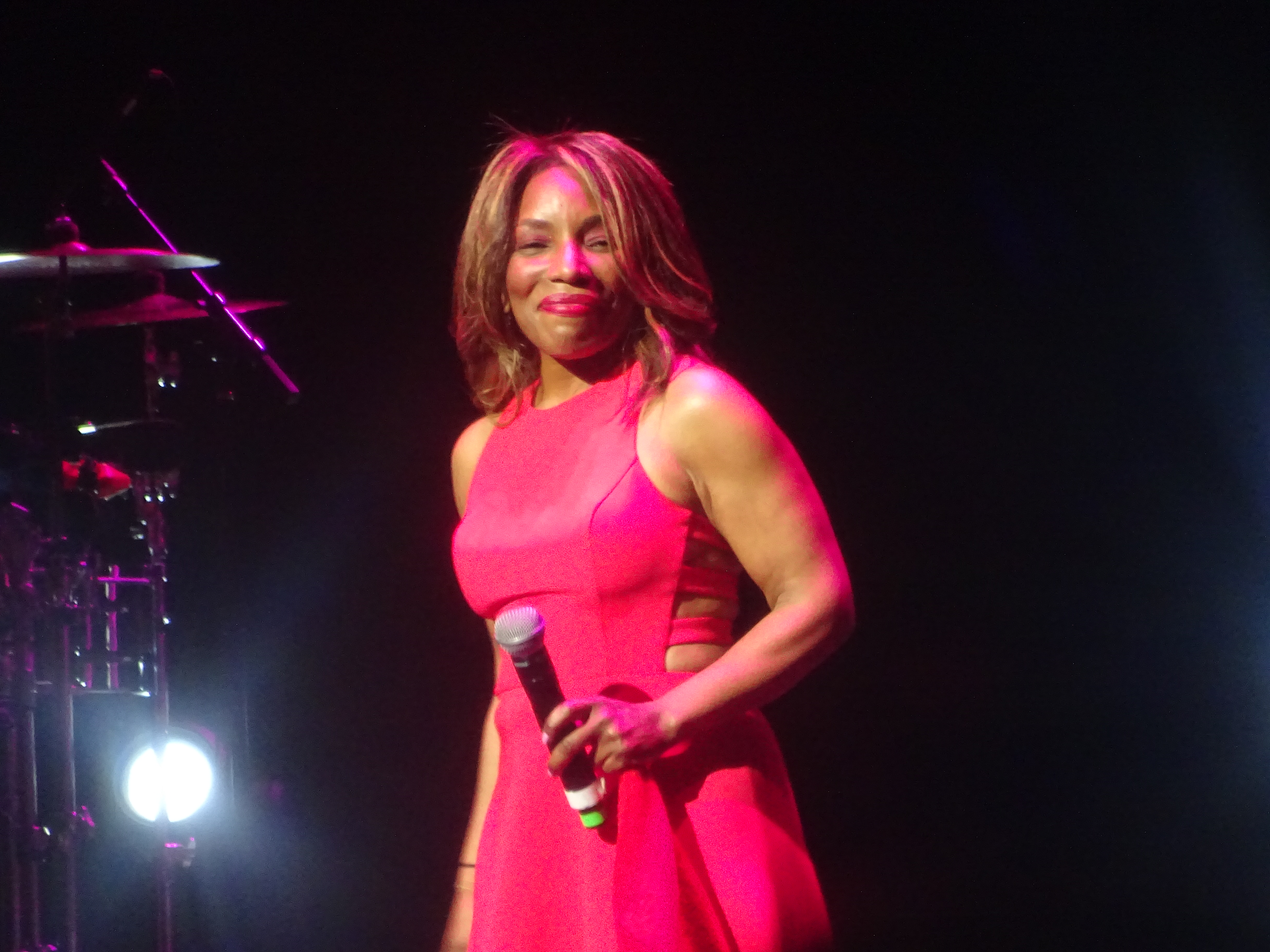
Stephanie Mills (* 1957)

- Mills, Stephen Keep (* 1947), amerikanischer Schauspieler und Schriftsteller
- Mills, T. (* 1989), US-amerikanischer Hip-Hop-Sänger
- Mills, Terry (* 1957), australischer Politiker, Chief Minister des Northern Territory
- Mills, Tymal (* 1992), englischer Cricketspieler
- Mills, Verna, Diplomatin von St. Kitts und Nevis
- Mills, Wilbur Daigh (1909–1992), amerikanischer Politiker
- Mills, William Hobson (1873–1959), englischer Chemiker
- Mills, William J. (1849–1915), US-amerikanischer Politiker und Gouverneur von New Mexico
- Mills, William Oswald (1924–1973), US-amerikanischer Politiker
- Mills-Cockell, John (* 1943), kanadischer Komponist
- Millsap, Elijah (* 1987), US-amerikanischer Basketballspieler
- Millsap, Paul (* 1985), US-amerikanischer Basketballspieler
- Millson, John (1808–1874), US-amerikanischer Politiker
- Millson, John (* 1946), kanadischer Mathematiker
- Millson, Joseph (* 1974), britischer Schauspieler
- Millson, Tony (* 1951), britischer Diplomat
- Millspaugh, Arthur (1883–1955), US-amerikanischer Politikberater und Autor
- Millspaugh, Frank C. (1872–1947), US-amerikanischer Politiker

### Millu
- Millu, Liana (1914–2005), italienische Schriftstellerin und Überlebende des Holocaust

### Millw
- Millward, Anna (* 1971), australische Radrennfahrerin
- Millward, Callum (* 1985), neuseeländischer Duathlet und Triathlet
- Millward, John (1766–1792), britischer Seemann
- Millward, William (1822–1871), US-amerikanischer Politiker
- Millwisch, Leopold (1909–1978), österreichischer Politiker (SPÖ), Mitglied des Bundesrates
- Millwisch, Peter (1943–2008), österreichischer Schriftsteller

### Milly
- Milly, Adolphe de (1799–1876), französischer Mediziner, Chemiker und Unternehmer
- Millycent (* 1990), österreichische Pianistin, Sängerin und Komponistin
- Millynn, Evie (* 1994), neuseeländische Fußballspielerin

### Millz
- Millz, Jae (* 1983), US-amerikanischer Rapper